# US-amerikanische Militärfahrzeuge des Zweiten Weltkrieges
Dies ist eine Liste der wichtigsten Militärfahrzeuge, die von den Streitkräften der Vereinigten Staaten während des Zweiten Weltkrieges eingesetzt oder entwickelt wurden. Viele dieser Fahrzeugtypen wurden auch im Rahmen des Leih- und Pachtgesetzes in großer Zahl an Alliierte abgegeben. Die logistischer Erfassung der Fahrzeuge erfolgte größtenteils auch in der G-Liste zum US-Ordnance-Katalog.

## Benennung der Militärfahrzeuge
Die Vereinigten Staaten benannten ihre Militärfahrzeuge mit einer schlichten Kurzbezeichnung der Modelle und Ausführungen. Dabei fanden folgende Buchstaben Verwendung:
- T = (Test) Versuchskonstruktion im Truppenversuch; Bezeichnung manchmal auch für Serienfahrzeuge beibehalten
- E = (Experimental) Variante von Versuchskonstruktionen
- M = (Model) Standardtyp; in Einzelfällen wurden auch Typen standardisiert, die dann nicht in Serie gebaut wurden
- A = (Alteration) Variante eines Standardtyps, beispielsweise aufgrund anderer Motorisierung
- B = (Base) Fahrgestellvariante eines Standardtyps

Hinter jeden Buchstaben tritt eine Zahl. Ursprünglich war die Zahlenfolge innerhalb einer Fahrzeugklasse fortlaufend, später hingegen für alle Klassen durchlaufend, um die Unterscheidbarkeit der Fahrzeugtypen zu vereinfachen.
Eine Namensgebung von Militärfahrzeugen erfolgte während des Zweiten Weltkrieges bei den US-Streitkräften nicht, wohl aber bei der britischen Armee, die viele amerikanische Panzertypen in ihr Arsenal übernahm und zumeist nach Generälen des Sezessionskriegs benannte. Darüber hinaus erhielten einige Fahrzeuge von den Soldaten der alliierten Armeen Spitznamen. Heute sind diese Namen oft weithin bekannter und gebräuchlicher als die offiziellen Kurzbezeichnungen.
In den folgenden Tabellen wird aus Gründen der Übersichtlichkeit nur nach den Grundtypen, nicht aber den einzelnen Fahrzeugvarianten unterschieden. Die allgemein bekannten Namen werden, obwohl nicht offiziell, wegen ihrer Prägnanz verwendet.

## Kampfpanzer

### Leichte Panzer
| Kurzbezeichnung (Populärname) | Offizielle Bezeichnung                                | Hauptwaffe              | Bes.    | Bauzeit         | Stückzahl gebaut | Bemerkungen                                                                  |
| ----------------------------- | ----------------------------------------------------- | ----------------------- | ------- | --------------- | ---------------- | ---------------------------------------------------------------------------- |
| —                             | Combat Car M1, M1A1                                   | .50 cal. Browning MG M2 | 4       | 1934–1938       | 114              | 1940 in Light Tank M1A2 (sic!) umbenannt                                     |
| —                             | Combat Car M2                                         | .50 cal. Browning MG M2 | 4       | 1940            | 34               | 1940 in Light Tank M1A1 umbenannt                                            |
| —                             | Light Tank M2A1                                       | .50 cal. Browning MG M2 | 4       | 1934–1935       | 10               |                                                                              |
| —                             | Light Tank M2A2, M2A3                                 | .50 cal. Browning MG M2 | 4       | 1935–1938       | 311              | sog. »Mae West« mit 2 Türmen                                                 |
| —                             | Light Tank M2A4                                       | 37-mm Gun M5            | 4       | 05/1940–04/1942 | 375              |                                                                              |
| M3 Stuart                     | Light Tank M3, M3 (diesel), M3A1, M3A1 (diesel), M3A3 | 37-mm Gun M5 od. M6     | 4       | 03/1941–09/1943 | 13.859           |                                                                              |
| —                             | Marmon-Herrington CTLS-4TAC T16                       | .50 cal. Browning MG M2 | 2       | 03/1942–07/1942 | 240              | als Notfallmaßnahme übernommene chinesische Bestellung, in Alaska eingesetzt |
| M5 Stuart                     | Light Tank M5, M5A1                                   | 37-mm Gun M6            | 4       | 04/1942–06/1944 | 8.884            | Variante des M3 Stuart mit 2 Cadillac V8-Motoren                             |
| M22 Locust                    | Light Tank (Airborne) M22                             | 37-mm Gun M6            | 3       | 04/1943–02/1944 | 830              |                                                                              |
| M24 Chaffee                   | Light Tank M24                                        | 75-mm Gun M6            | 4 od. 5 | 04/1944–08/1945 | 4.371            |                                                                              |

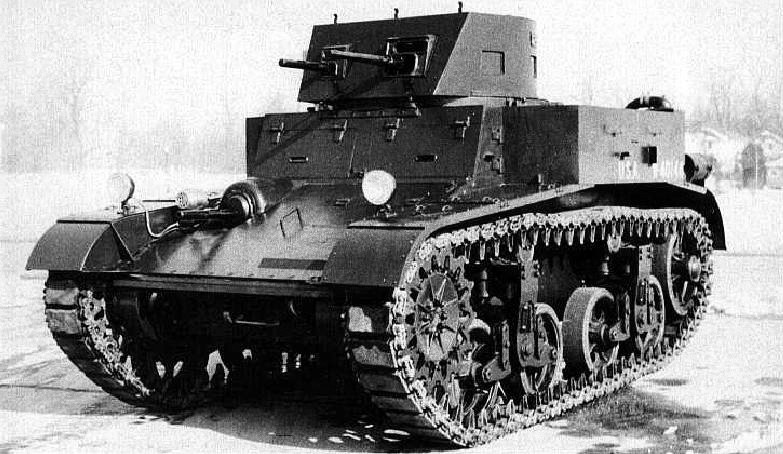
Combat Car M1
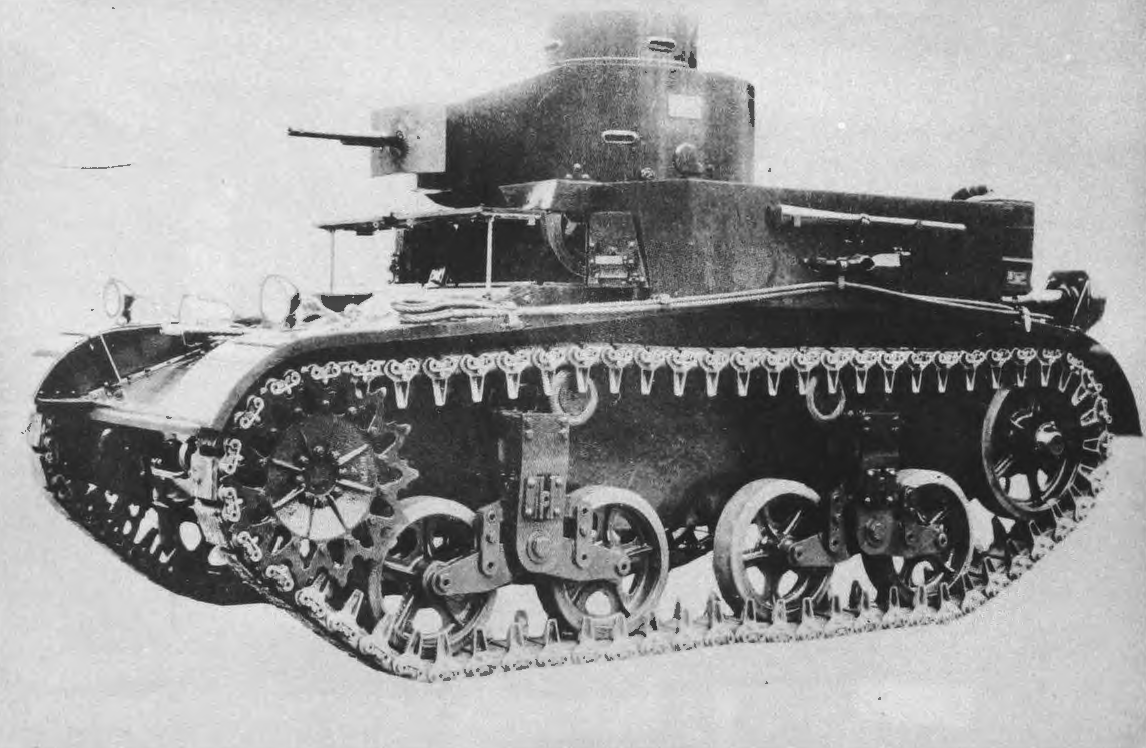
Light Tank M2A1
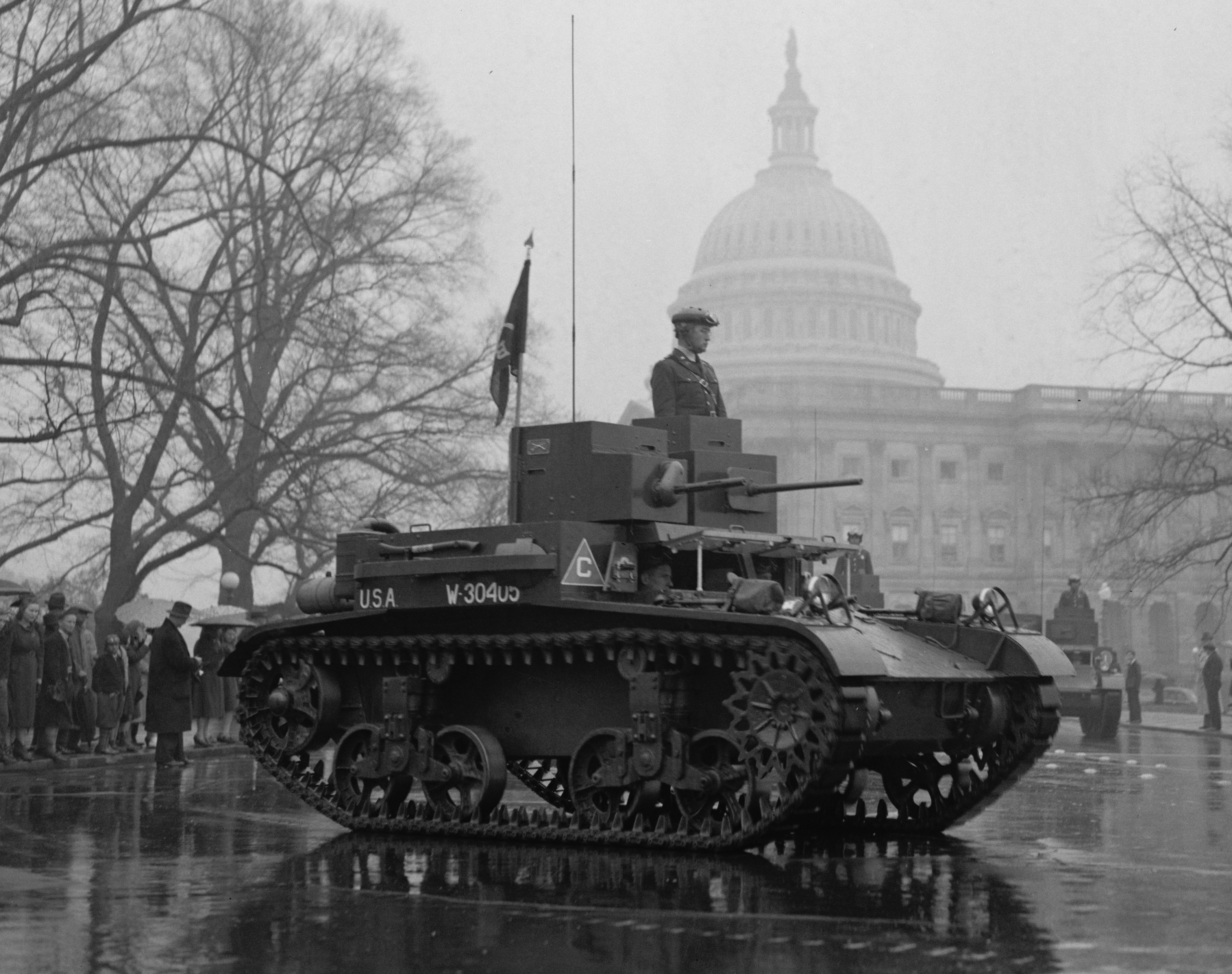
Light Tank M2A3
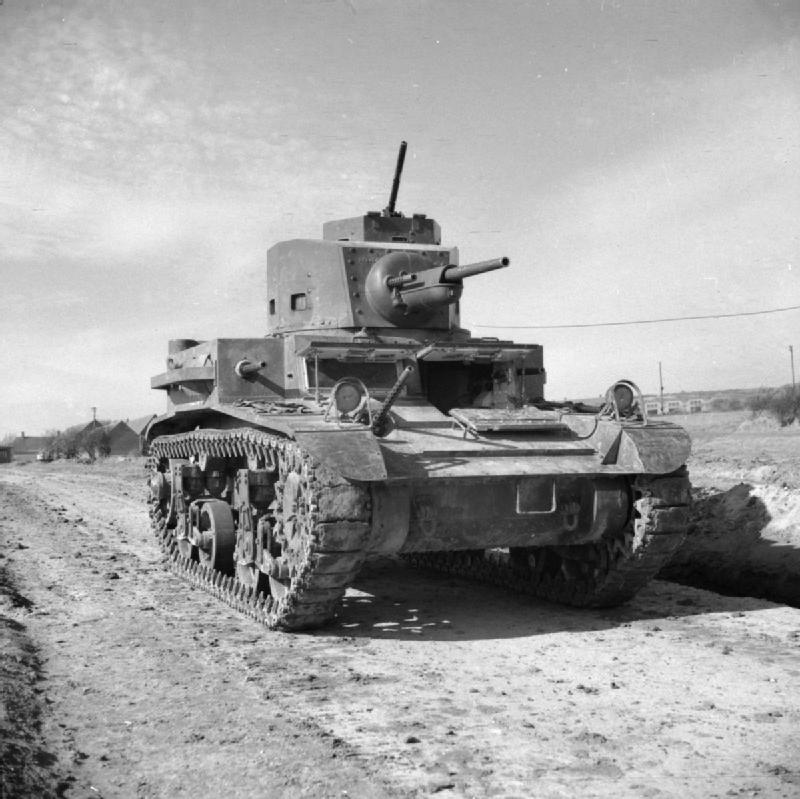
Light Tank M2A4
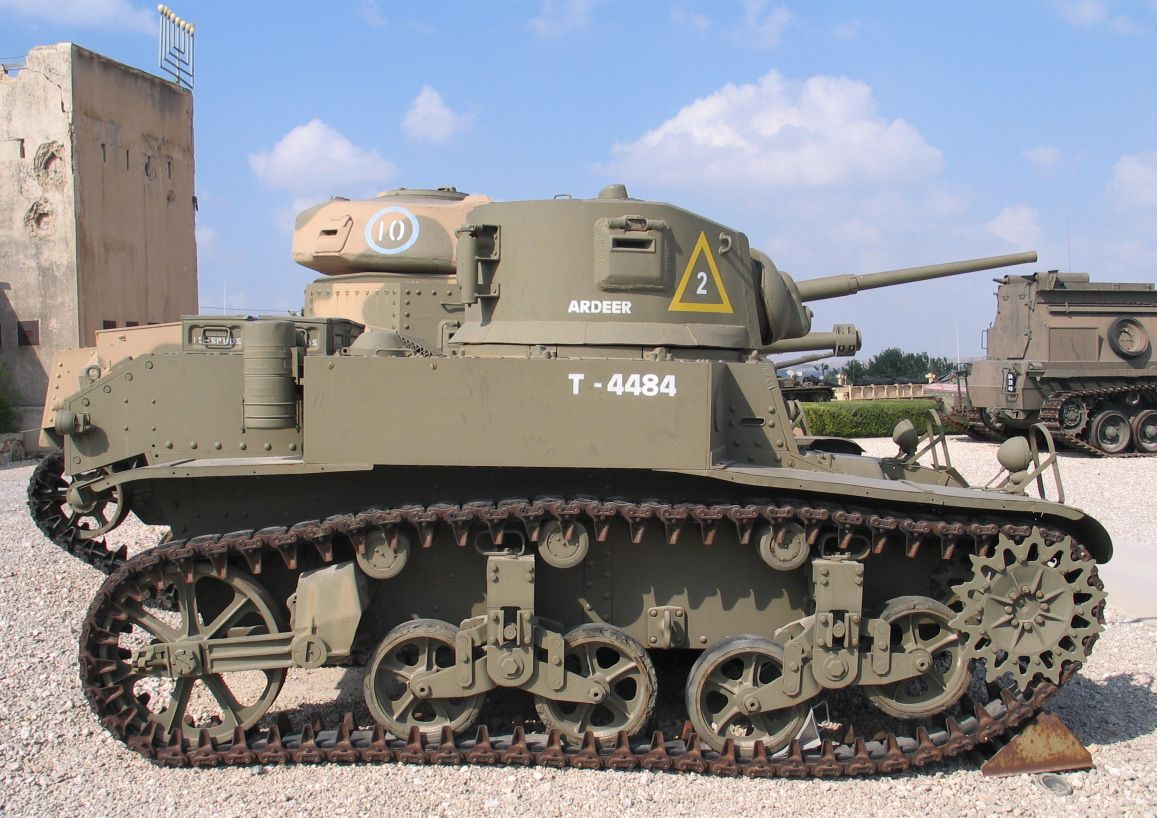
M3A1 Stuart
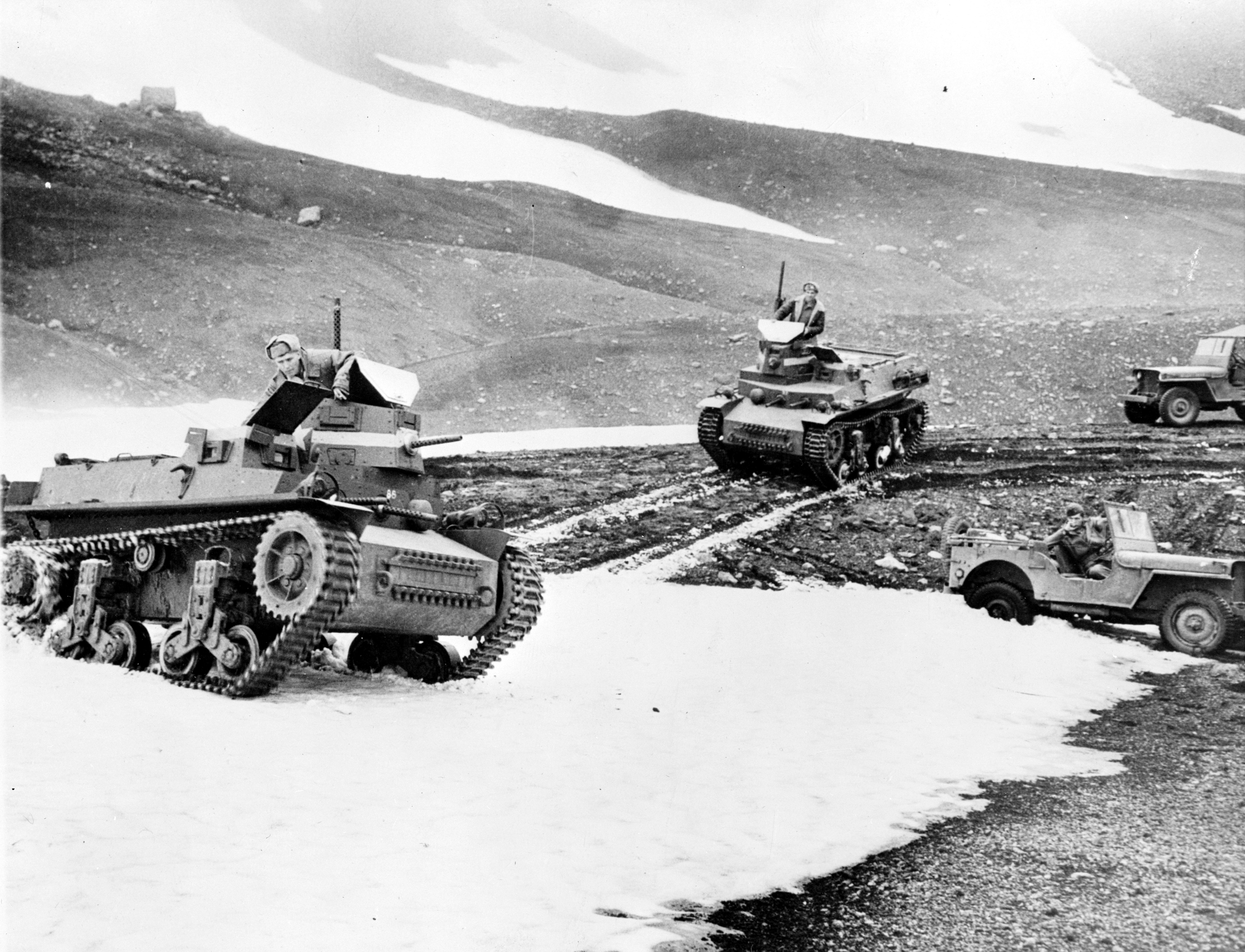
Marmon-Herrington CTL
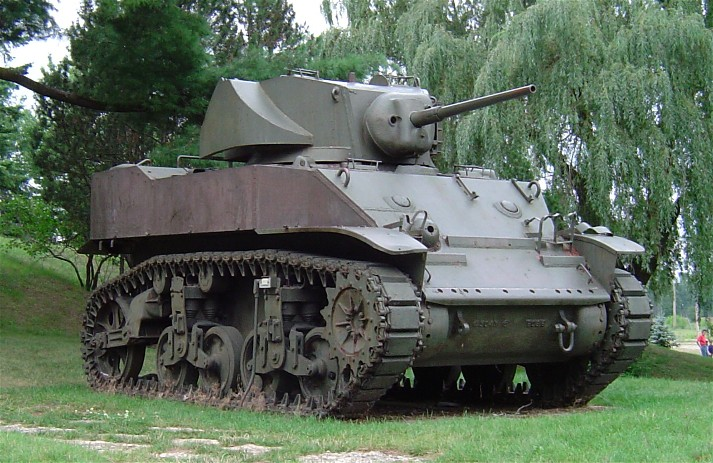
M5A1 Stuart
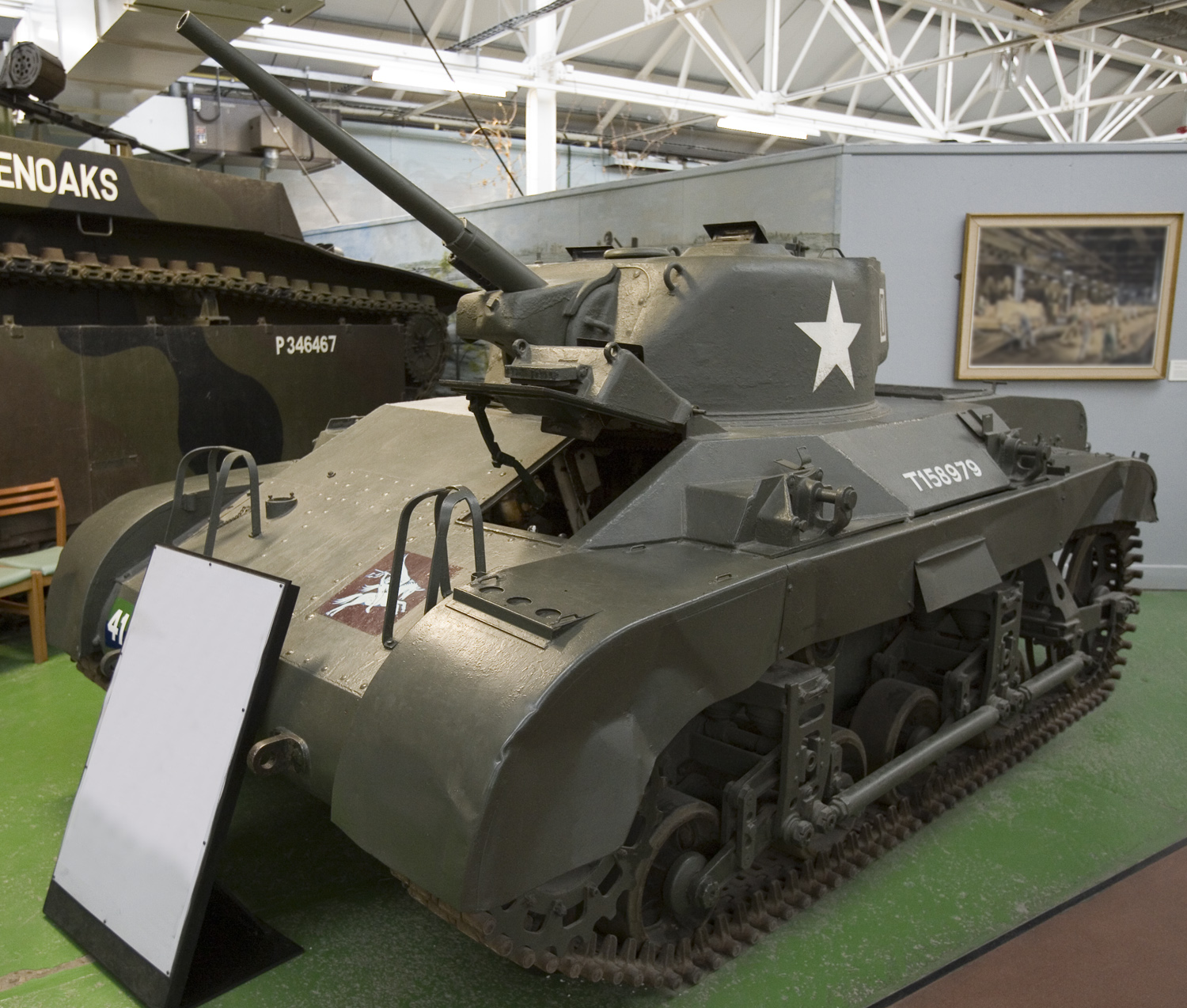
M22 Locust
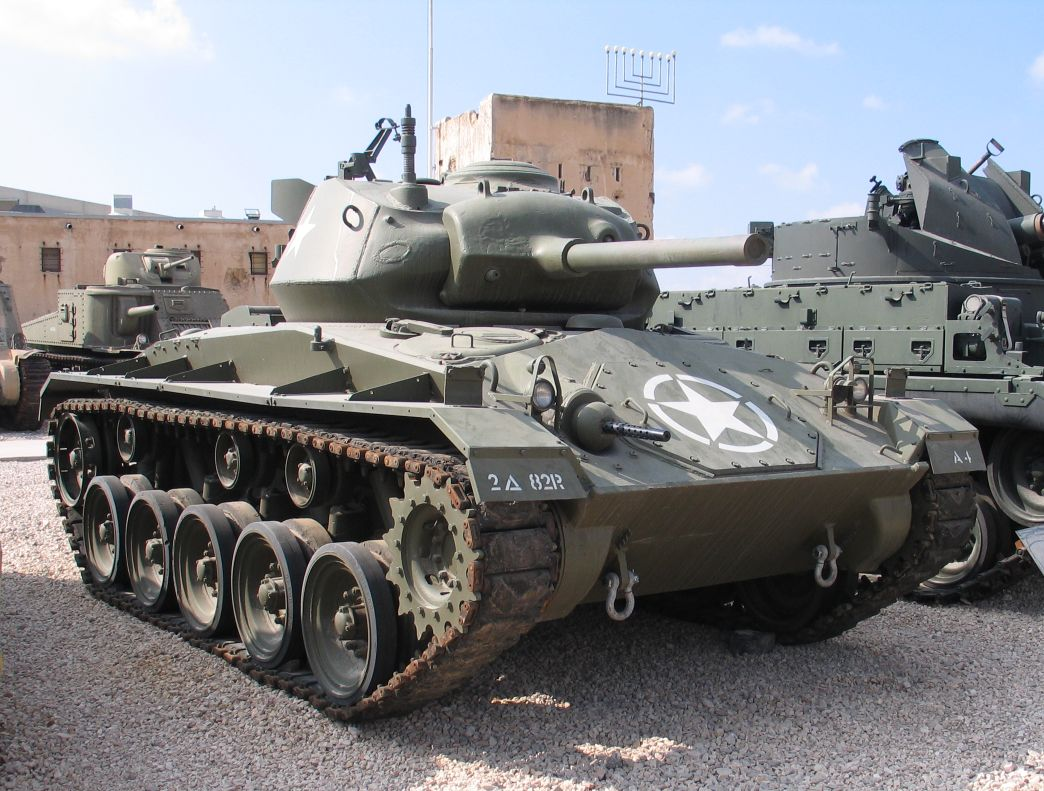
M24 Chaffee

### Mittlere Panzer
| Kurzbezeichnung (Populärname) | Offizielle Bezeichnung                               | Hauptwaffe(n)                               | Bes.    | Bauzeit         | Stückzahl gebaut | Bemerkungen |
| ----------------------------- | ---------------------------------------------------- | ------------------------------------------- | ------- | --------------- | ---------------- | --- |
| —                             | Medium Tank M2                                       | 37-mm Gun M3                                | 5       | 1939            | 18               | |
| —                             | Medium Tank M2A1                                     | 37-mm Gun M3                                | 5       | 12/1940–08/1941 | 96               | |
| M3 Lee/Grant                  | Medium Tank M3, M3A1, M3A2, M3A3, M3A4, M3A5         | 75-mm Gun M2 od. M3 und 37-mm Gun M5 od. M6 | 6 od. 7 | 07/1941–12/1942 | 6.248            | M3 Grant mit auf britischen Wunsch gegenüber M3 Lee geändertem Turm                                                    |
| M4 Sherman                    | Medium Tank M4, M4A1, M4A2, M4A3, M4A4, M4A6         | 75-mm Gun M3                                | 5       | 02/1942–03/1945 | 33.671           | |
| M4 Sherman                    | Medium Tank M4A1 (76-mm), M4A2 (76-mm), M4A3 (76-mm) | 76-mm Gun M1                                | 5       | 01/1944–07/1945 | 10.883           | |
| M4 Sherman                    | Medium Tank M4 (105-mm), M4A3 (105-mm)               | 105-mm Howitzer M4                          | 5       | 02/1944–06/1945 | 4.680            | |
| —                             | Medium Tank M7                                       | 75-mm Gun M3                                | 5       | 12/1942–02/1943 | 7                | urspr. als Light Tank T7 klassifiziert, zuzüglich 6 Prototypen; Serienfertigung zugunsten des M4A3 Sherman abgebrochen |
| —                             | Medium Tank T23                                      | 76-mm Gun M1                                | 5       | 11/1943–12/1944 | 250              | Entwicklungsstufen zum M26 Pershing                                                                                    |
| —                             | Medium Tank T25E1                                    | 76-mm Gun M1                                | 5       | 02/1944–05/1944 | 40               | Entwicklungsstufen zum M26 Pershing                                                                                    |

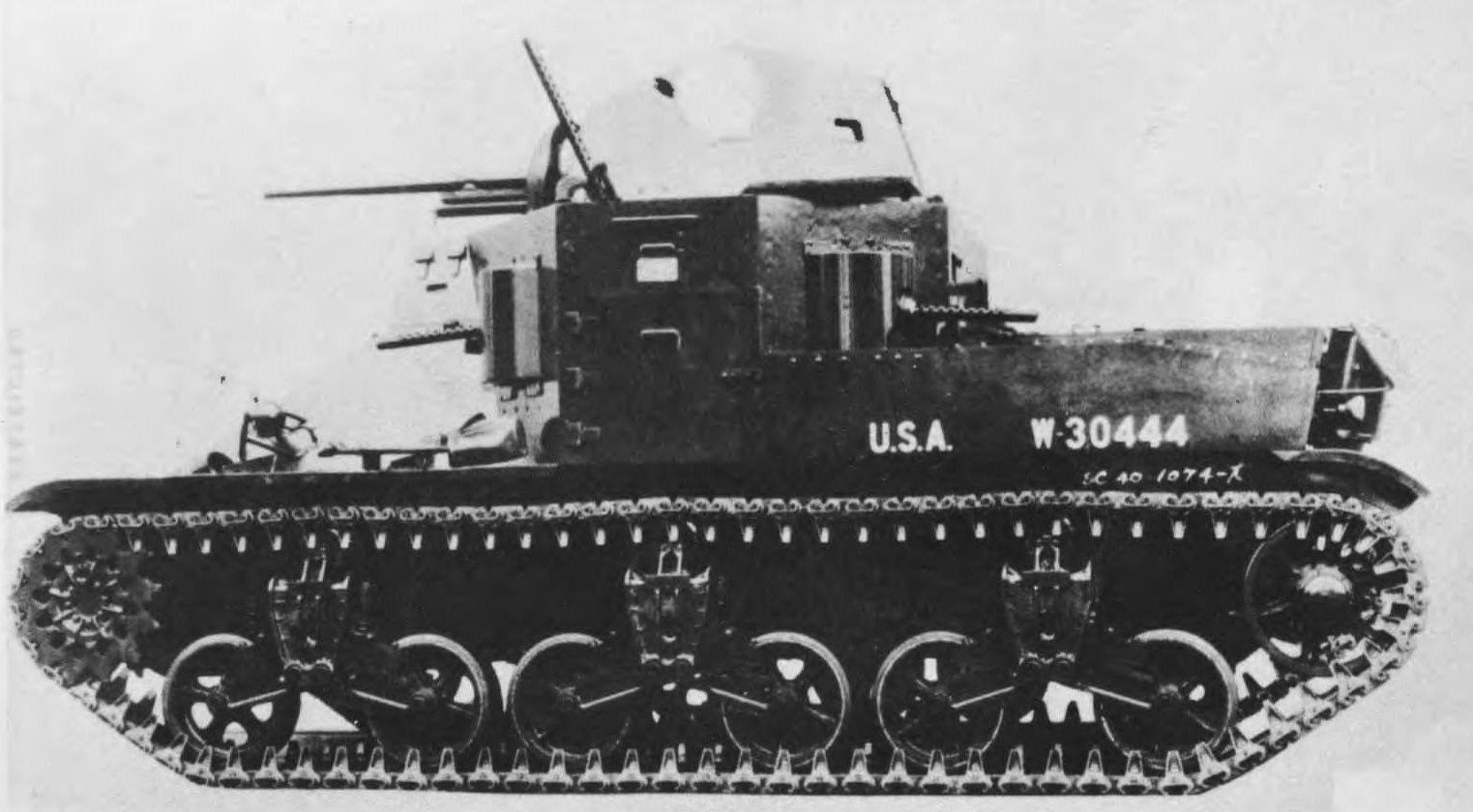
Medium Tank M2
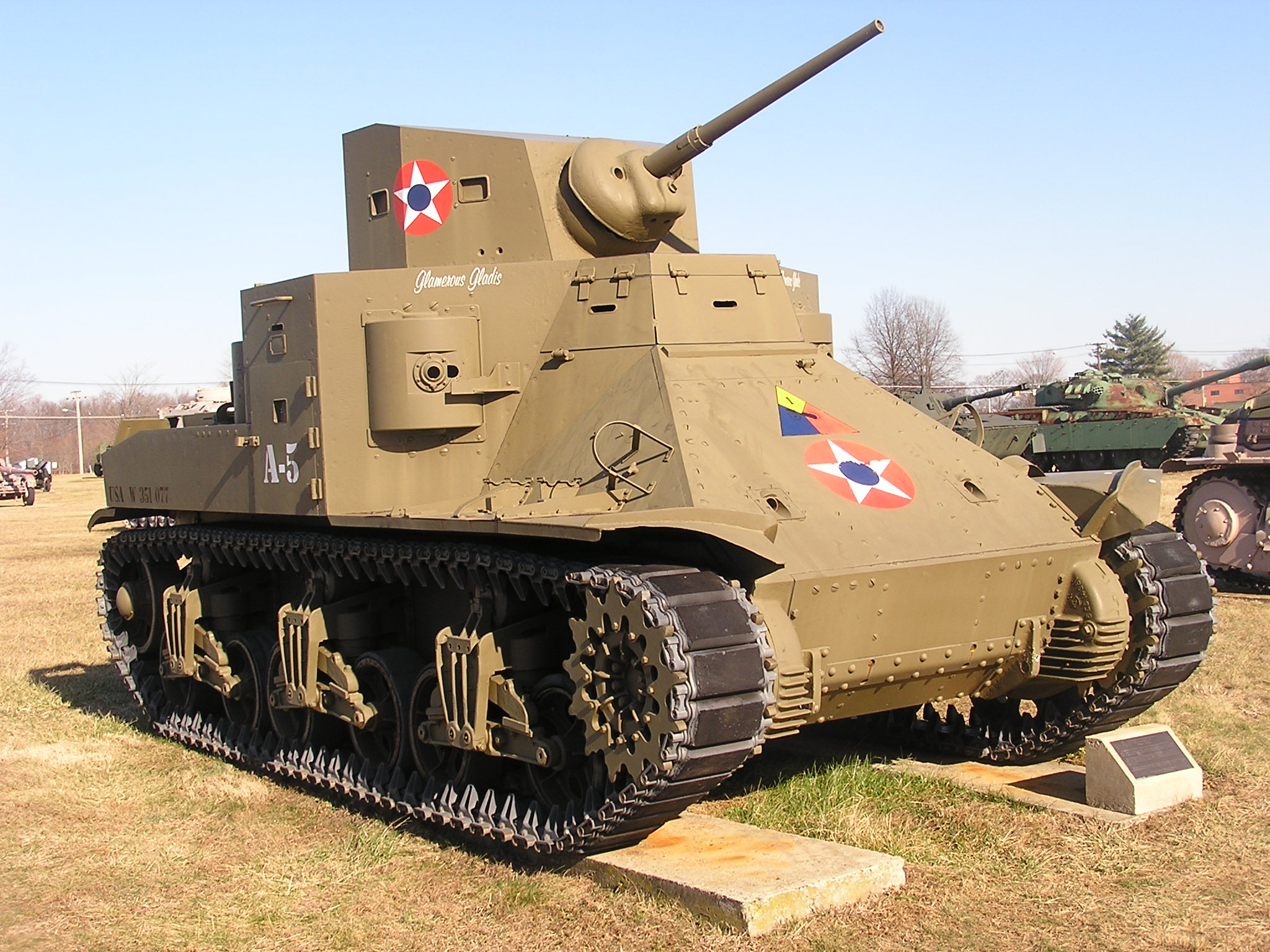
Medium Tank M2A1
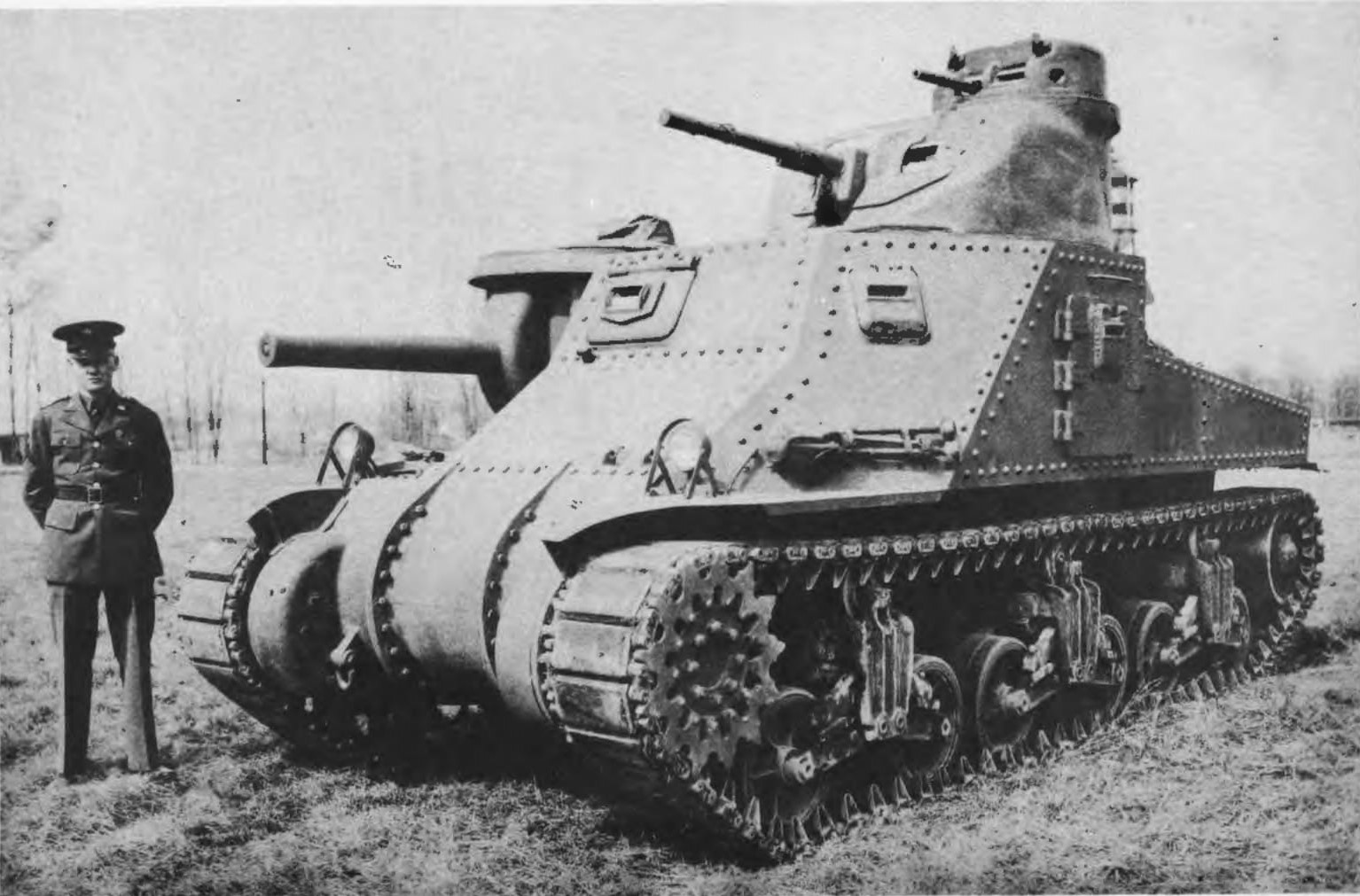
M3 Lee
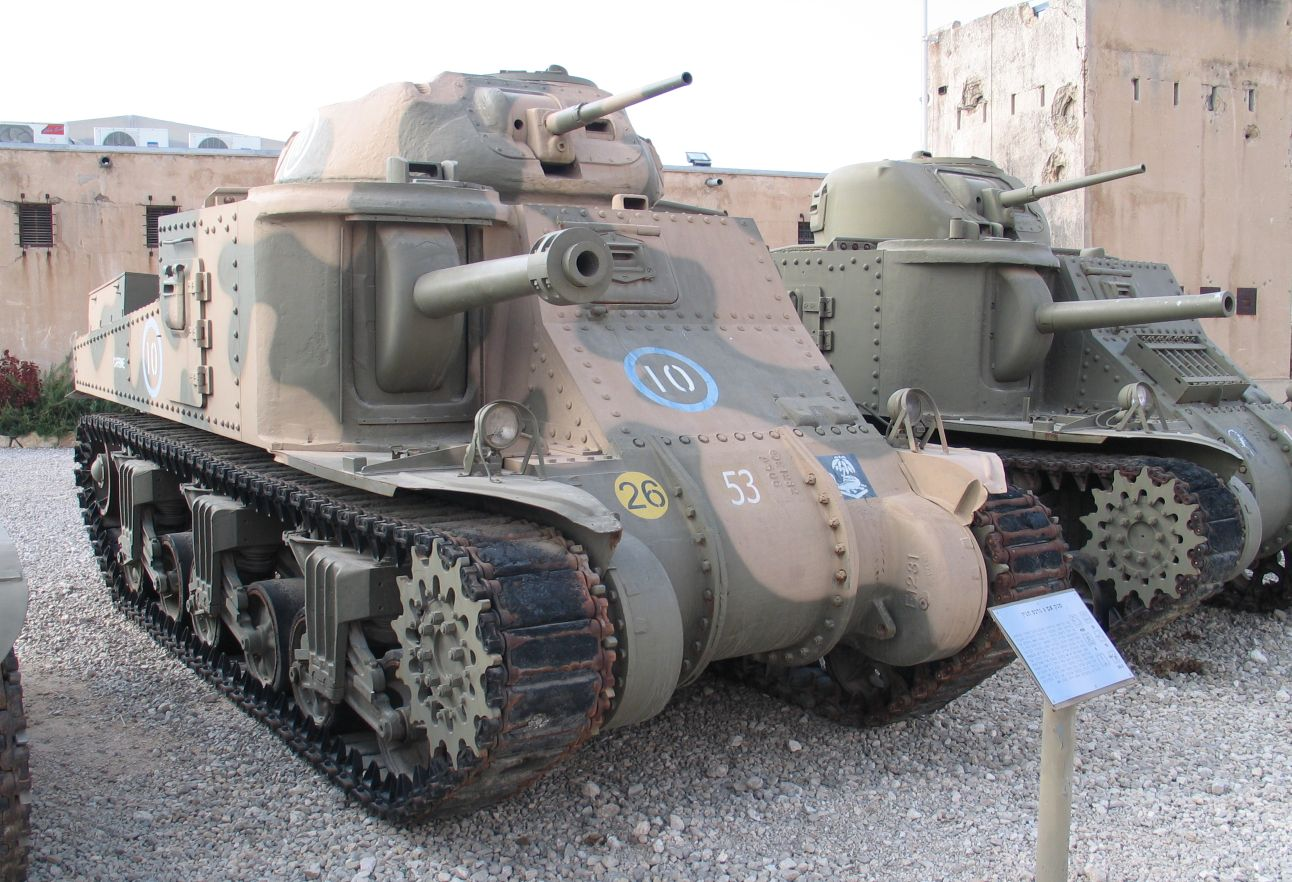
M3 Grant (vorne) und M3 Lee (hinten)
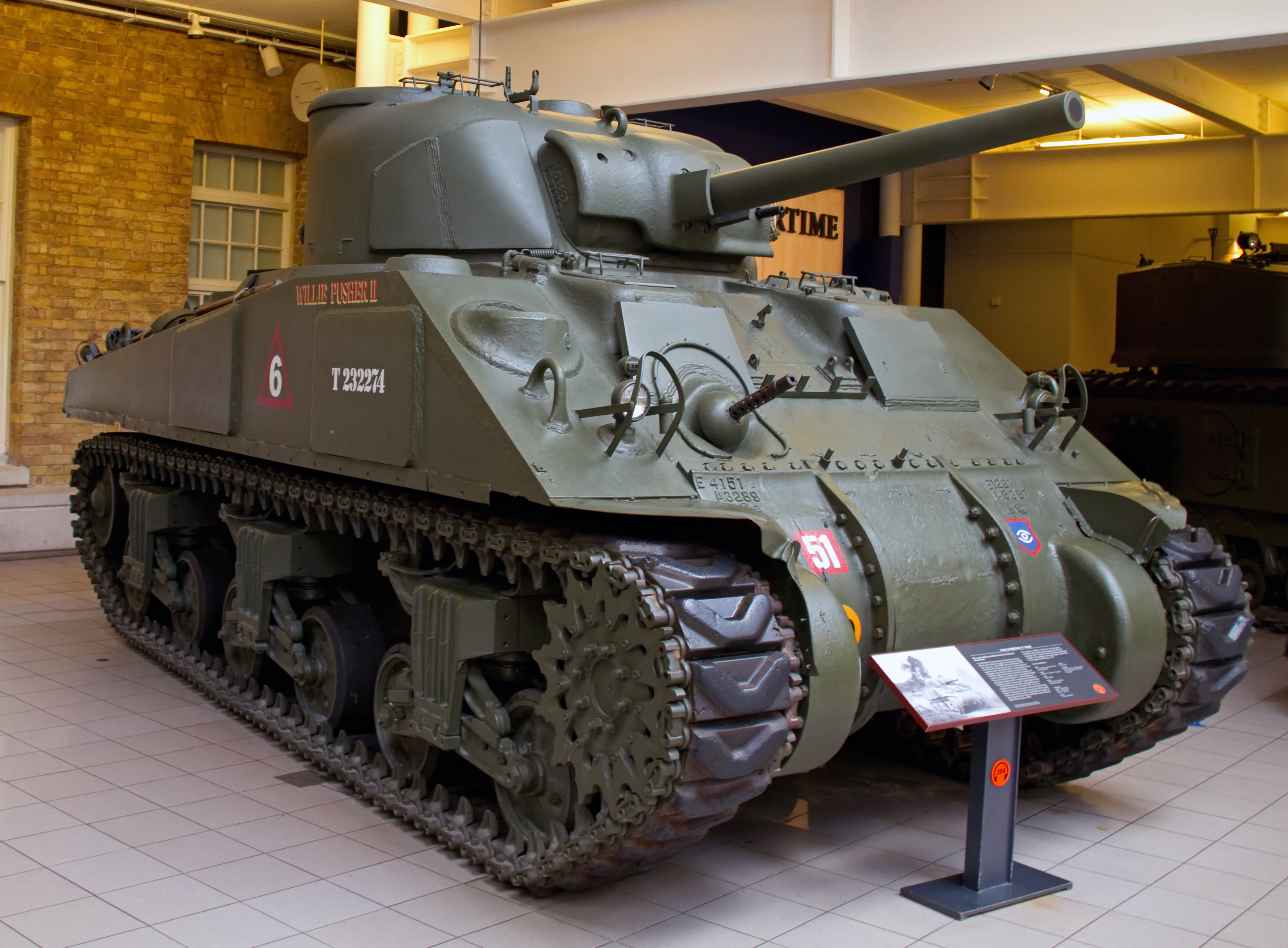
M4A4 Sherman mit 75-mm-Kanone
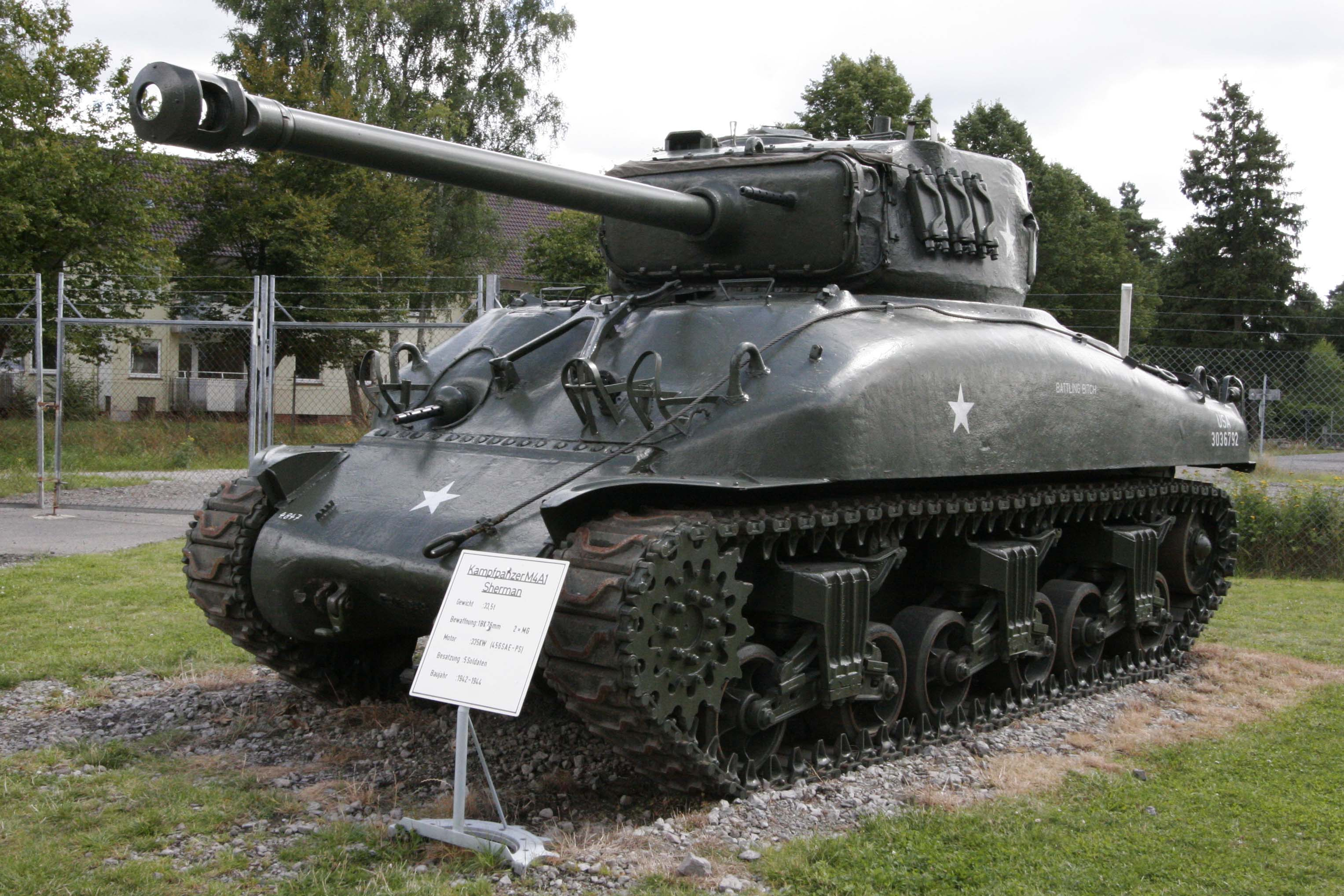
M4A1 Sherman mit Gußstahlwanne und 76-mm-Kanone
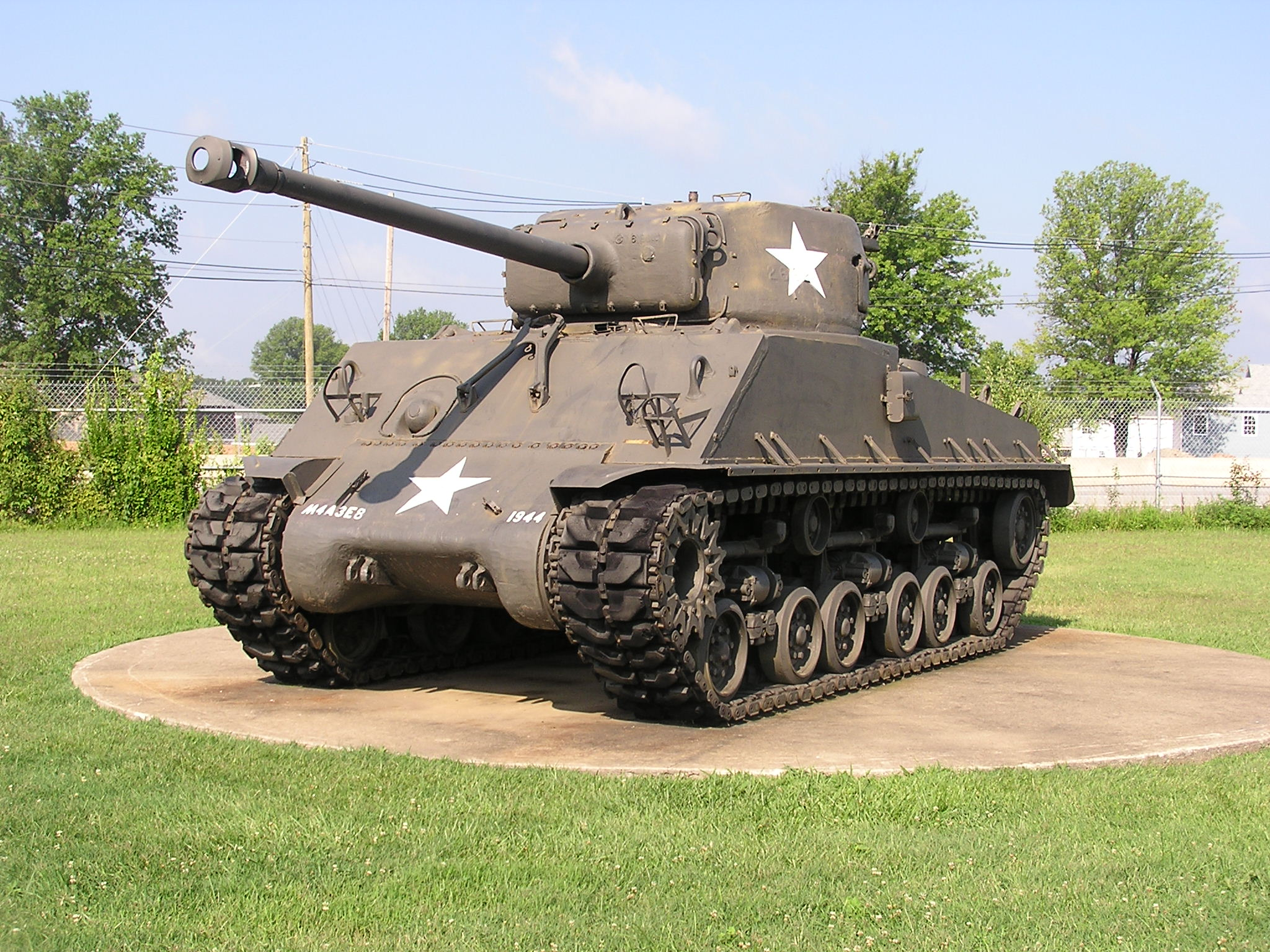
M4A3E8 Sherman, die letzte von der US Army genutzte Ausführung
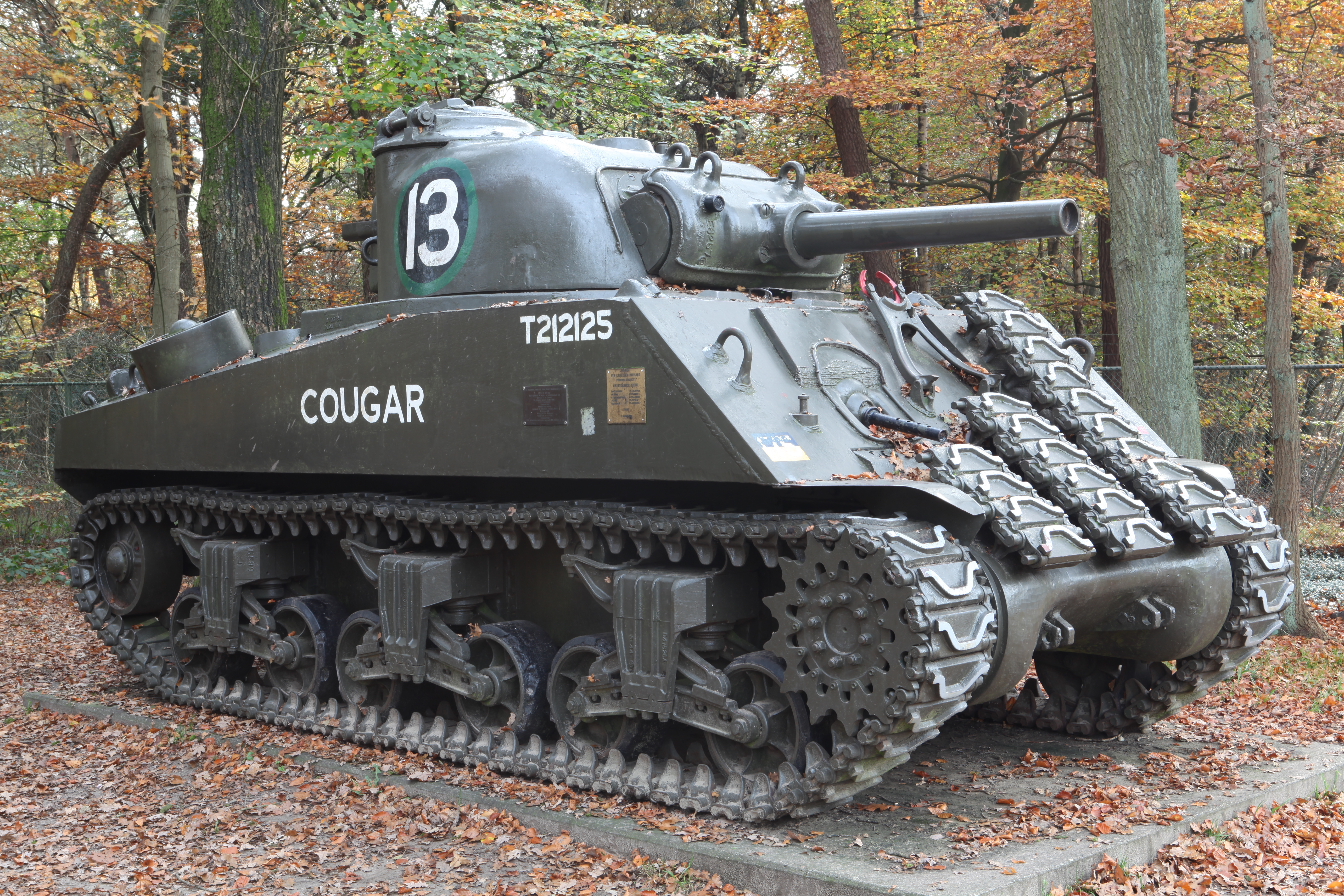
M4 Sherman mit 105-mm-Haubitze
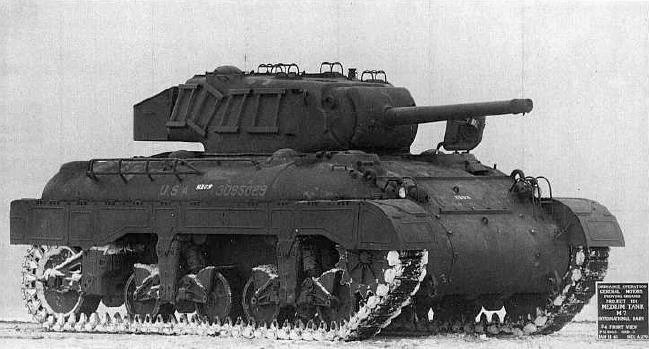
Medium Tank M7
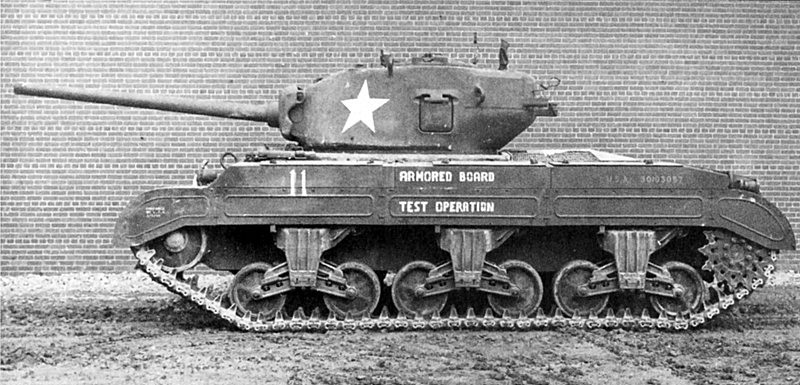
Medium Tank T23
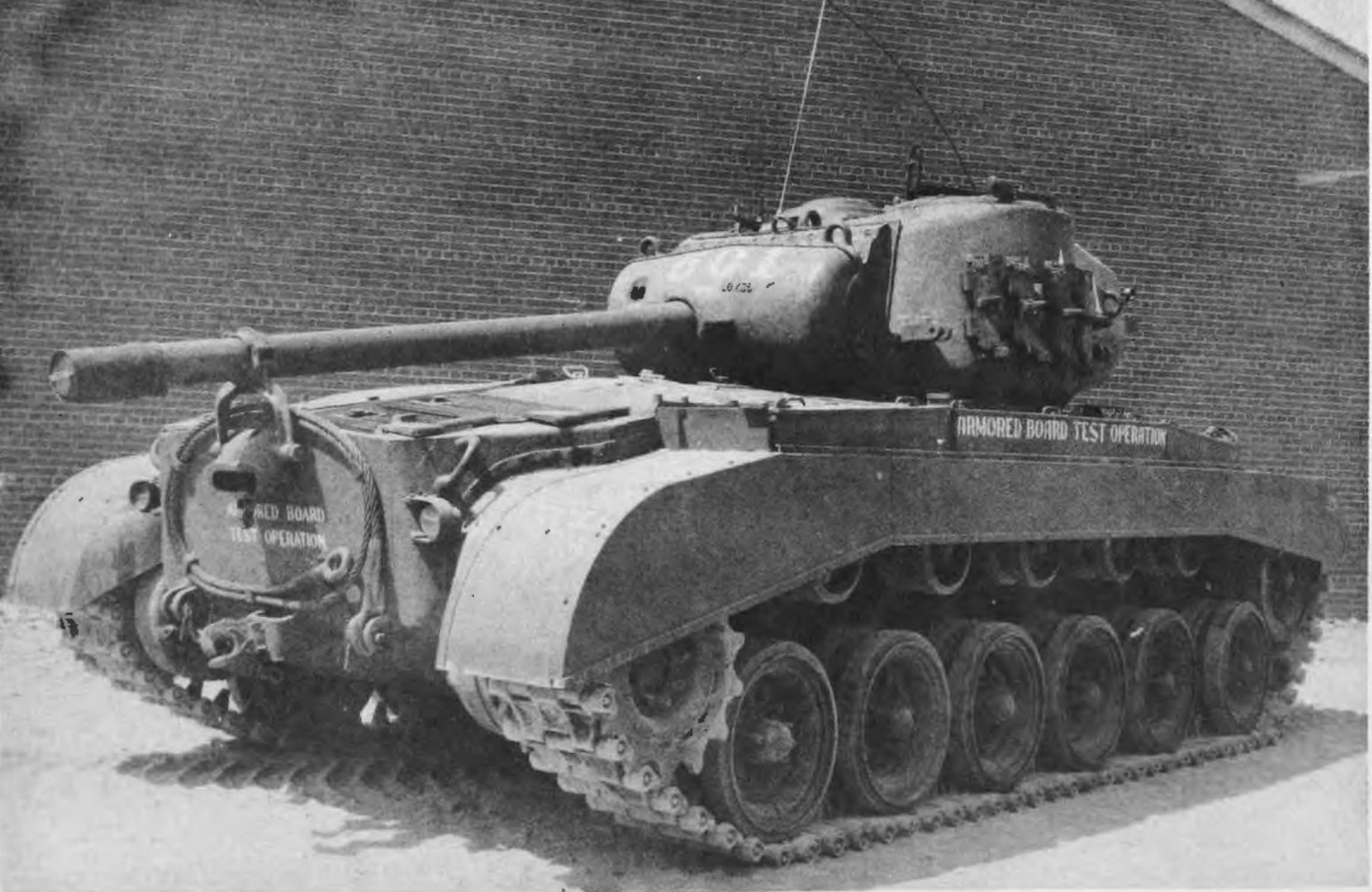
Medium Tank T25E1

### Schwere Panzer
| Kurzbezeichnung (Populärname) | Offizielle Bezeichnung           | Hauptwaffe(n)                  | Bes. | Bauzeit         | Stückzahl gebaut | Bemerkungen                                                           |
| ----------------------------- | -------------------------------- | ------------------------------ | ---- | --------------- | ---------------- | --------------------------------------------------------------------- |
| —                             | Heavy Tank M6, M6A1, T1E1 (M6A2) | 3-inch Gun M7 und 37-mm Gun M6 | 6    | 12/1942–02/1944 | 40               | zuzüglich 3 Prototypen                                                |
| M26 Pershing                  | Heavy Tank M26                   | 90-mm Gun M3                   | 5    | 02/1944–xx/1945 | min. 2.002       | urspr. und nach dem 2. Weltkrieg wieder als Medium Tank klassifiziert |
| —                             | Heavy Tank M45                   | 105-mm Howitzer M4             | 5    | 07/1945–xx/1945 | 185              | Variante des M26 mit Haubitzbewaffnung, nicht mehr im Kriegseinsatz   |
| —                             | Superheavy Tank T28              | 105-mm Gun T5E1                | 3    | 1945            | 2 (Prototypen)   | urspr. als 105-mm Gun Motor Carriage T95 bezeichnet                   |

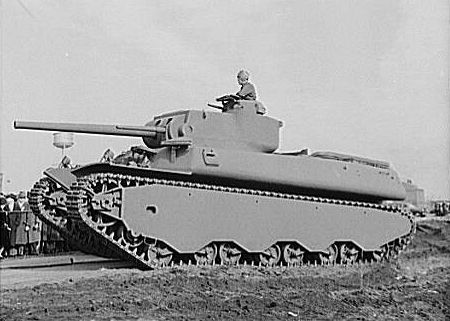
Heavy Tank M6
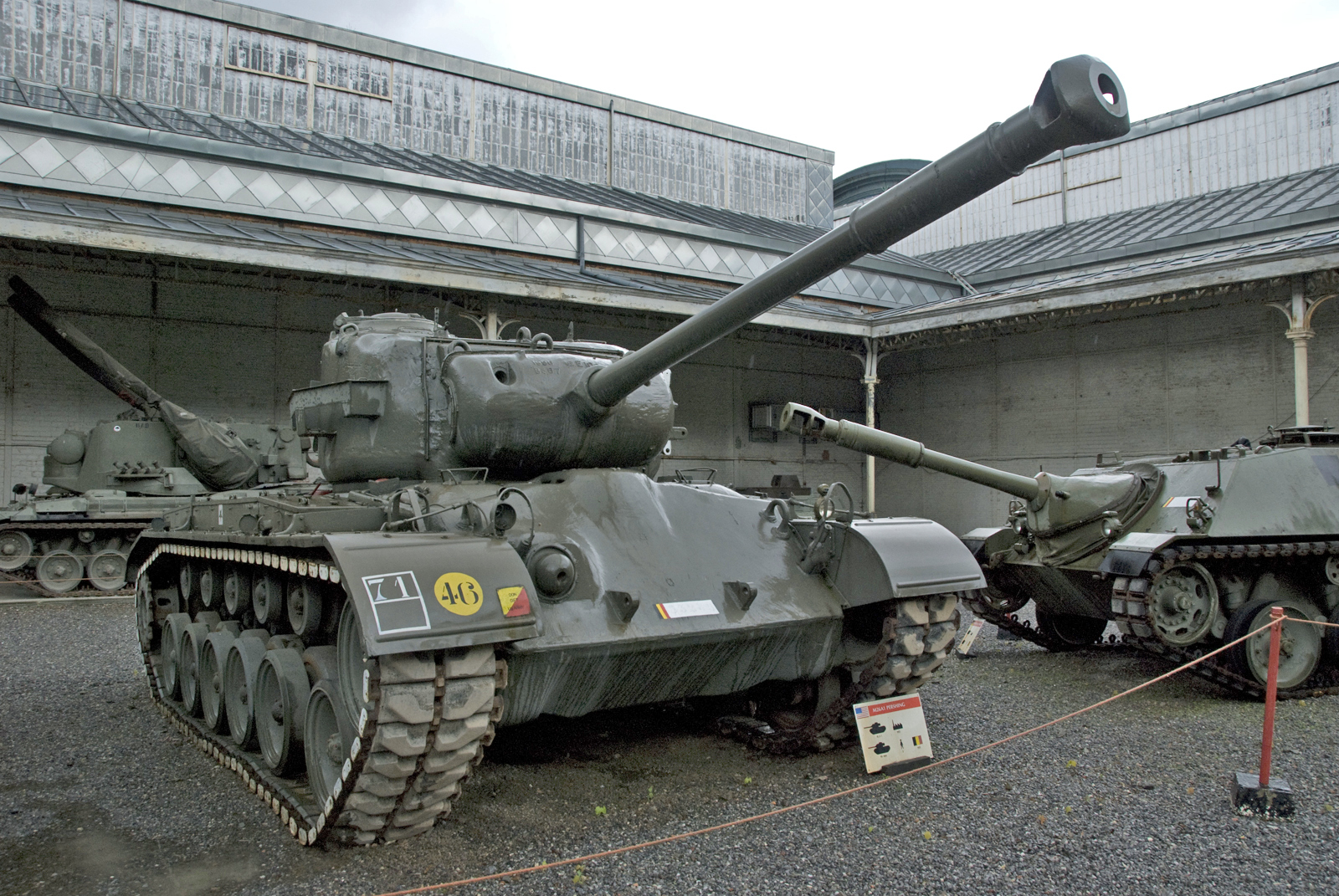
M26 Pershing
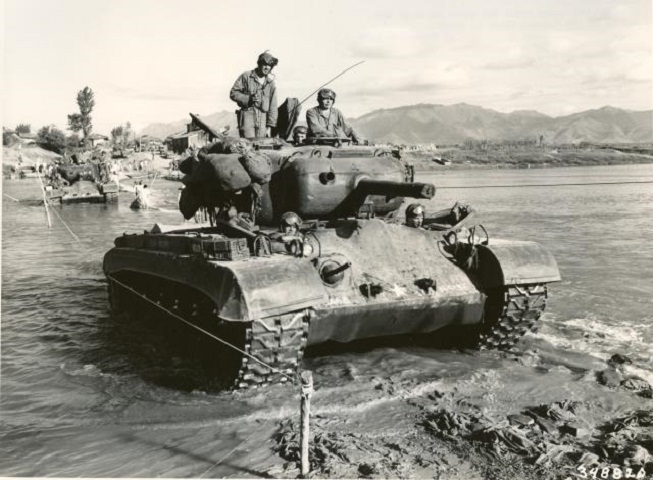
M45 mit 105-mm-Haubitze
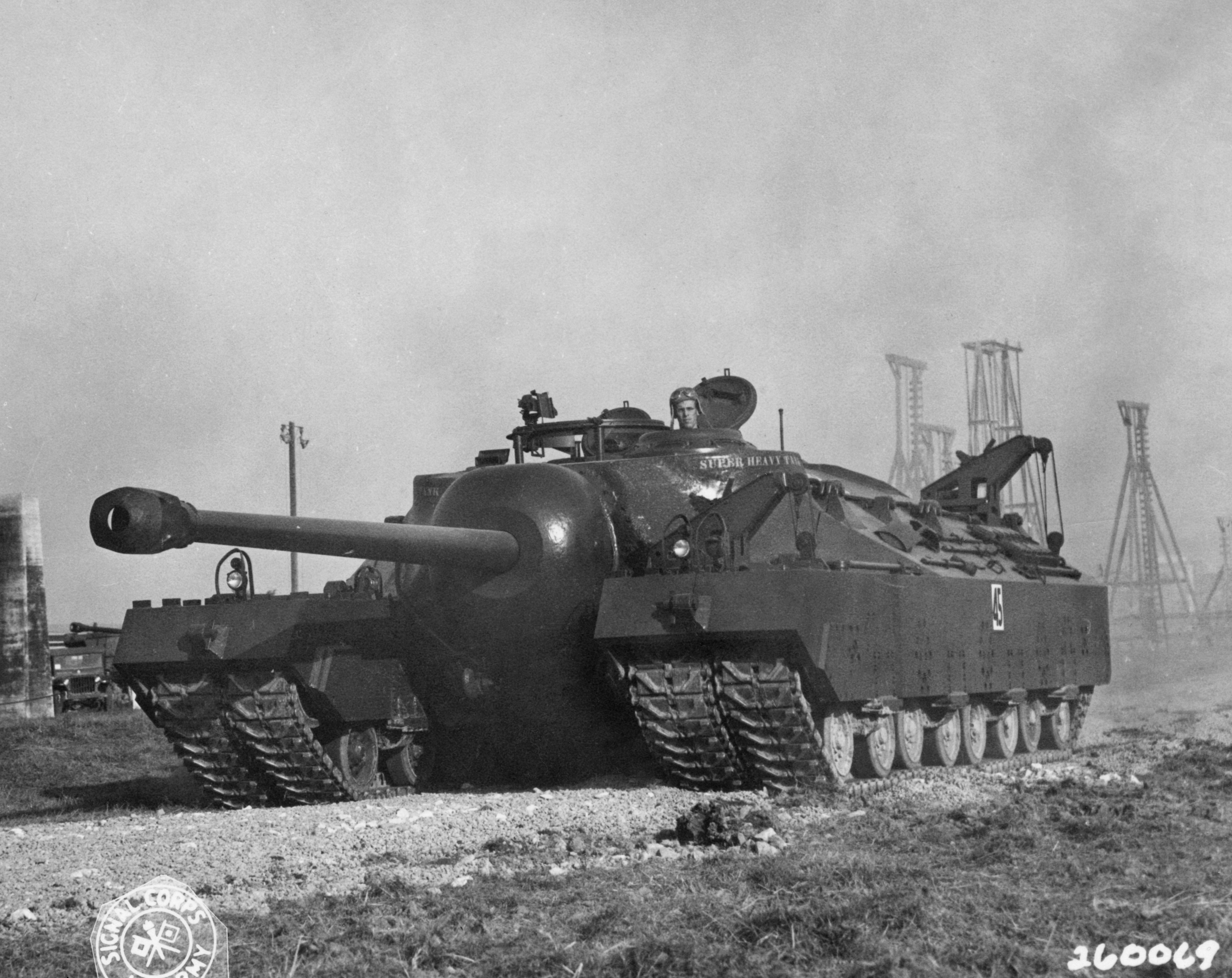
Superheavy Tank T28

## Schützenpanzerwagen
| Kurzbezeichnung (Populärname) | Offizielle Bezeichnung                | Hauptwaffe              | Bes.     | Bauzeit         | Stückzahl gebaut | Bemerkungen |
| ----------------------------- | ------------------------------------- | ----------------------- | -------- | --------------- | ---------------- | --- |
| M2 Half-track                 | Half-track Car M2, M2A1               | .50 cal. Browning MG M2 | 10       | 05/1941–03/1944 | 13.058           | von White, Autocar und Diamond T gebaut; weitere 108 M3 aus Rückbau von 75-mm HMC T30 in 08/1945                                    |
| M3 Half-track                 | Half-Track Personnel Carrier M3, M3A1 | .50 cal. Browning MG M2 | 13       | 05/1941–02/1944 | 15.253           | von White, Autocar und Diamond T gebaut; weitere 108 M3 aus Rückbau von 75-mm HMC T30 in 08/1945                                    |
| M5 Half-track                 | Half-Track Personnel Carrier M5, M5A1 | .50 cal. Browning MG M2 | 13       | 10/1942–03/1944 | 7.584            | von IHC mit eigenen Komponenten gebaut, zumeist als Lend-Lease-Fahrzeuge an Alliierte; M9 ausschließlich nach A1-Standard geliefert |
| M9A1 Half-track               | Half-track Car M9A1                   | .50 cal. Browning MG M2 | 10       | 03/1943–12/1943 | 3.433            | von IHC mit eigenen Komponenten gebaut, zumeist als Lend-Lease-Fahrzeuge an Alliierte; M9 ausschließlich nach A1-Standard geliefert |
| —                             | Armored Utility Vehicle M39           | .50 cal. Browning MG M2 | 9 od. 10 | 10/1944–03/1945 | 640              | aus Umbau von M18 Hellcat |
| —                             | Armored Utility Vehicle M44           | .50 cal. Browning MG M2 | 27 (!)   | 1945            | 6 (Prototypen)   | bei Kriegsende in Erprobung |

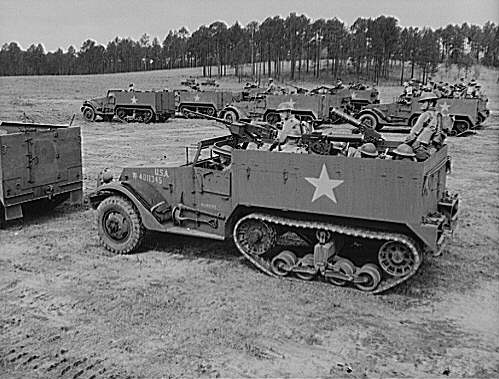
M2 Half-track
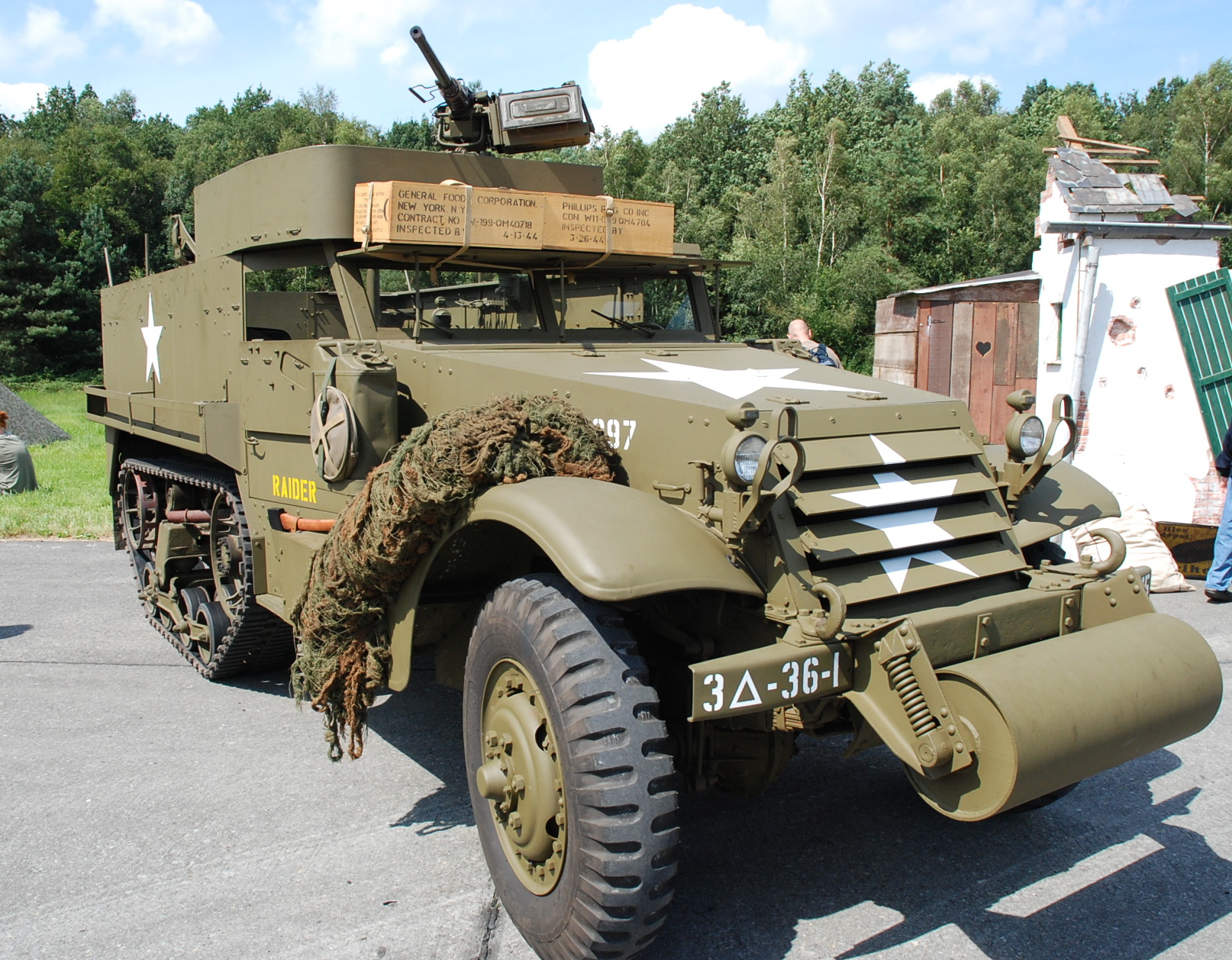
M3A1 Half-track
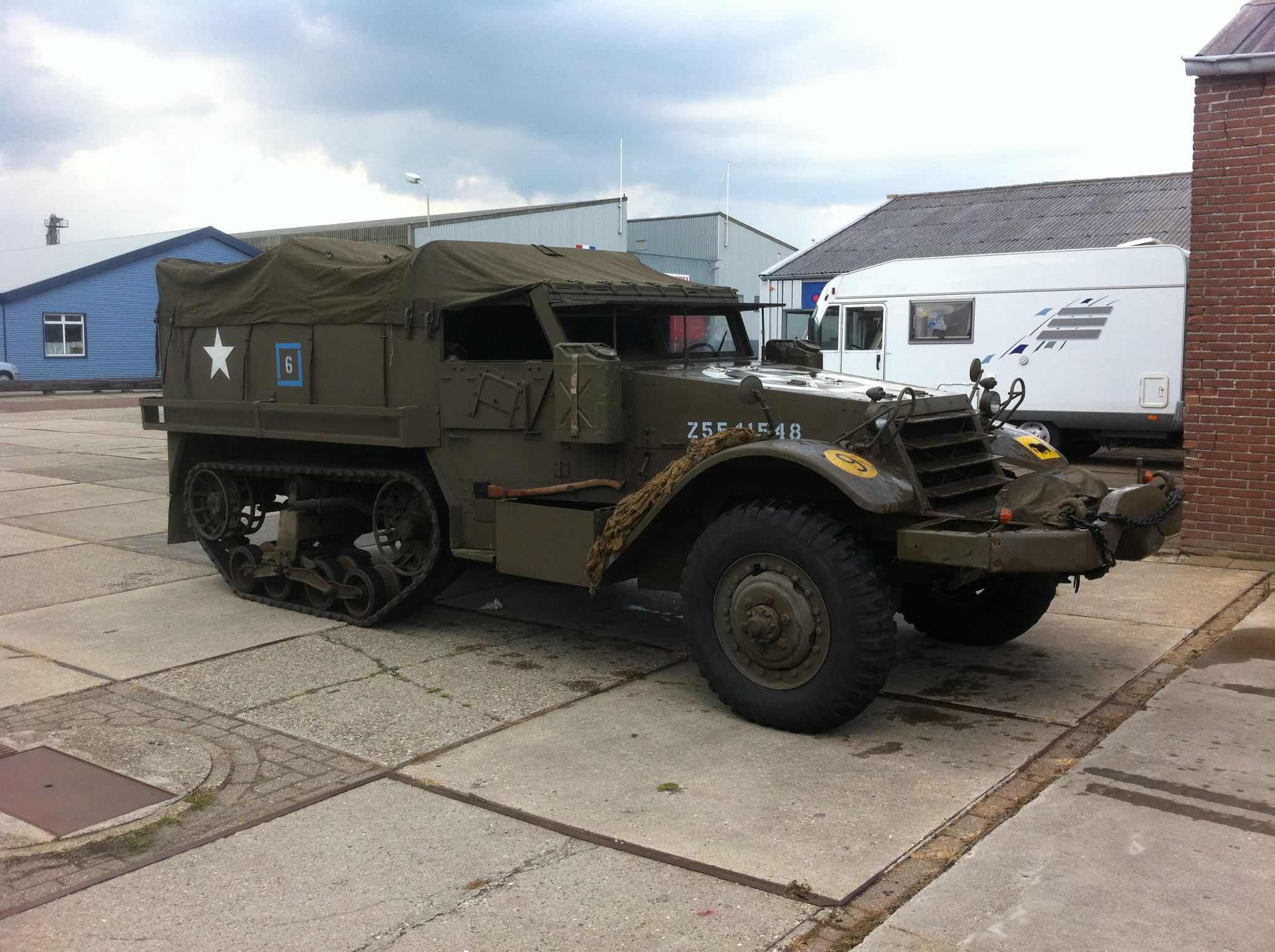
M5 Half-track
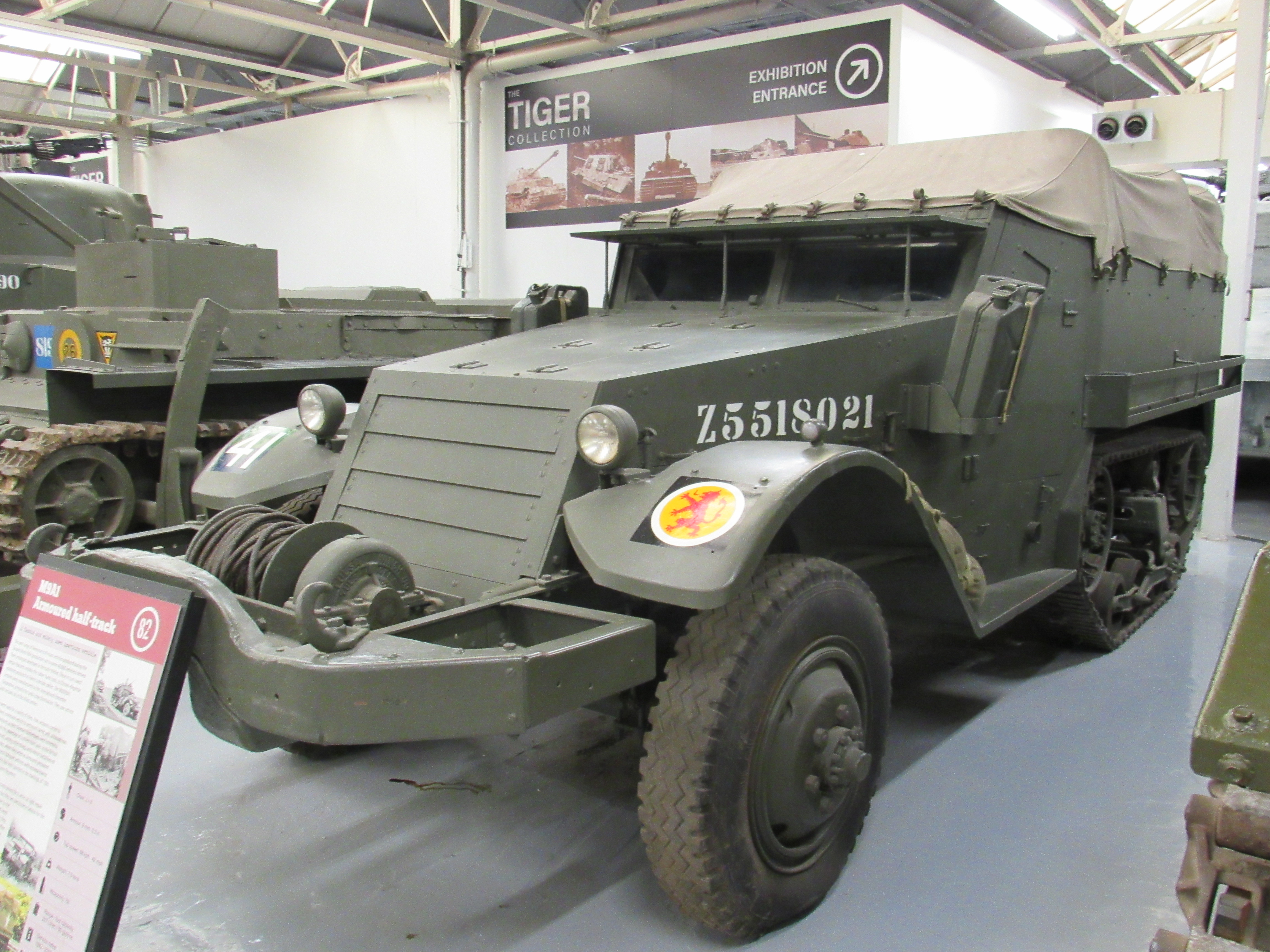
M9A1 Half-track
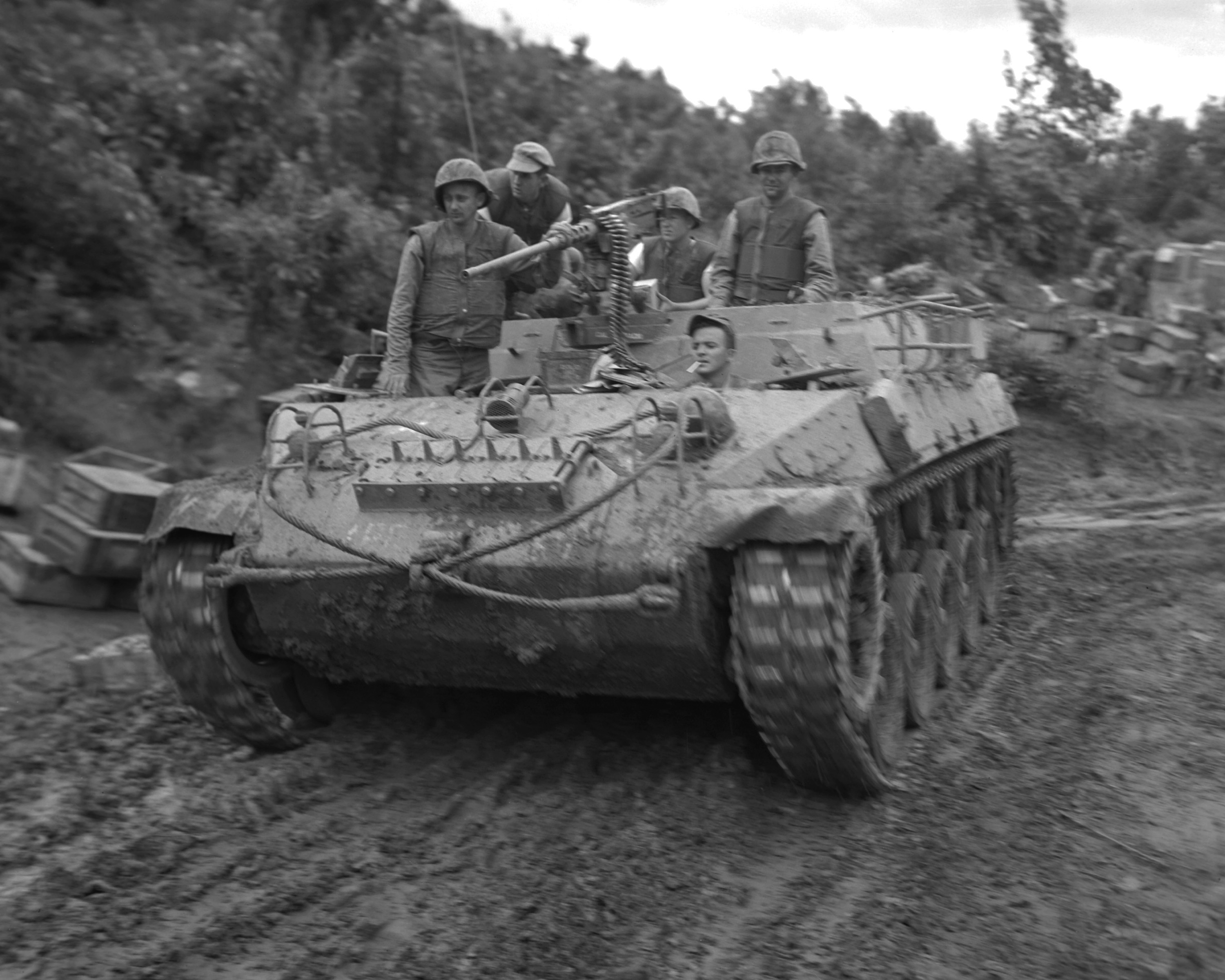
Armored Utility Vehicle M39
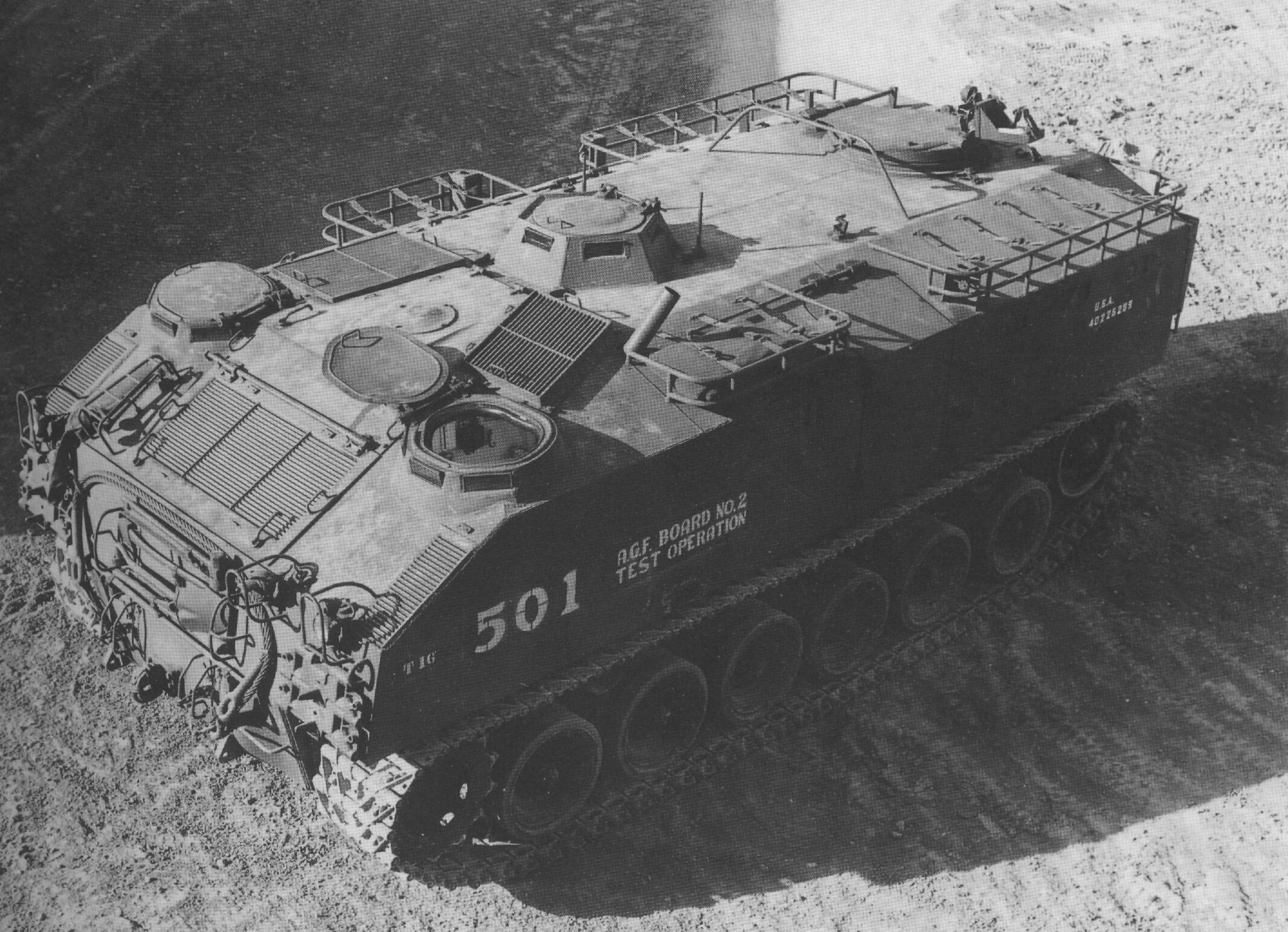
Armored Utility Vehicle M44

## Panzerspähwagen
| Kurzbezeichnung (Populärname) | Offizielle Bezeichnung      | Hauptwaffe                  | Bes. | Bauzeit         | Stückzahl gebaut | Bemerkungen                                                                        |
| ----------------------------- | --------------------------- | --------------------------- | ---- | --------------- | ---------------- | ---------------------------------------------------------------------------------- |
| —                             | Scout Car M2                | .50 cal. Browning MG M2     |      | 1935–1938       | 20               |                                                                                    |
| M3 Scout Car                  | Scout Car M3                | .50 cal. Browning MG M2     |      | 1937–1939       | 100              | urspr. als M2A1 bezeichnet                                                         |
| —                             | Scout Car T13               | .50 cal. Browning MG M2     |      | 1937            | 38               |                                                                                    |
| M3A1 Scout Car                | Scout Car M3A1              | .50 cal. Browning MG M2     | 8    | xx/1939–03/1944 | 20.894           |                                                                                    |
| Staghound I                   | Armored Car T17E1           | 37-mm Gun M6                | 5    | 10/1942–12/1943 | 2.844            | komplett als Lend-Lease-Fahrzeuge an UK und andere Alliierte                       |
| Staghound AA                  | Armored Car T17E2           | 2 × .50 cal. Browning MG M2 | 3    | 10/1943–04/1944 | 1.000            | komplett als Lend-Lease-Fahrzeuge an UK und andere Alliierte                       |
| Deerhound                     | Armored Car T17             | 37-mm Gun M6                | 5    | 11/1942–05/1943 | 250              | britische Bestellung, aber in den USA verblieben und als MP-Fahrzeuge aufgebraucht |
| Boarhound                     | Armored Car T18E2           | 57-mm Gun Mark III          | 5    | 12/1942–05/1943 | 30               | komplett als Lend-Lease-Fahrzeuge an UK                                            |
| M8 Greyhound                  | Light Armored Car M8        | 37-mm Gun M6                | 4    | 03/1943–05/1945 | 8.523            |                                                                                    |
| —                             | Armored Utility Car M20     | .50 cal. Browning MG M2     | 6    | 07/1943–06/1945 | 3.791            | turmlose Variante des M8 Greyhound                                                 |
| M38 Wolfhound                 | Light Armored Car M38 (T28) | 37-mm Gun M6                | 4    | 1944            | 1 (Prototyp)     | Serienbau geplant, aber wegen Kriegsende nicht mehr begonnen                       |

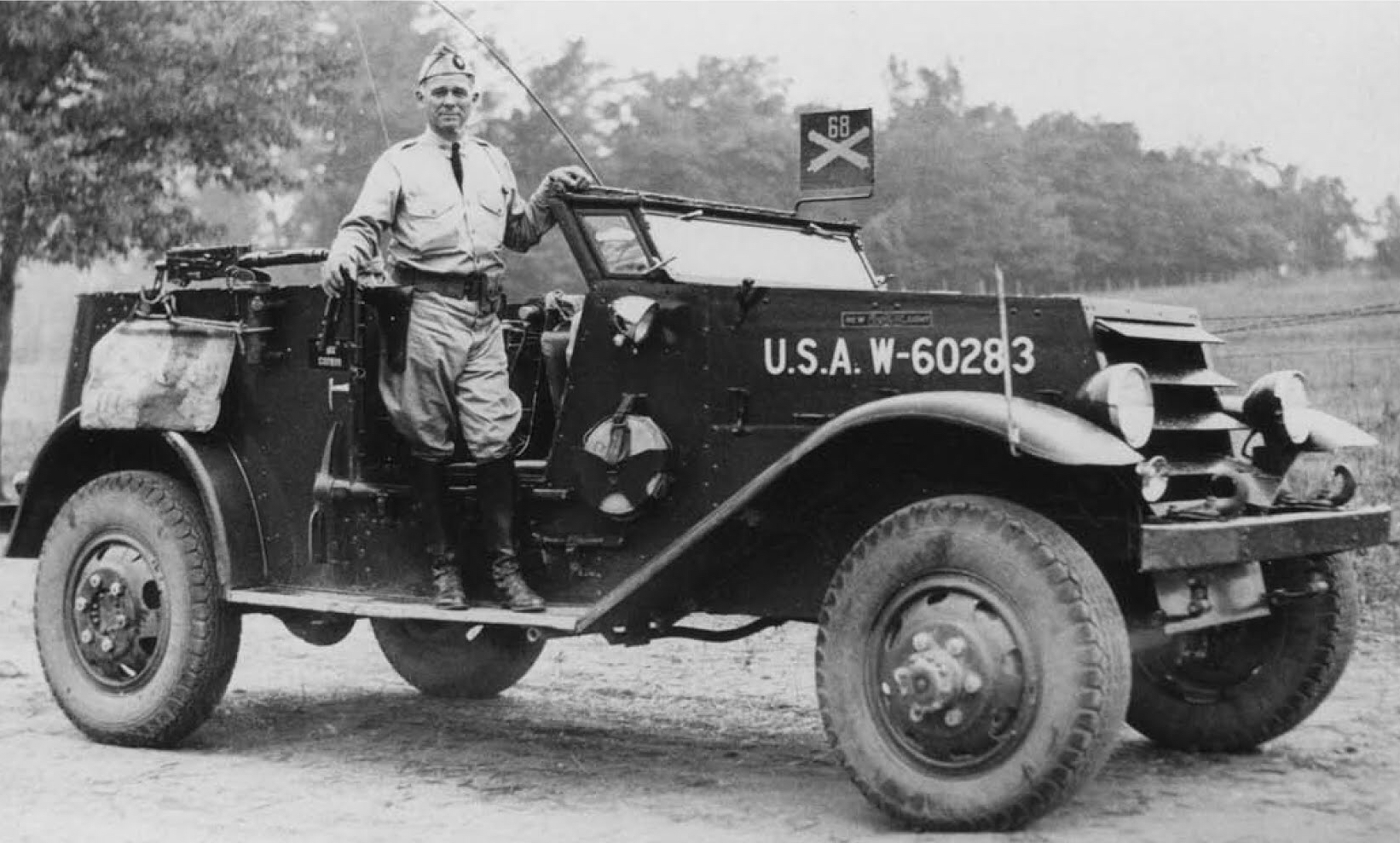
Scout Car M2
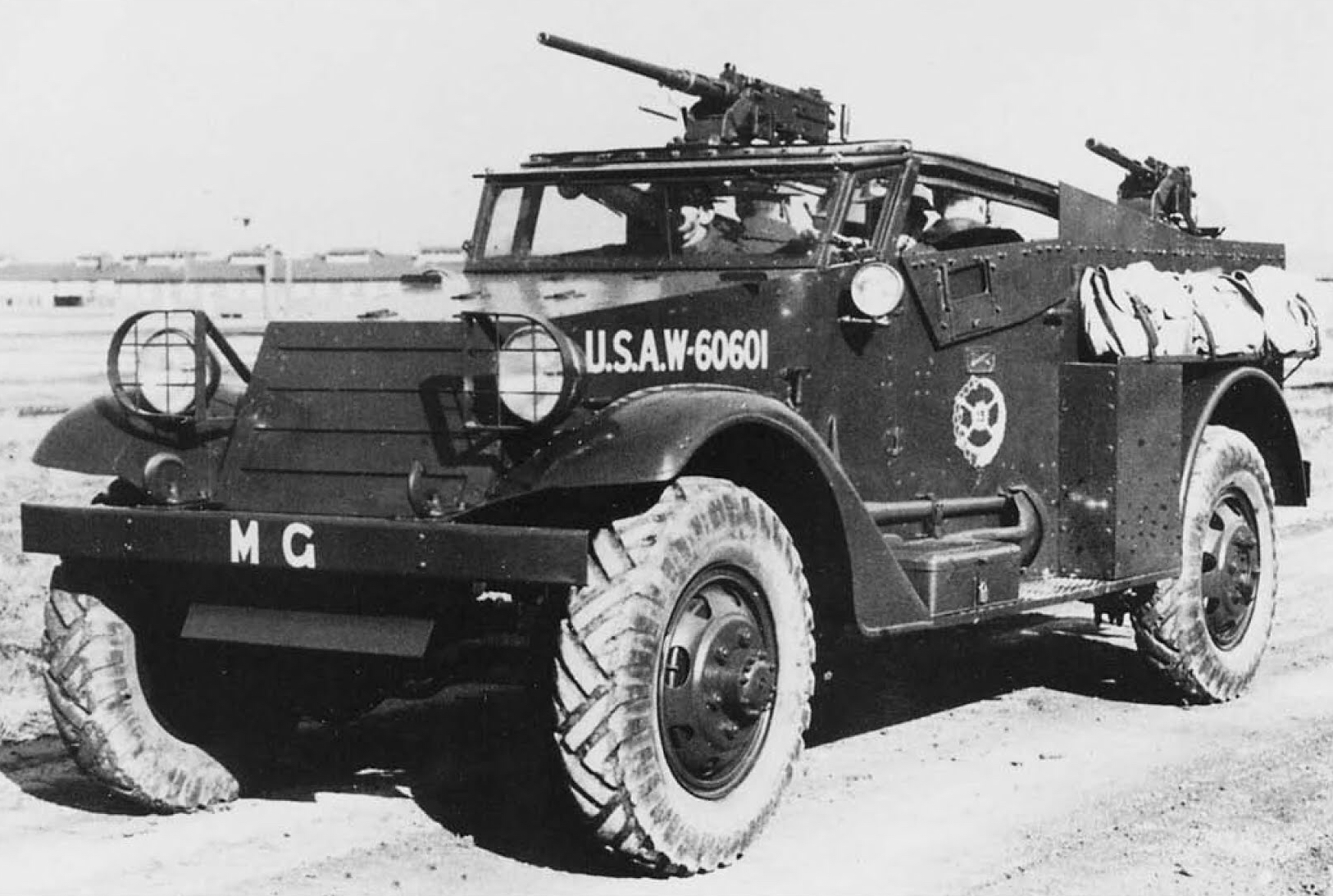
Scout Car M3
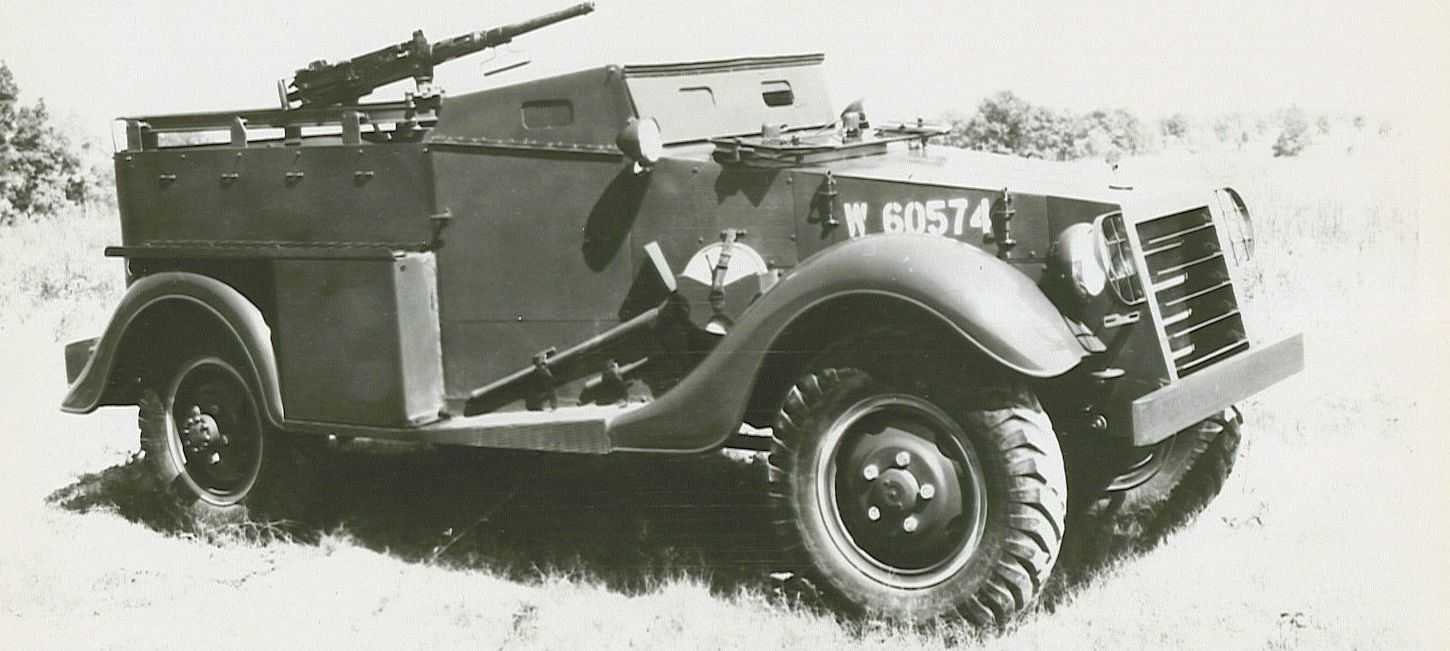
Scout Car T13
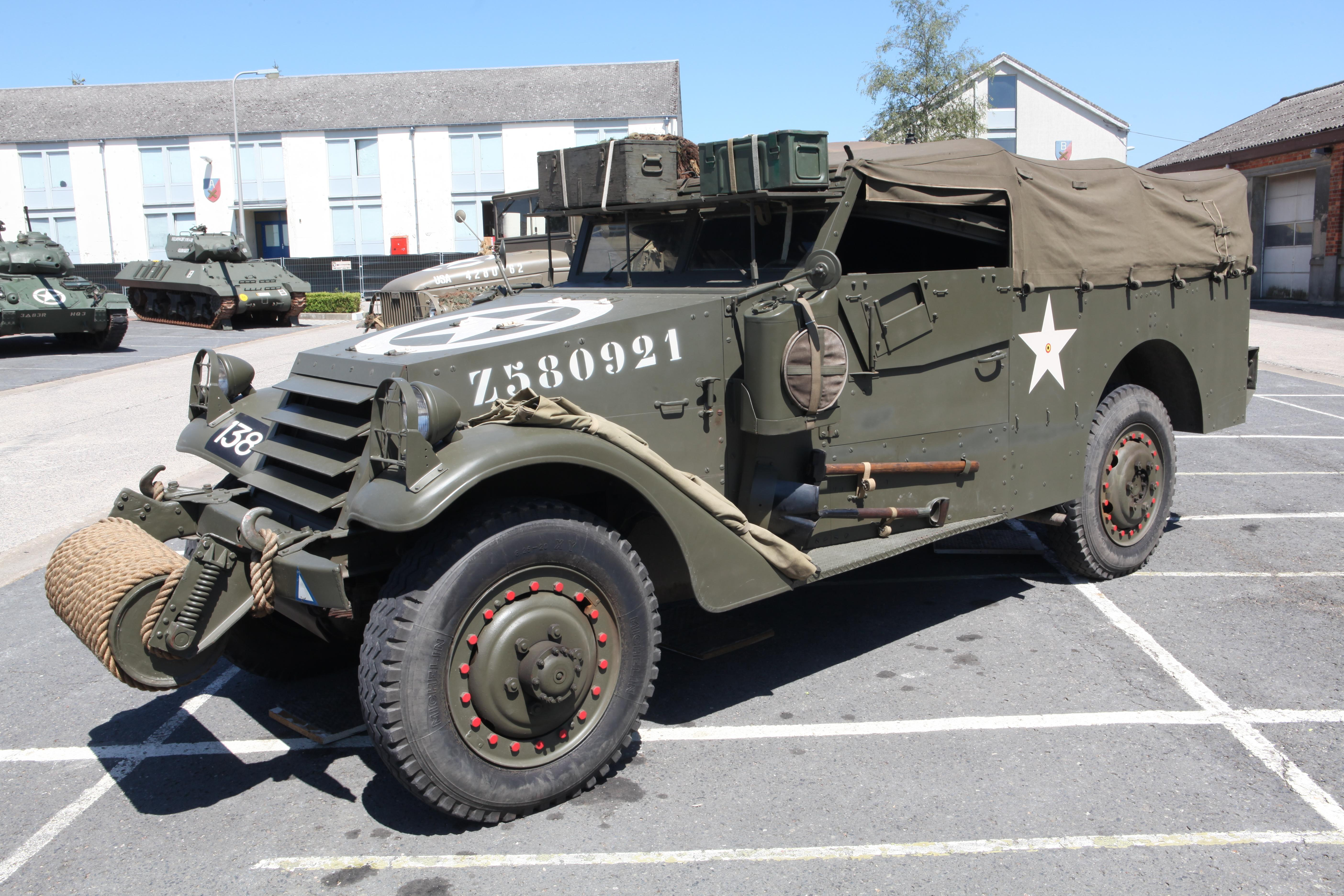
Scout Car M3A1
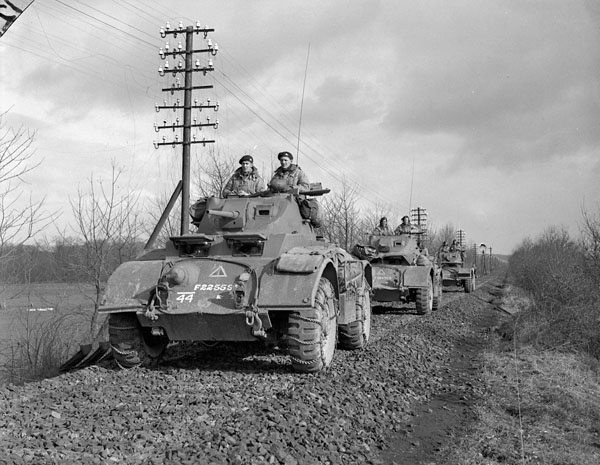
Staghound I
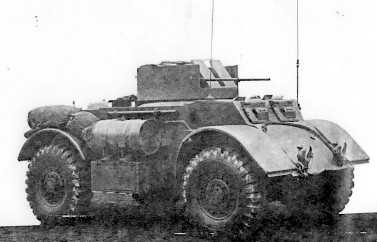
Staghound AA
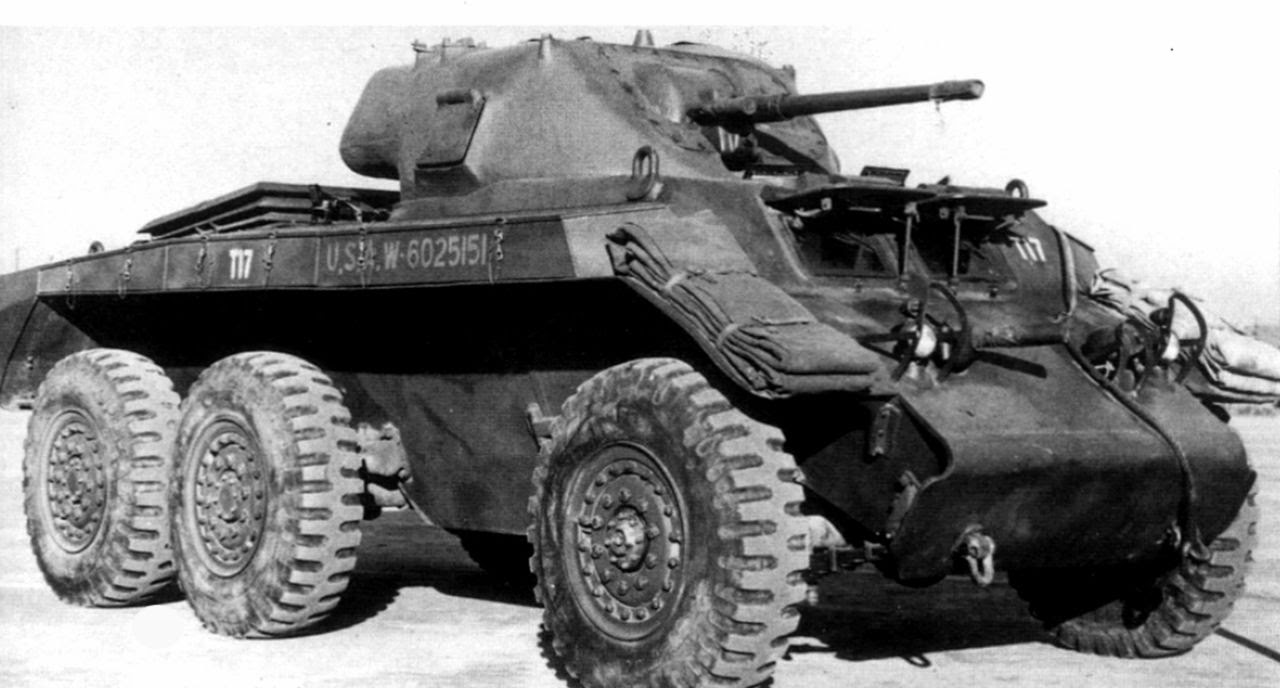
Deerhound
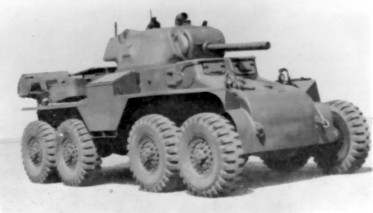
Boarhound
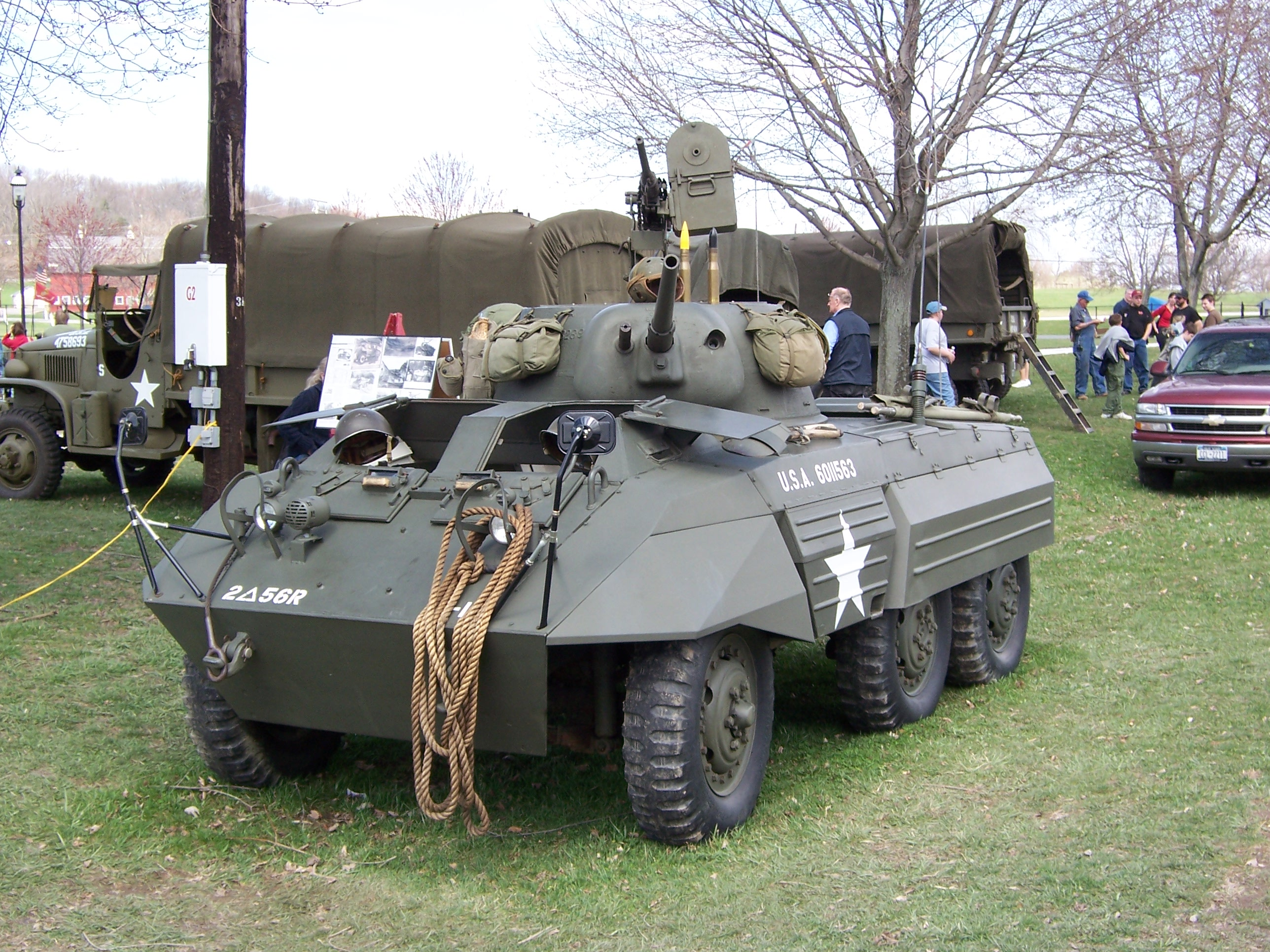
M8 Greyhound
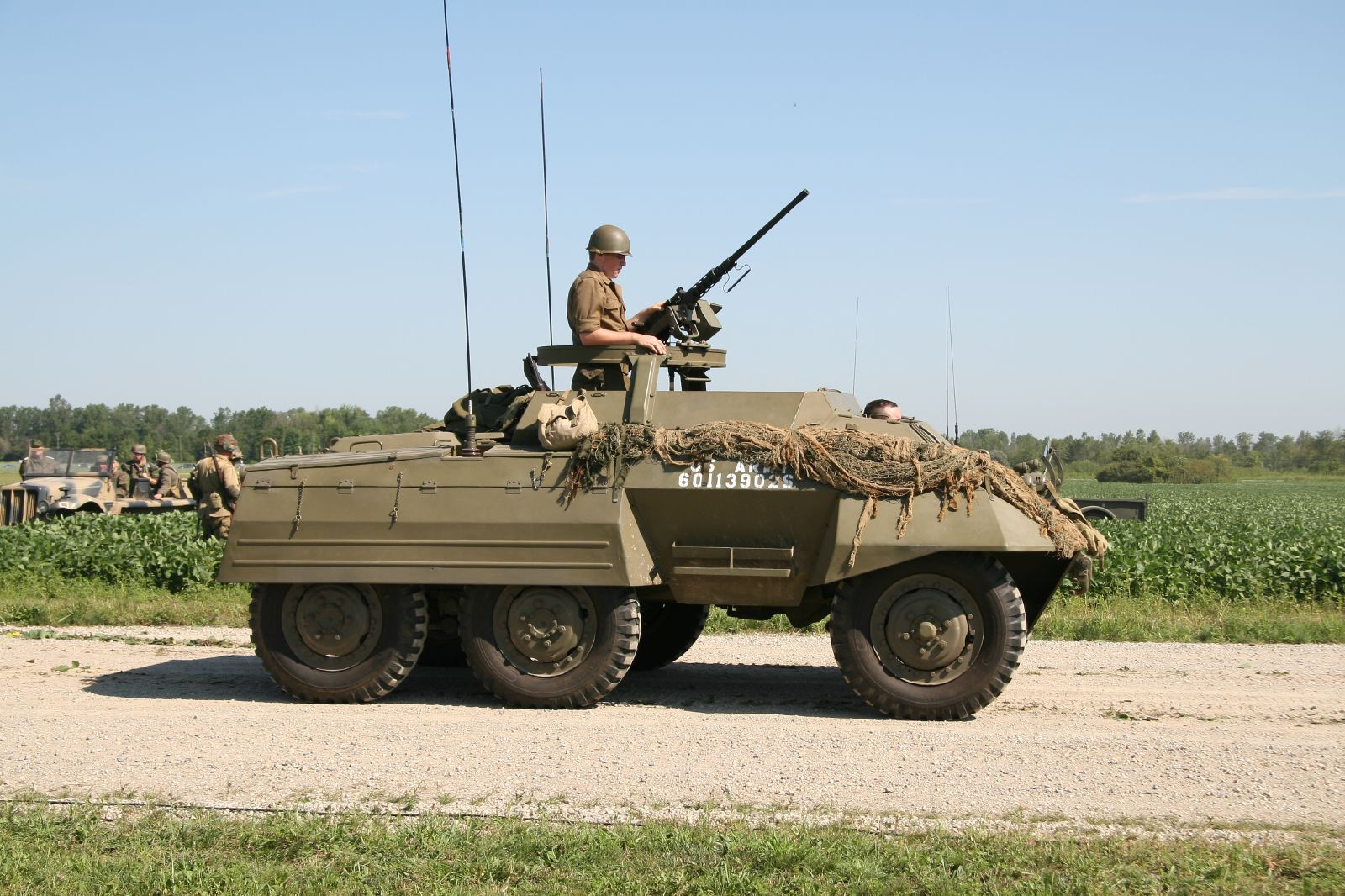
Armored Utility Car M20
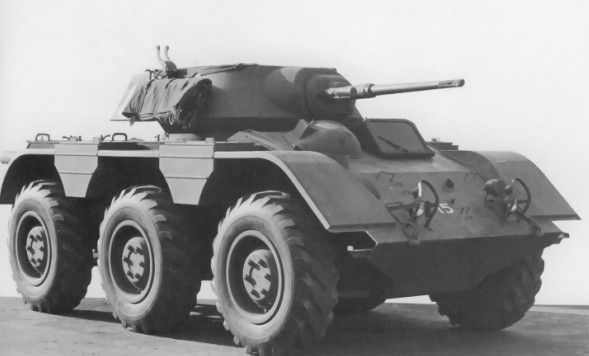
M38 Wolfhound

## Selbstfahrlafetten

### Mörserträger
| Kurzbezeichnung (Populärname) | Offizielle Bezeichnung        | Basisfahrzeug | Hauptwaffe      | Bes. | Bauzeit         | Stückzahl gebaut | Bemerkungen                  |
| ----------------------------- | ----------------------------- | ------------- | --------------- | ---- | --------------- | ---------------- | ---------------------------- |
| —                             | 81-mm Mortar Carrier M4, M4A1 | M2 Half-track | 81-mm-Mortar M1 | 6    | 08/1941–10/1943 | 1.172            | nach hinten feuernder Mörser |
| —                             | 81-mm Mortar Carrier M21      | M3 Half-track | 81-mm-Mortar M1 | 6    | 01/1944–03/1944 | 110              | nach vorne feuernder Mörser  |

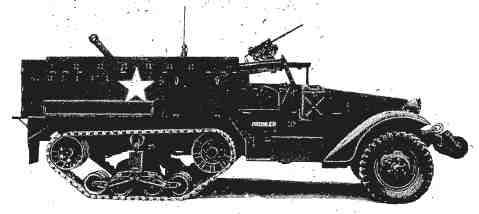
81-mm Mortar Carrier M4A1
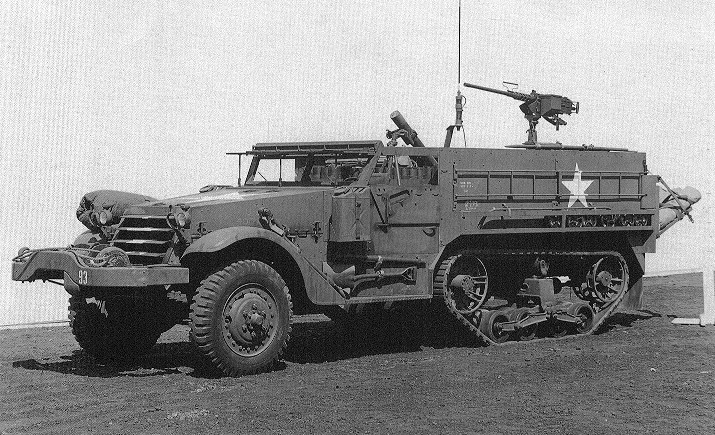
81-mm Mortar Carrier M21

### Panzerjäger und Jagdpanzer
| Kurzbezeichnung (Populärname) | Offizielle Bezeichnung                     | Basisfahrzeug           | Hauptwaffe        | Bes. | Bauzeit         | Stückzahl gebaut | Bemerkungen                                                                                  |
| ----------------------------- | ------------------------------------------ | ----------------------- | ----------------- | ---- | --------------- | ---------------- | -------------------------------------------------------------------------------------------- |
| —                             | 75-mm Gun Motor Carriage M3, M3A1          | M3 Half-track           | 75-mm Gun M1897A4 | 5    | 08/1941–04/1943 | 2.202            | davon 1.360 vor Einsatz zu Basisfahrzeug rückgebaut                                          |
| M6 Fargo                      | 37-mm Gun Motor Carriage M6 (¾-ton, 4×4)   | Dodge WC55              | 37-mm Gun M3      | 4    | 04/1942–10/1942 | 5.380            |                                                                                              |
| M10 Wolverine                 | 3-inch Gun Motor Carriage M10, M10A1       | M4 Sherman (M4A2, M4A3) | 3-inch Gun M7     | 5    | 10/1942–12/1943 | 6.706            | davon 300 M10A1 ohne Turm abgeliefert und sofort zu M36 umgebaut                             |
| —                             | 57-mm Gun Motor Carriage T48               | M3 Half-track           | 57-mm Gun M1      | 5    | 12/1942–05/1943 | 962              | davon 680 als Lend-Lease-Fahrzeuge an Alliierte, 281 vor Einsatz zu Basisfahrzeug rückgebaut |
| M18 Hellcat                   | 76-mm Gun Motor Carriage M18               | Neukonstruktion         | 76-mm Gun M1      | 5    | 07/1943–10/1944 | 2.507            |                                                                                              |
| M36 Jackson                   | 90-mm Gun Motor Carriage M36, M36B1, M36B2 | M4 Sherman (M4A2, M4A3) | 90-mm Gun M3      | 5    | 04/1944–09/1945 | 2.324            | aus Umbau M10A1 (M36), M4A3 Sherman (M36B1) und M10 (M36B2)                                  |

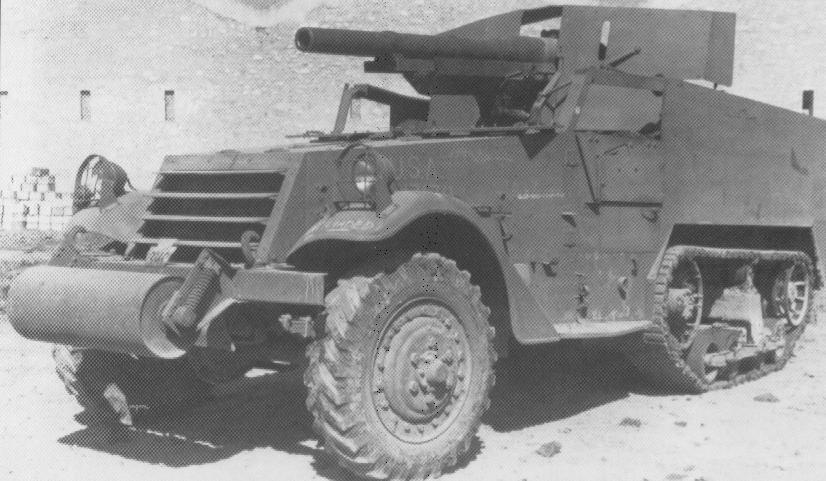
75 mm GMC M3
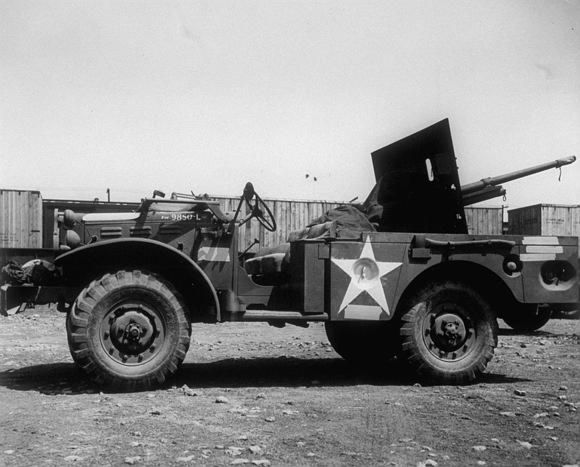
M6 Fargo
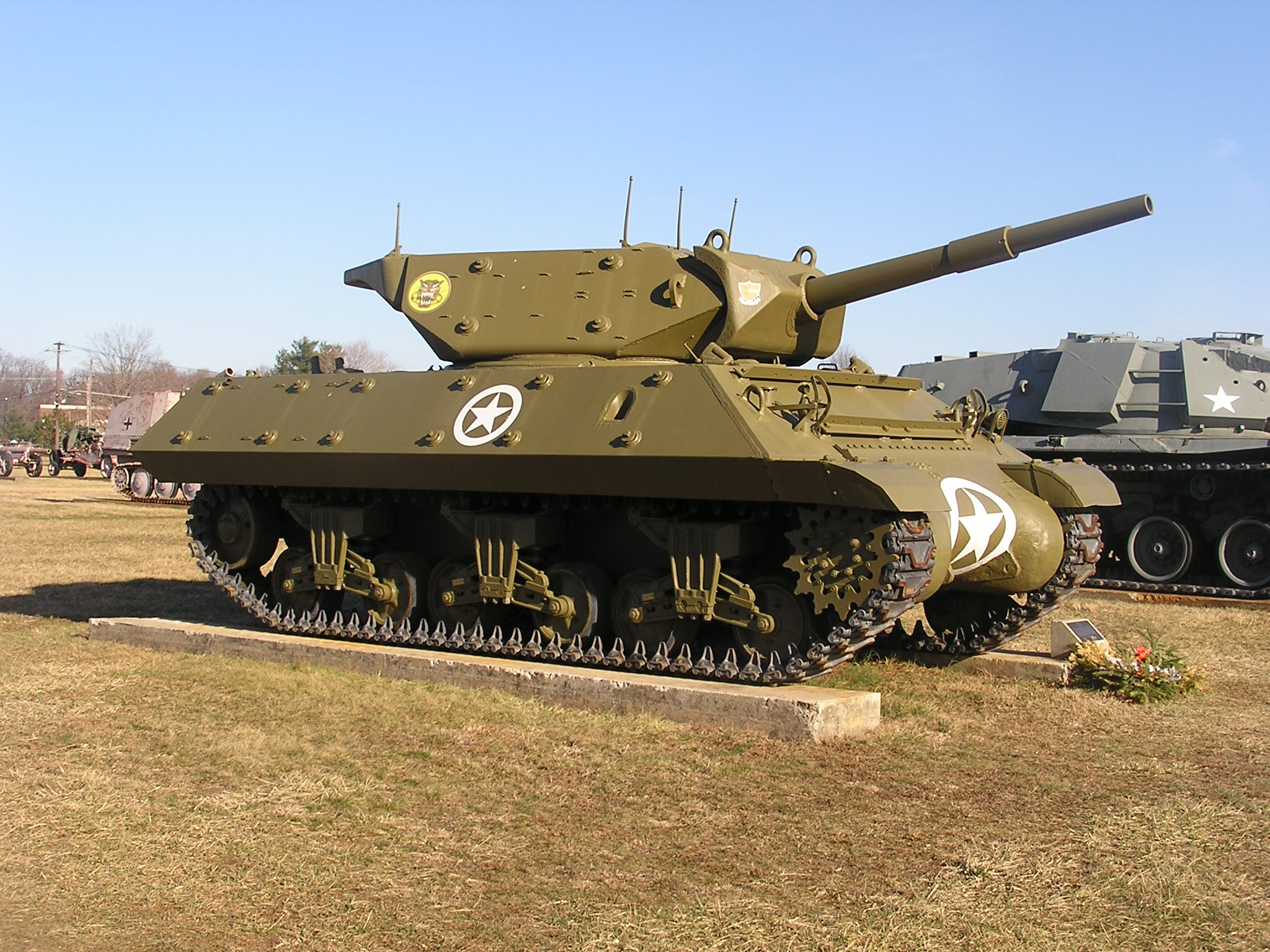
M10 Wolverine
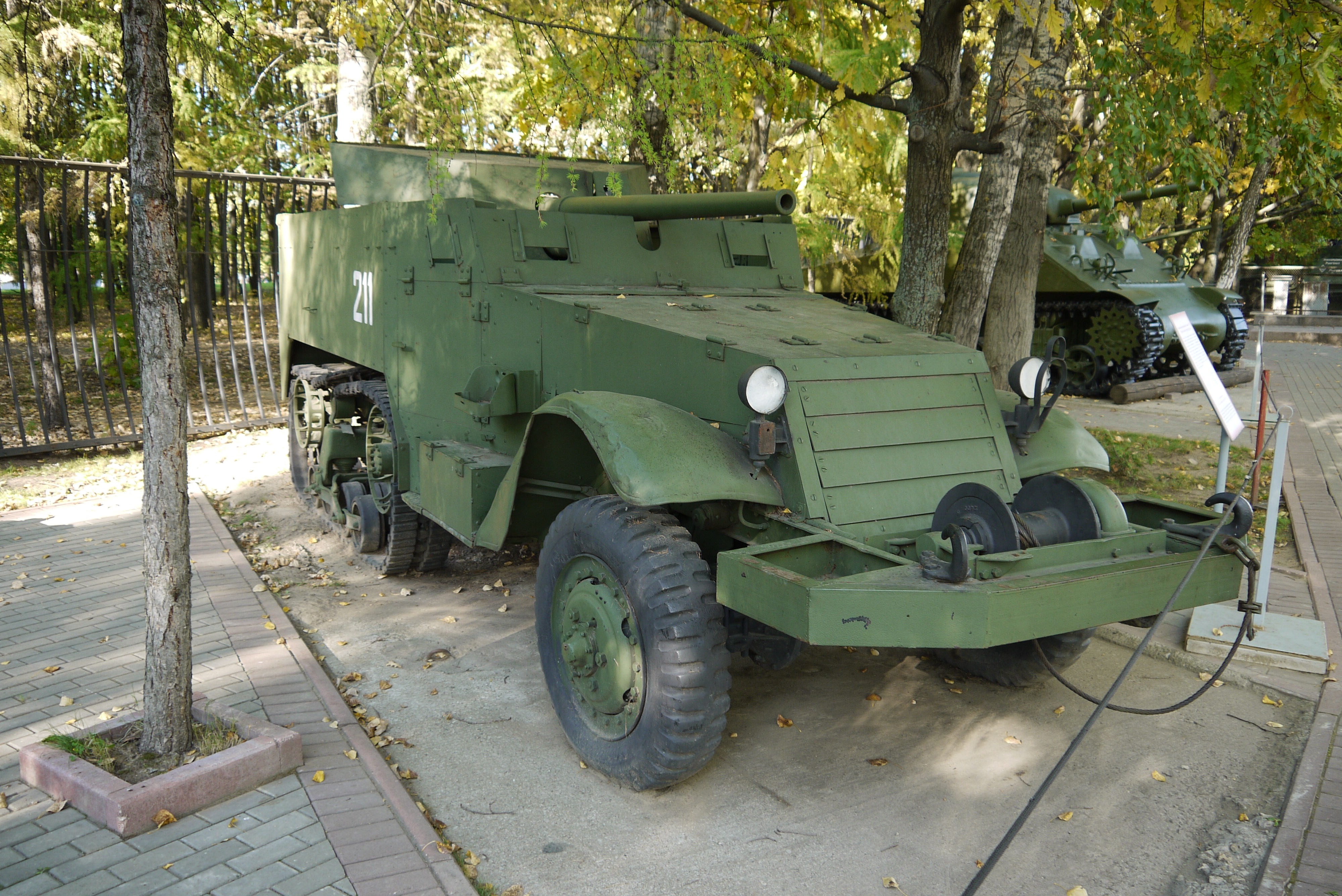
57 mm GMC T48
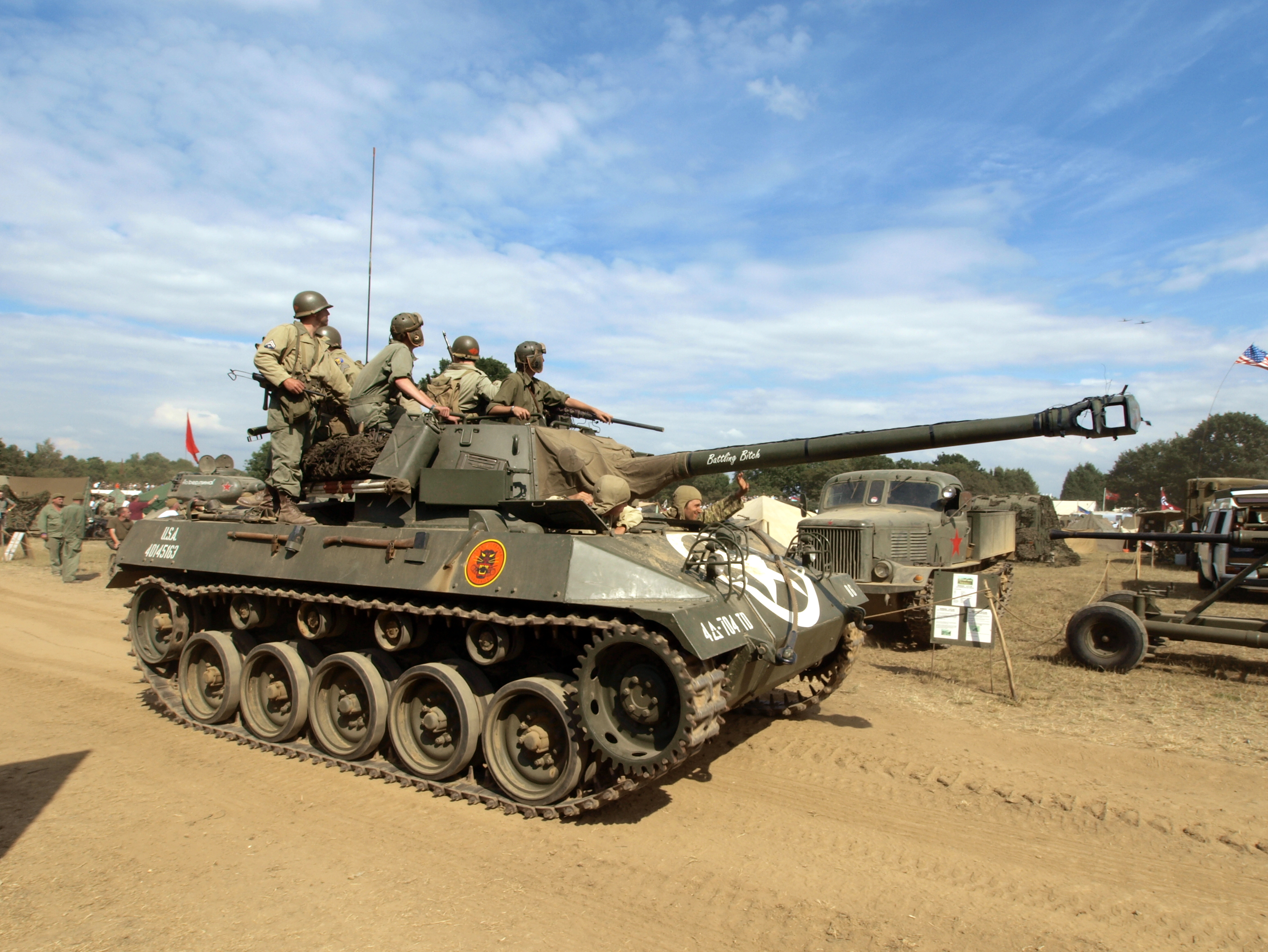
M18 Hellcat
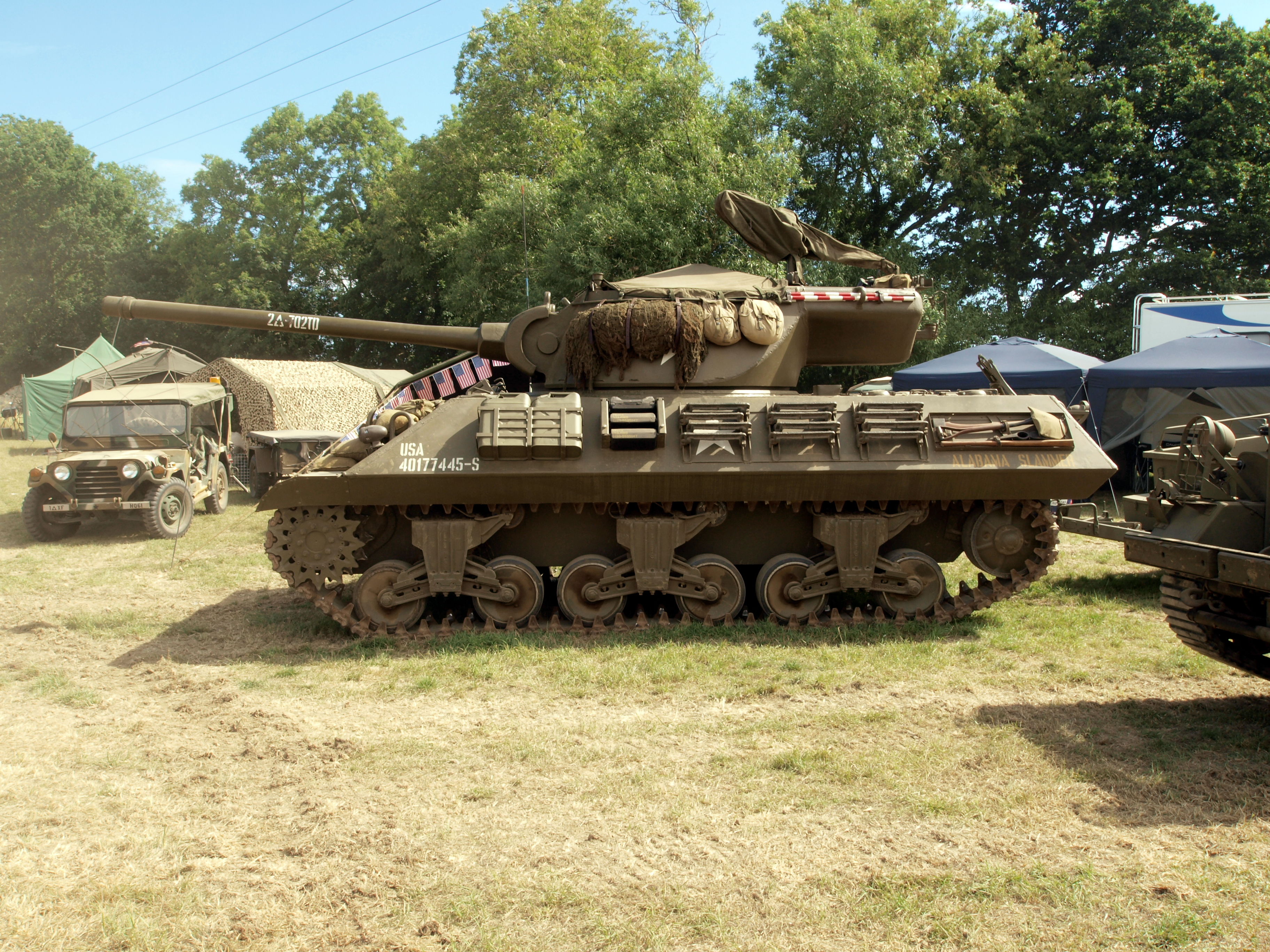
M36 Jackson

### Artillerie-Selbstfahrlafetten und Panzerhaubitzen
| Kurzbezeichnung (Populärname) | Offizielle Bezeichnung                  | Basisfahrzeug                 | Hauptwaffe                          | Bes. | Bauzeit         | Stückzahl gebaut | Bemerkungen                                                         |
| ----------------------------- | --------------------------------------- | ----------------------------- | ----------------------------------- | ---- | --------------- | ---------------- | ------------------------------------------------------------------- |
| —                             | 105-mm Howitzer Motor Carriage T19      | M3 Half-track                 | 105-mm Howitzer M2A1                | 6    | 01/1942–04/1942 | 324              |                                                                     |
| —                             | 75-mm Howitzer Motor Carriage T30       | M3 Half-track                 | 75-mm Howitzer M1A1                 | 5    | 02/1942–11/1942 | 500              |                                                                     |
| M7 Priest                     | 105-mm Howitzer Motor Carriage M7, M7B1 | M3 Lee, M4 Sherman (M4, M4A3) | 105-mm Howitzer M2A1                | 7    | 04/1942–07/1945 | 4.316            | M7 auf Fahrgestell M3 oder M4, M7B1 auf Fahrgestell M4A3            |
| M8 Scott                      | 75-mm Howitzer Motor Carriage M8        | M5 Stuart                     | 75-mm Howitzer M2 od. M3            | 4    | 09/1942–01/1944 | 1.778            |                                                                     |
| —                             | 155-mm Gun Motor Carriage M12           | M3 Lee                        | 155-mm Gun M1917, M1918 od. M1918M1 | 6    | 09/1942–03/1943 | 100              | sog. »Doorknocker« oder »King Kong«                                 |
| —                             | 155-mm Gun Motor Carriage M40           | M4 Sherman (verl./verbr.)     | 155-mm Gun M1A1 od. M2              | 7    | 02/1945–09/1945 | 418              |                                                                     |
| —                             | 8-inch Howitzer Motor Carriage M43      | M4 Sherman (verl./verbr.)     | 8-inch Howitzer M1 od. M2           | 8    | 06/1945–09/1945 | 48               | nicht mehr im Kriegseinsatz, weitere 24 aus Umbau M40               |
| M41 Gorilla                   | 155 mm Howitzer Motor Carriage M41      | M24 Chaffee                   | 155-mm Howitzer M1                  | 5    | 06/1945–09/1945 | 85               | Produktion nach Kriegsende eingestellt, nicht mehr im Kriegseinsatz |
| —                             | 105 mm Howitzer Motor Carriage M37      | M24 Chaffee                   | 105-mm Howitzer M4                  | 7    | 09/1945–10/1945 | 150              | Produktion nach Kriegsende eingestellt, nicht mehr im Kriegseinsatz |
| —                             | 240-mm Howitzer Motor Carriage T92      | M26 Pershing (verlängert)     | 240-mm Howitzer M1                  | 8    | 1945            | 5 (Prototypen)   | bei Kriegsende in Erprobung, Serienbau nicht mehr begonnen          |
| —                             | 8-inch Gun Motor Carriage T93           | M26 Pershing (verlängert)     | 8-inch Gun M1                       | 8    | 1945            | 2 (Prototypen)   | bei Kriegsende in Erprobung, Serienbau nicht mehr begonnen          |

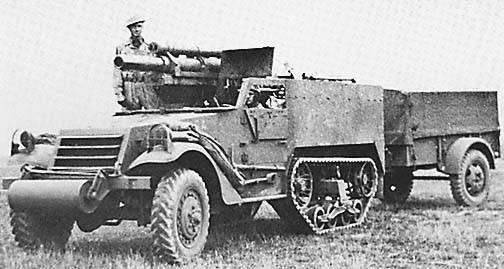
105-mm HMC T19
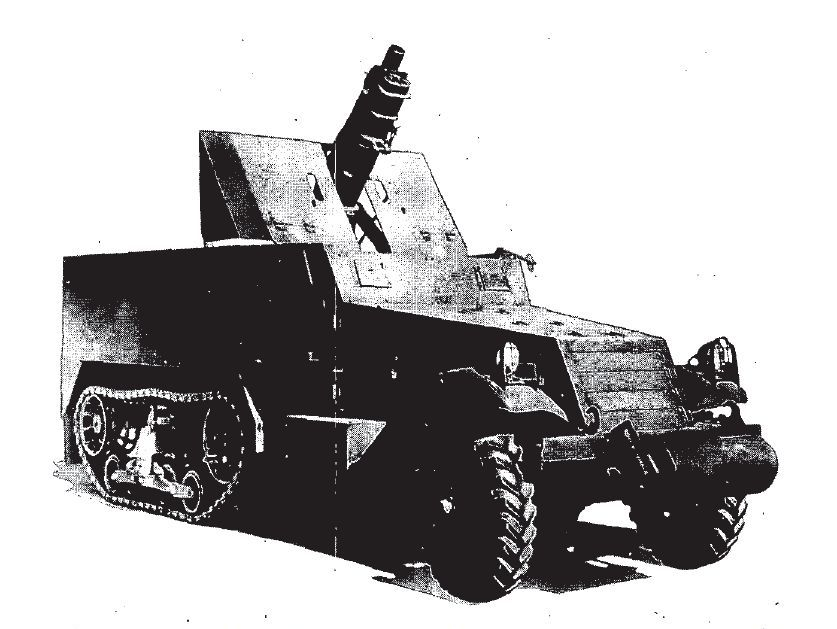
75-mm HMC T30
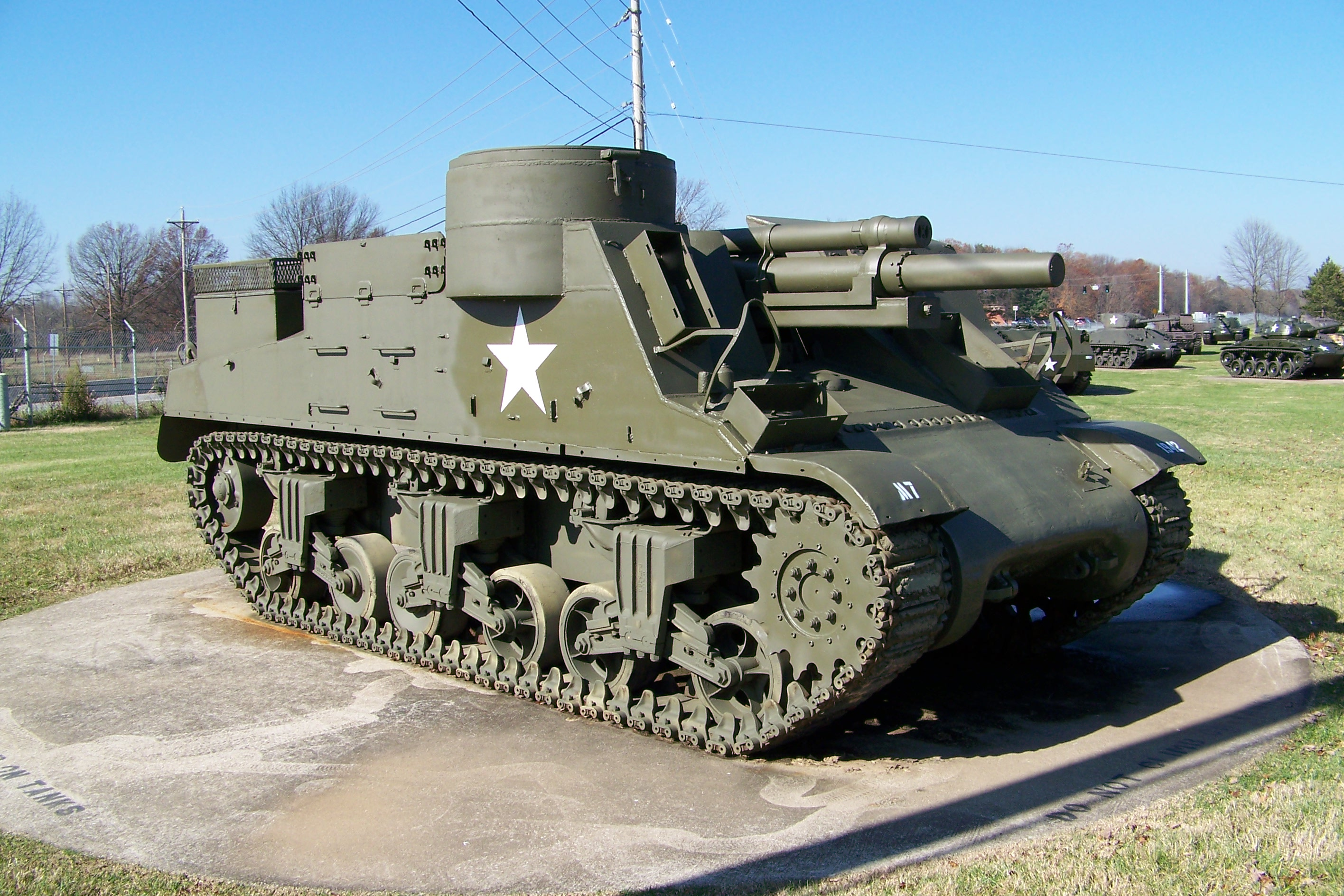
M7B1 Priest
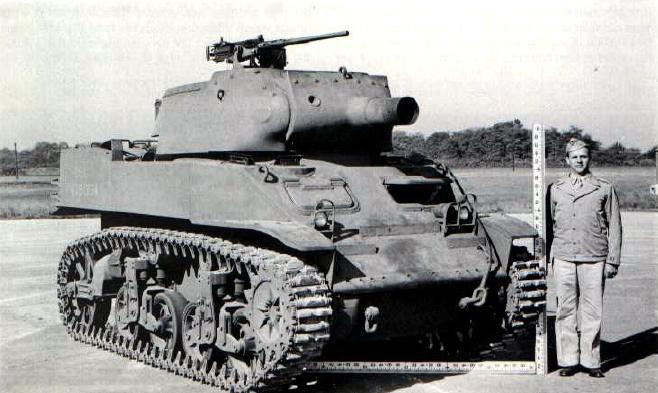
M8 Scott
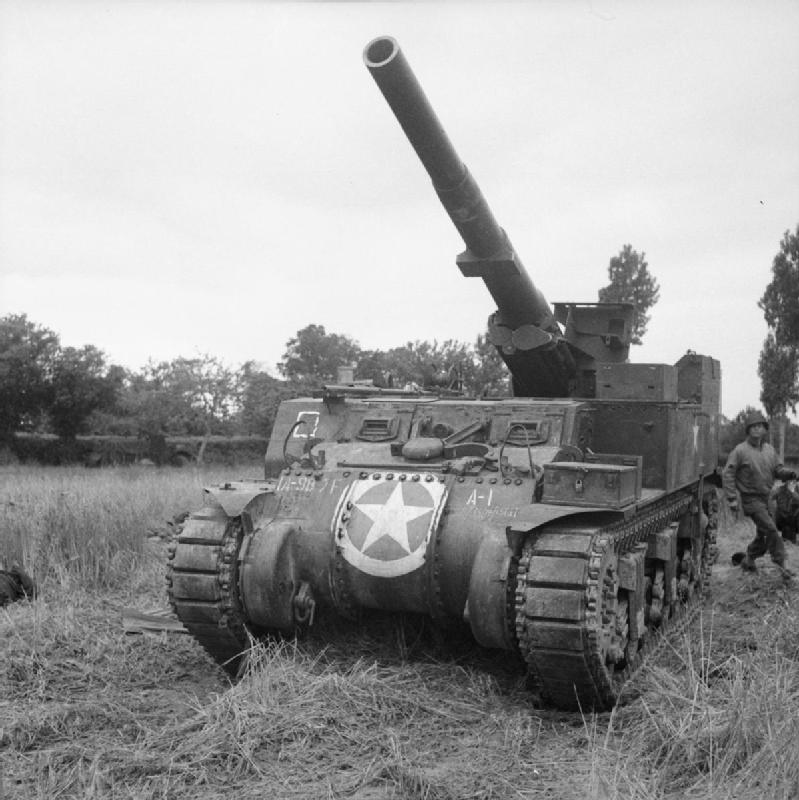
155-mm GMC M12
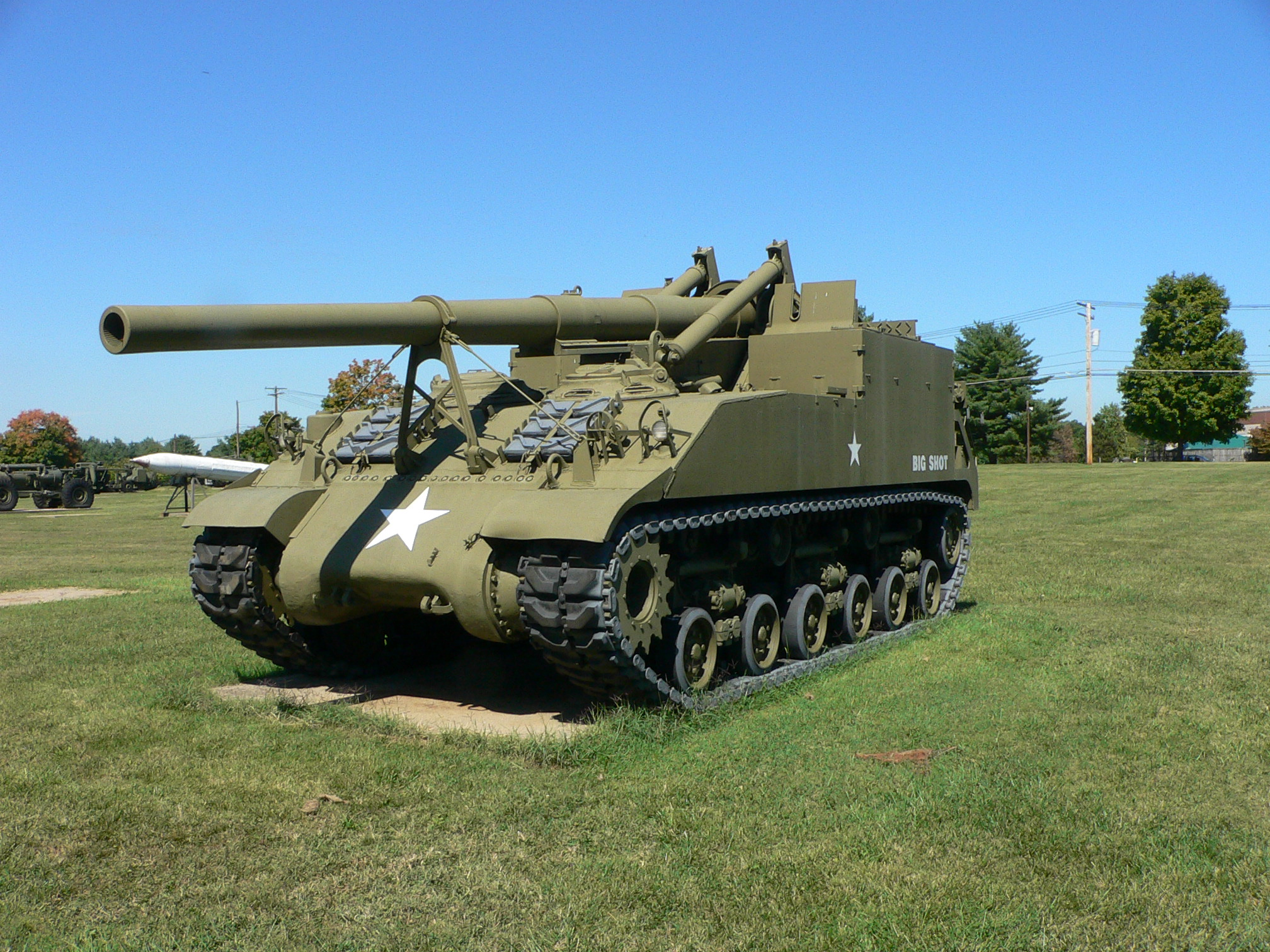
155-mm GMC M40
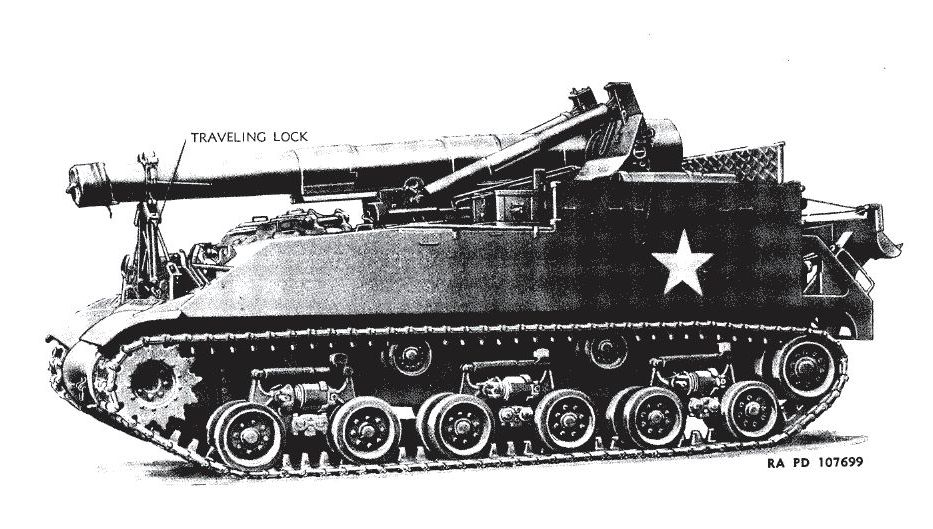
8-inch HMC M43
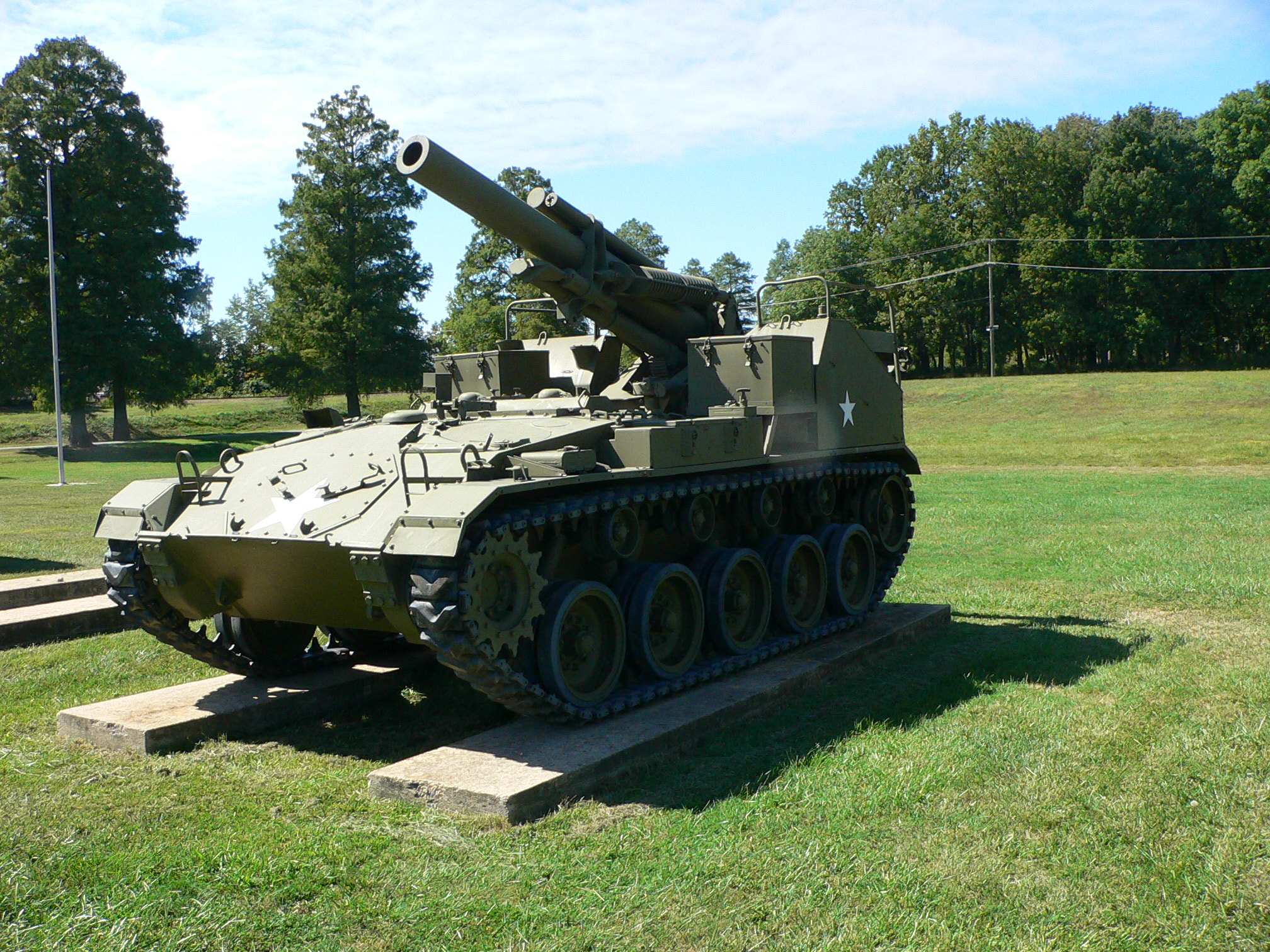
155-mm HMC M41
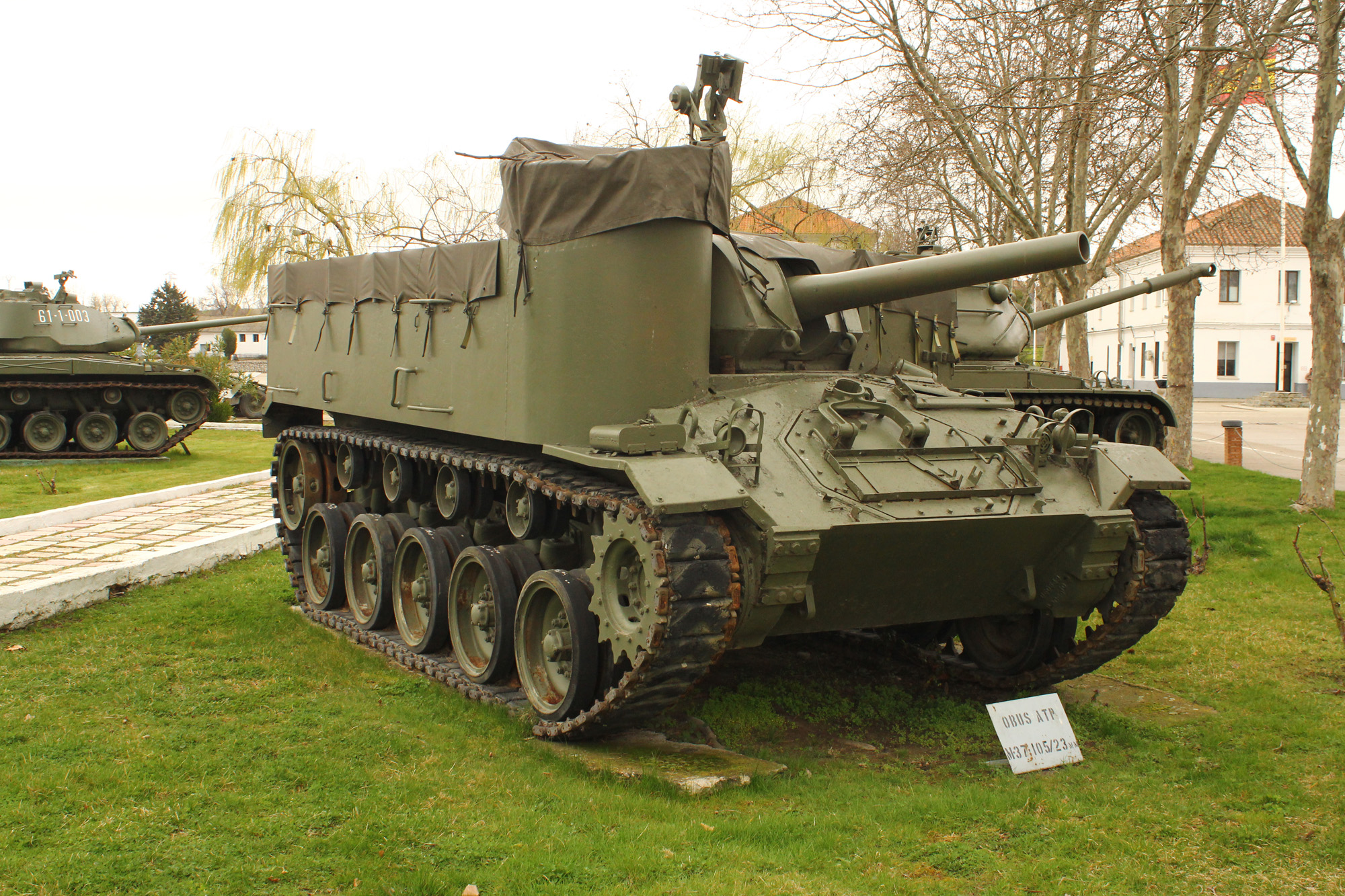
105-mm HMC M37
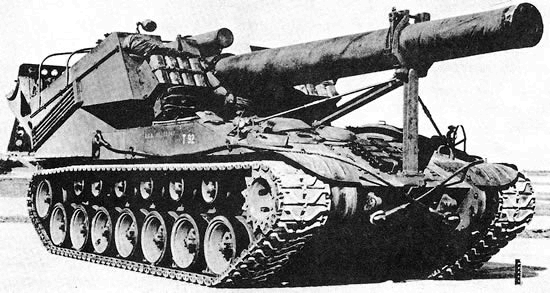
240-mm HMC T92

### Flugabwehr-Selbstfahrlafetten
| Kurzbezeichnung (Populärname) | Offizielle Bezeichnung                           | Basisfahrzeug | Hauptwaffe                                     | Bes. | Bauzeit         | Stückzahl gebaut | Bemerkungen                                                 |
| ----------------------------- | ------------------------------------------------ | ------------- | ---------------------------------------------- | ---- | --------------- | ---------------- | ----------------------------------------------------------- |
| —                             | Combination Gun Motor Carriage T28E1, M15, M15A1 | M3 Half-track | 37-mm Gun M1A2 und 2 × .50 cal. Browning MG M2 | 7    | 07/1942–02/1944 | 2.332            | urspr. ebenfalls als Multiple Gun Motor Carriage bezeichnet |
| —                             | Multiple Gun Motor Carriage M13                  | M3 Half-track | 2 × .50 cal. Browning MG M2                    | 5    | 01/1943–05/1943 | 1.103            | davon 628 zu M16 umgebaut                                   |
| —                             | Multiple Gun Motor Carriage M14                  | M5 Half-track | 2 × .50 cal. Browning MG M2                    | 5    | 12/1942–12/1943 | 1.605            | komplett als Lend-Lease-Fahrzeuge an UK und Kanada          |
| —                             | Multiple Gun Motor Carriage M16                  | M3 Half-track | 4 × .50 cal. Browning MG M2                    | 5    | 05/1943–11/1944 | 2.877            | dazu weitere 737 aus M13 und T10E1 umgebaut                 |
| —                             | Multiple Gun Motor Carriage M17                  | M5 Half-track | 4 × .50 cal. Browning MG M2                    | 5    | 10/1943–03/1944 | 1.000            | komplett als Lend-Lease-Fahrzeuge an UdSSR                  |
| —                             | Twin 20-mm Gun Motor Carriage T10E1              | M3 Half-track | 2 × 20-mm Mark IV Oerlikon                     | 5    | 03/1944         | 110              | davon 109 zu M16 umgebaut                                   |
| M19 Duster                    | Twin 40-mm Gun Motor Carriage M19                | M24 Chaffee   | 40-mm Dual Automatic Gun M2                    | 6    | 04/1945–08/1945 | 300              |                                                             |

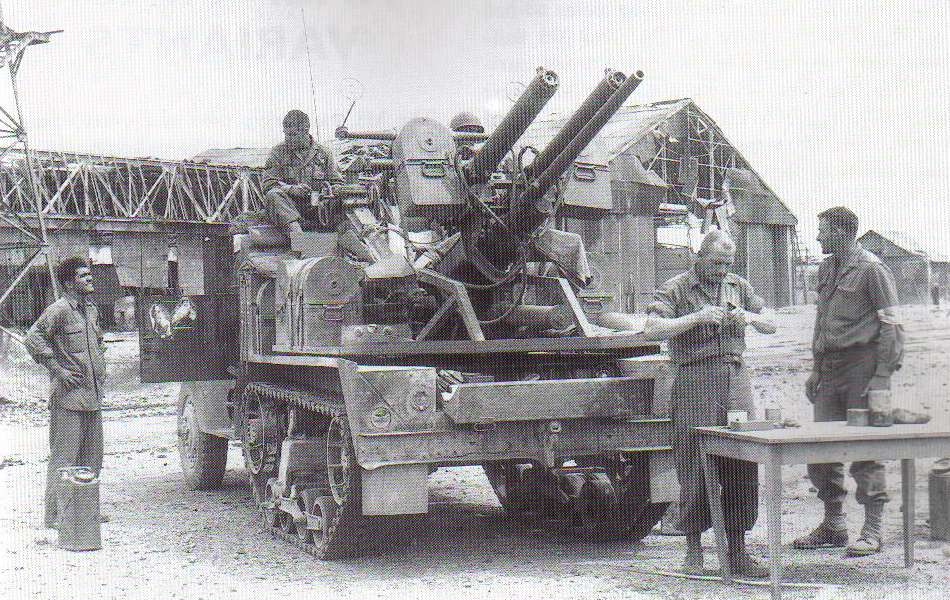
CGMC T28E1
CGMC M15
Geschützturm einer CGMC M15
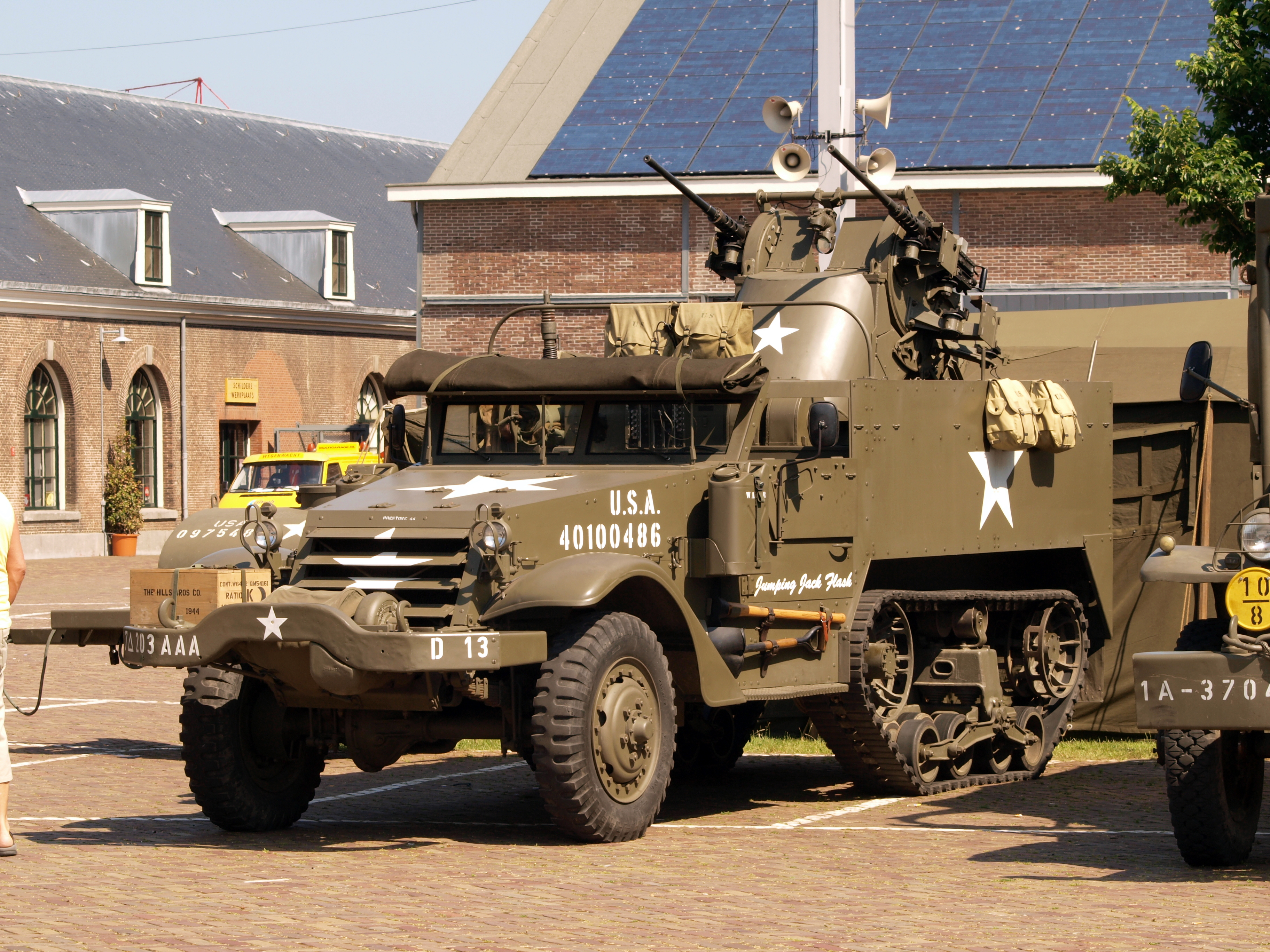
MGMC M13
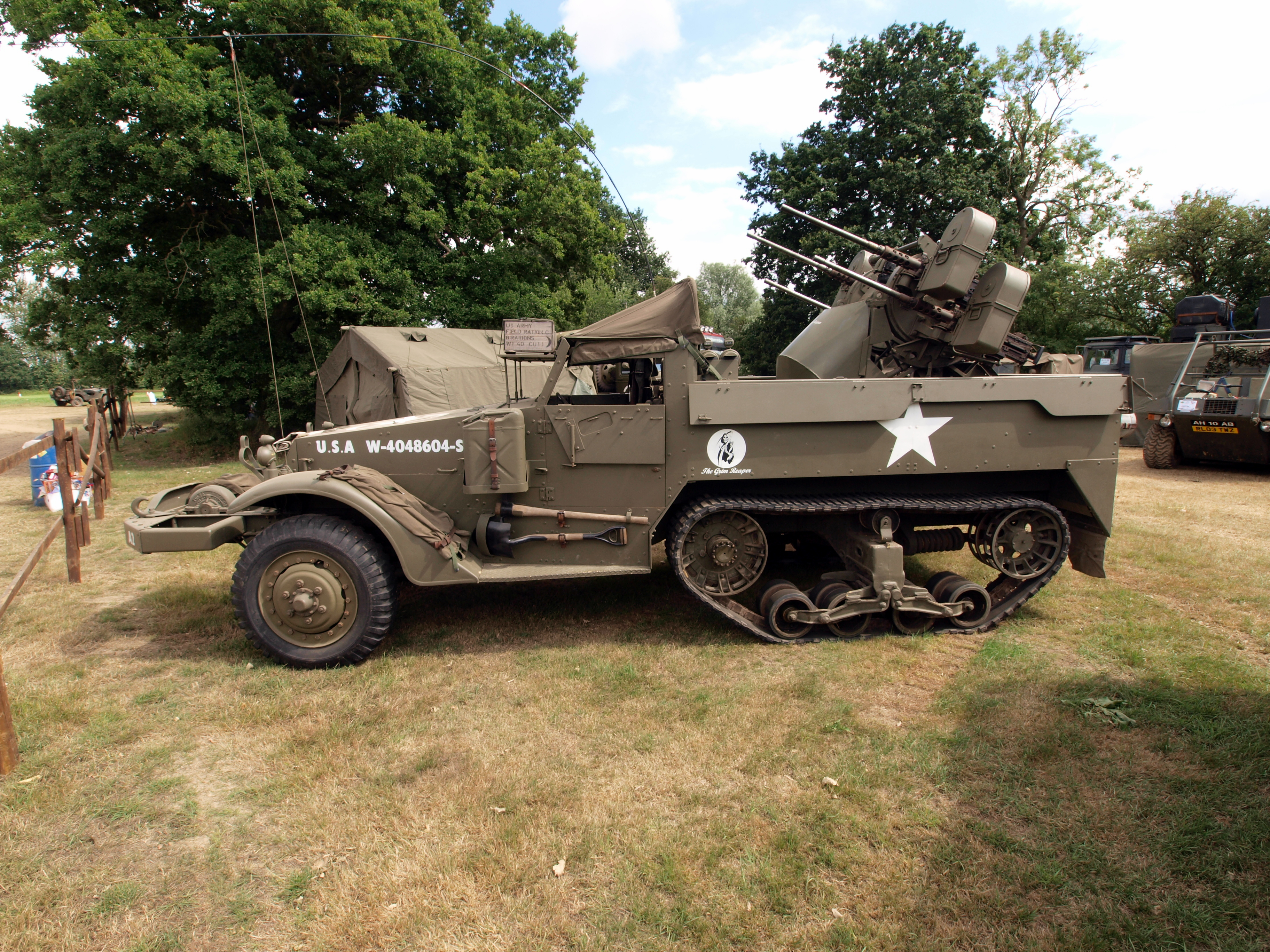
MGMC M16
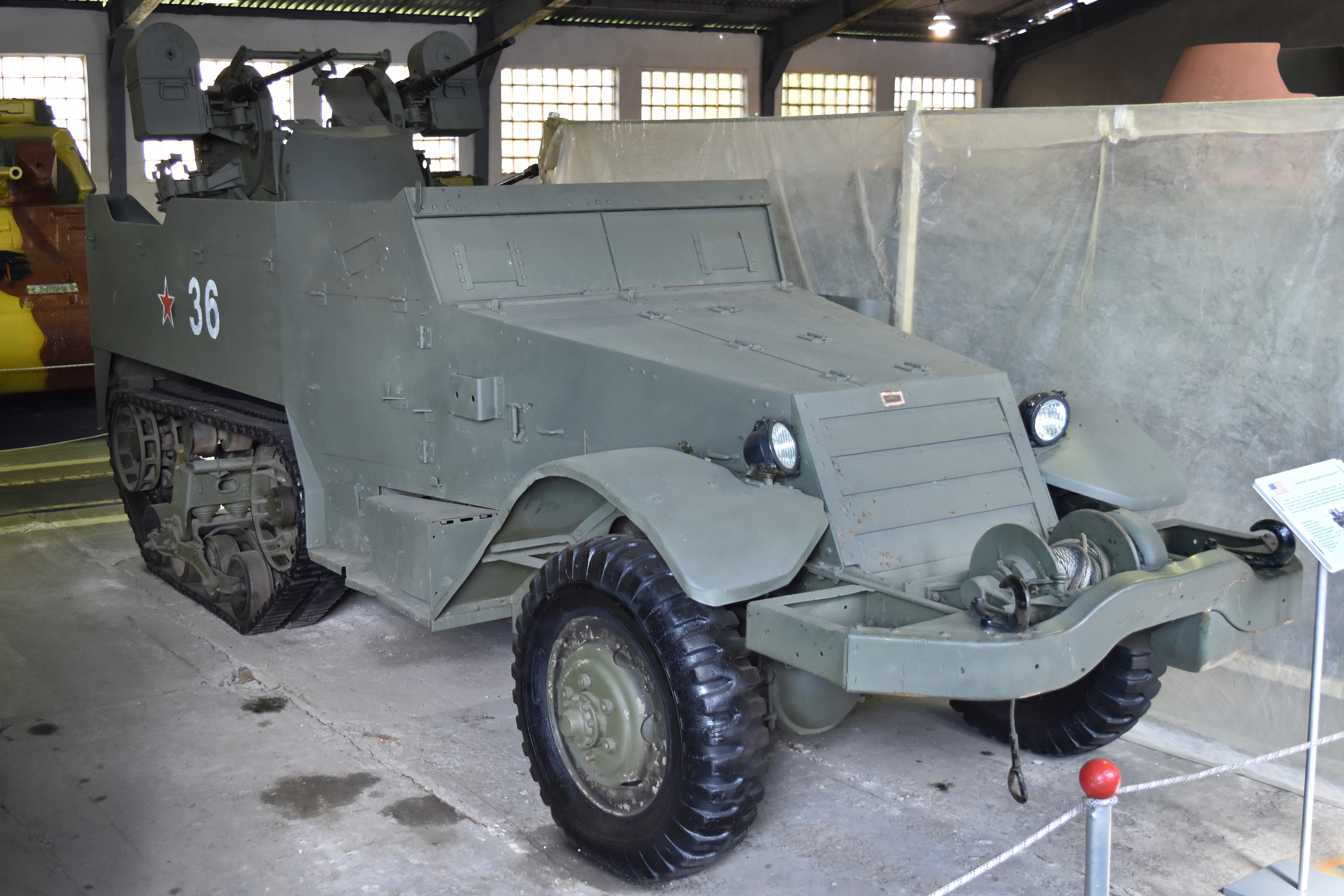
MGMC M17
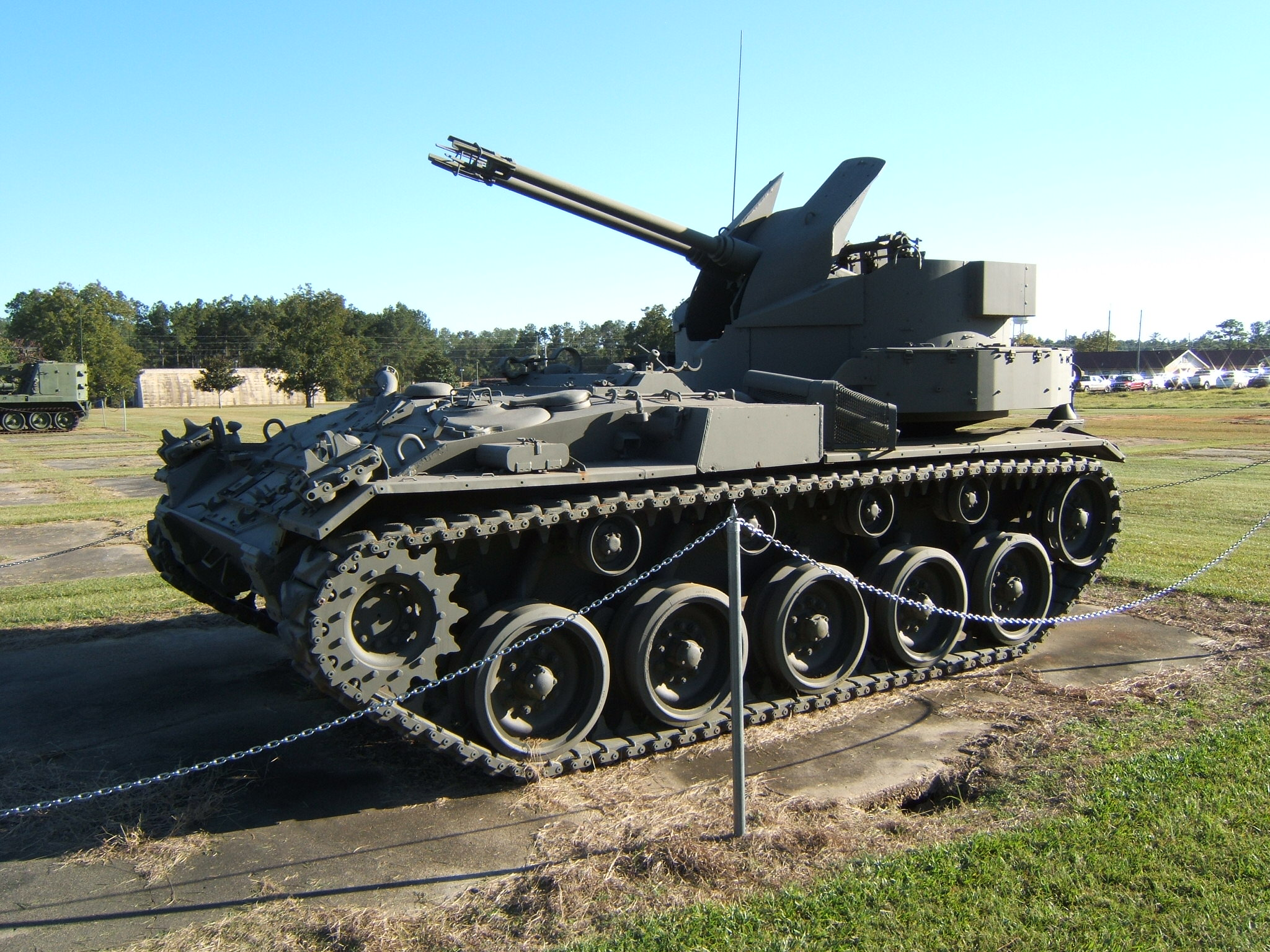
Twin 40 mm GMC M19

## Bergepanzer
| Kurzbezeichnung (Populärname) | Offizielle Bezeichnung                         | Basisfahrzeug                     | Hauptwaffe                                  | Bes. | Bauzeit         | Stückzahl gebaut | Bemerkungen                                            |
| ----------------------------- | ---------------------------------------------- | --------------------------------- | ------------------------------------------- | ---- | --------------- | ---------------- | ------------------------------------------------------ |
| —                             | Tank Recovery Vehicle M31, M31B1, M31B2        | M3 Lee (M3, M3A3, M3A5)           |                                             |      | 10/1942–12/1943 | 805              | Umbau aus M3 Lee, davon 150 aus fabrikneuen Fahrzeugen |
| —                             | Tank Recovery Vehicle M32, M32B1, M32B2, M32B3 | M4 Sherman (M4, M4A1, M4A2, M4A3) | 81-mm-Mortar M1 und .50 cal. Browning MG M2 | 4    |                 |                  | Umbau aus M4 Sherman                                   |

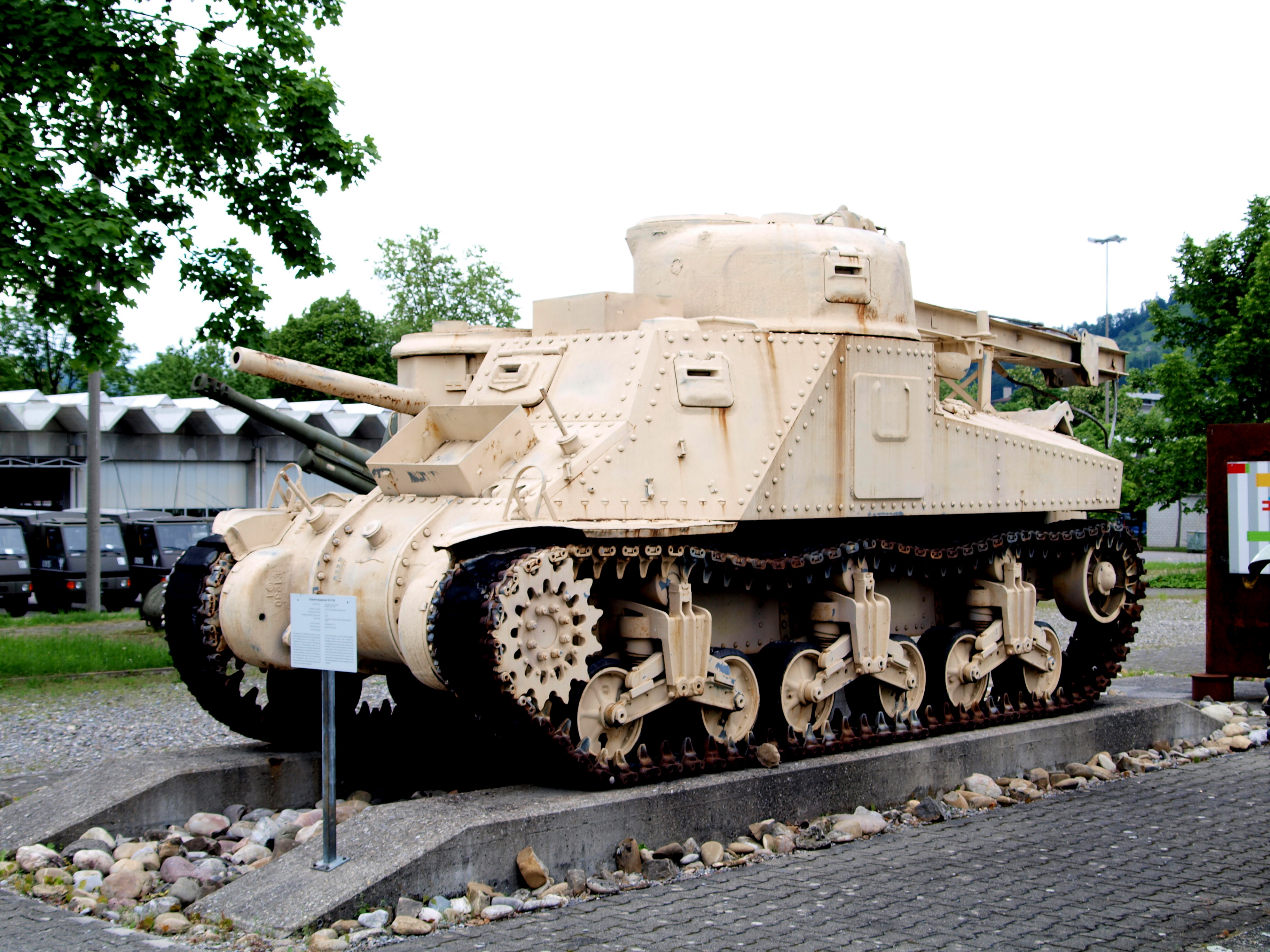
Tank Recovery Vehicle M31
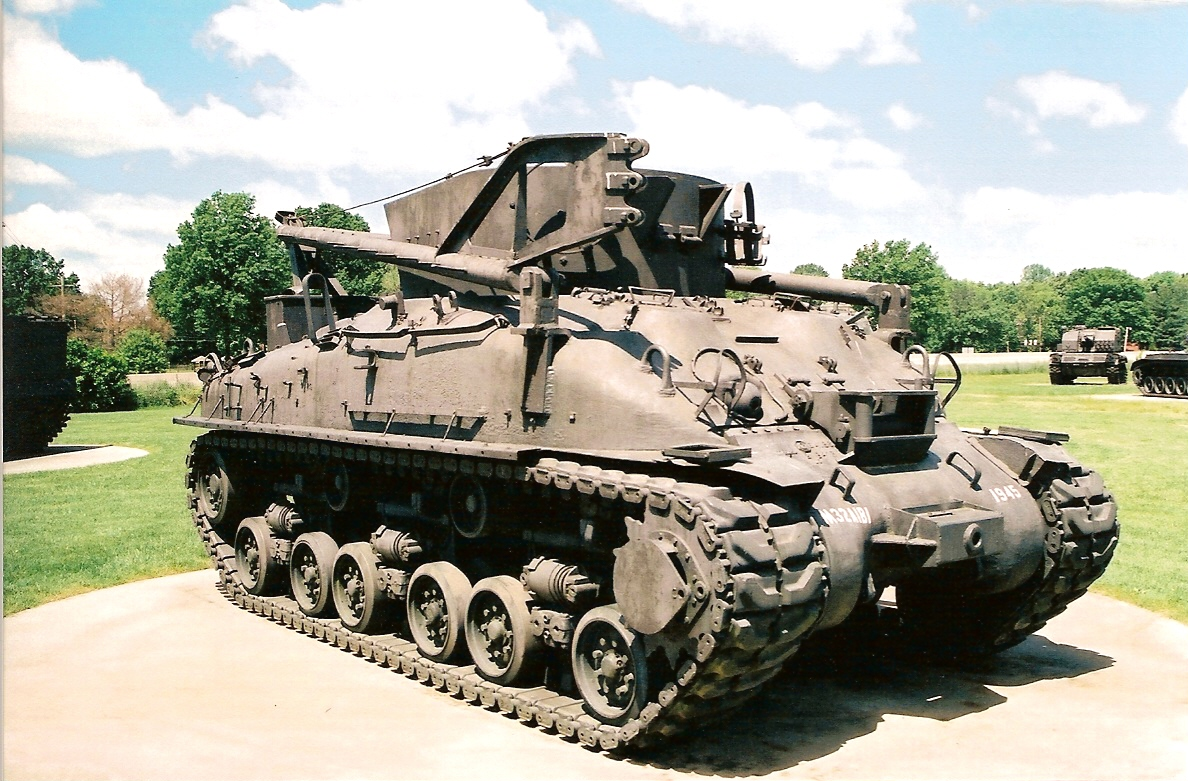
Tank Recovery Vehicle M32

## Kettenzugmaschinen

### Gepanzerte Zugmaschinen
| Kurzbezeichnung (Populärname) | Offizielle Bezeichnung     | Basisfahrzeug | Verwendung | Bauzeit   | Stückzahl gebaut | Bemerkungen                         |
| ----------------------------- | -------------------------- | ------------- | --- | --------- | ---------------- | ----------------------------------- |
| —                             | Full-track Prime Mover M33 | M3 Lee        | Zugmaschinen für - 120-mm Anti-aircraft Gun M1 - 8-inch Gun M1 - 240-mm Howitzer M1 als Ersatz für High-speed Tractor M6 | 1943–1944 | 109              | aus Umbau Tank Recovery Vehicle M31 |
| —                             | Full-track Prime Mover M34 | M4 Sherman    | Zugmaschinen für - 120-mm Anti-aircraft Gun M1 - 8-inch Gun M1 - 240-mm Howitzer M1 als Ersatz für High-speed Tractor M6 | 1944      | 24               | aus Umbau Tank Recovery Vehicle M32 |
| —                             | Full-track Prime Mover M35 | M4 Sherman    | Zugmaschinen für - 120-mm Anti-aircraft Gun M1 - 8-inch Gun M1 - 240-mm Howitzer M1 als Ersatz für High-speed Tractor M6 | 1944      | 209              | aus Umbau M10 Wolverine             |

### Ungepanzerte Traktoren
| Kurzbezeichnung (Populärname) | Offizielle Bezeichnung        | Basisfahrzeug          | Verwendung                                                                                            | Bauzeit   | Stückzahl gebaut | Bemerkungen       |
| ----------------------------- | ----------------------------- | ---------------------- | --- | --------- | ---------------- | ----------------- |
| M2 Cletrac                    | High-speed Tractor M2 Cletrac |                        | Zugmaschine für Flugzeuge                                                                             | 1941–1945 | 8.510            |                   |
| —                             | High-speed Tractor M4         | M3 Stuart              | Zugmaschine für - 90-mm Anti-aircraft Gun M1/M2 - 155-mm Gun M1/M2 »Long Tom« - 8-inch Howitzer M1/M2 | 1943–1945 | 5.811            |                   |
| —                             | High-speed Tractor M5         | M3 Stuart              | Zugmaschine für - 105-mm Howitzer M2A1 - 4.5-inch Gun M1 - 155-mm Howitzer M1                         | 1942–1945 | 5.879            |                   |
| —                             | High-speed Tractor M6         | M3 Stuart (verlängert) | Zugmaschine für - 120-mm Anti-aircraft Gun M1 - 8-inch Gun M1 - 240-mm Howitzer M1                    | 1944–1945 | 1.130            |                   |
| —                             | Snow Tractor M7               |                        | Zugmaschine für 1-ton Snow Trailer M19                                                                | 1943–1945 | 291              | TM 9-774 Seite 9. |
| M29 Weasel                    | M29 Cargo Carrier             |                        | Crew 2/2 / Payload 572 kg                                                                             | 1942-1945 | 15.124 (Anteil)  |                   |

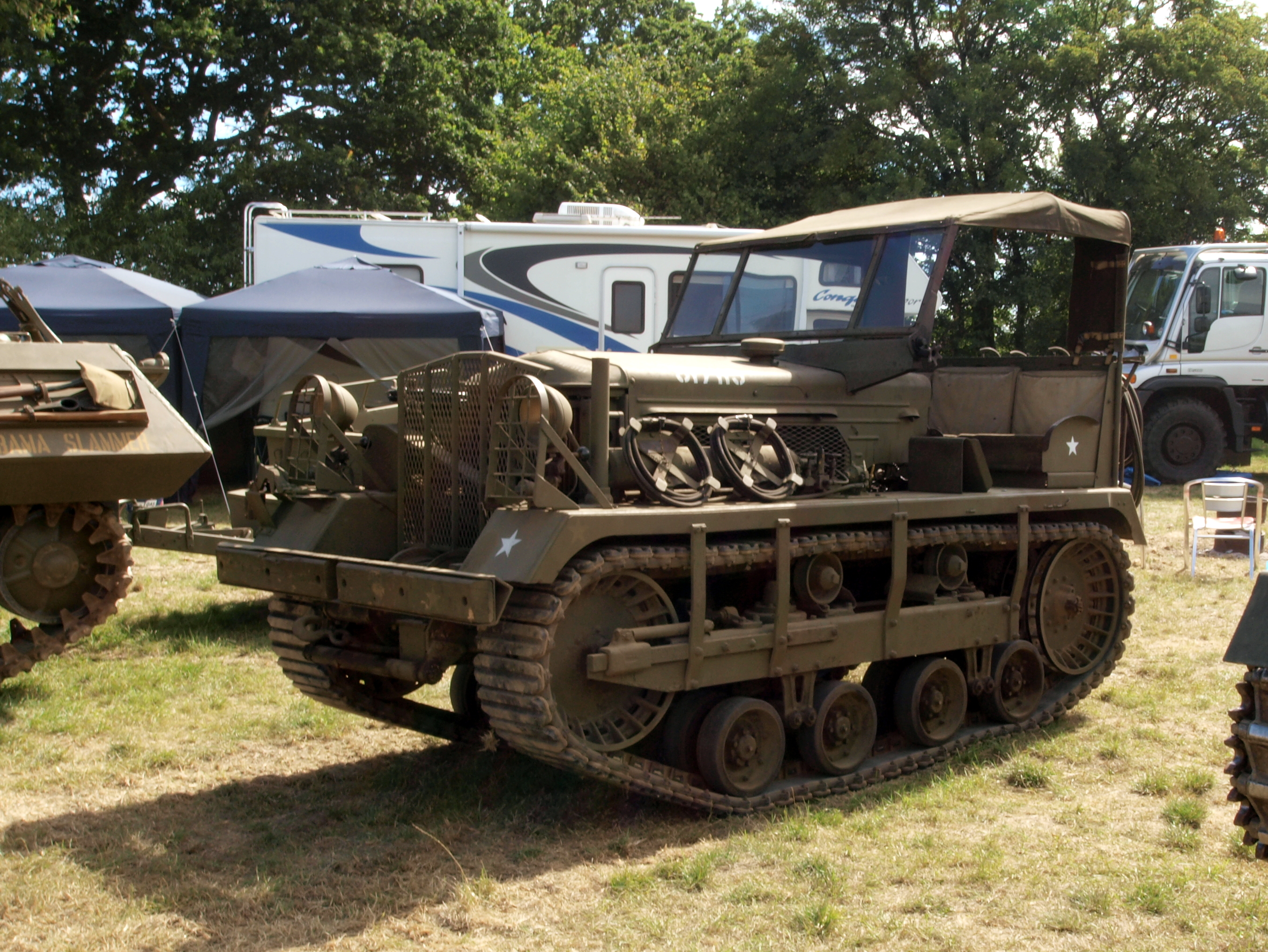
High-speed Tractor M2
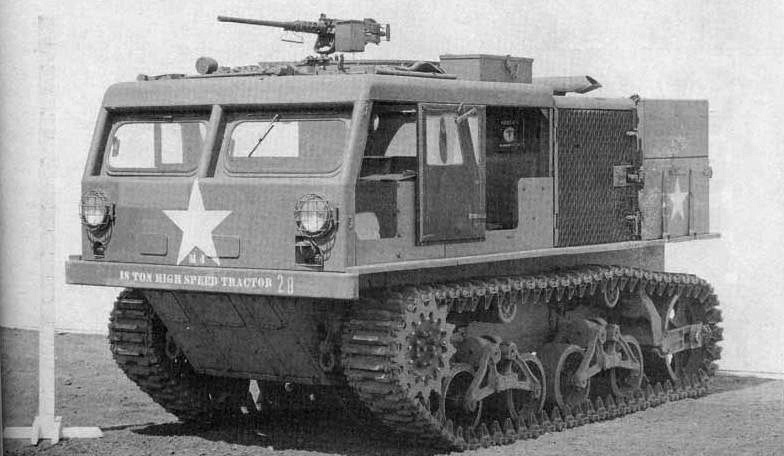
High-speed Tractor M4
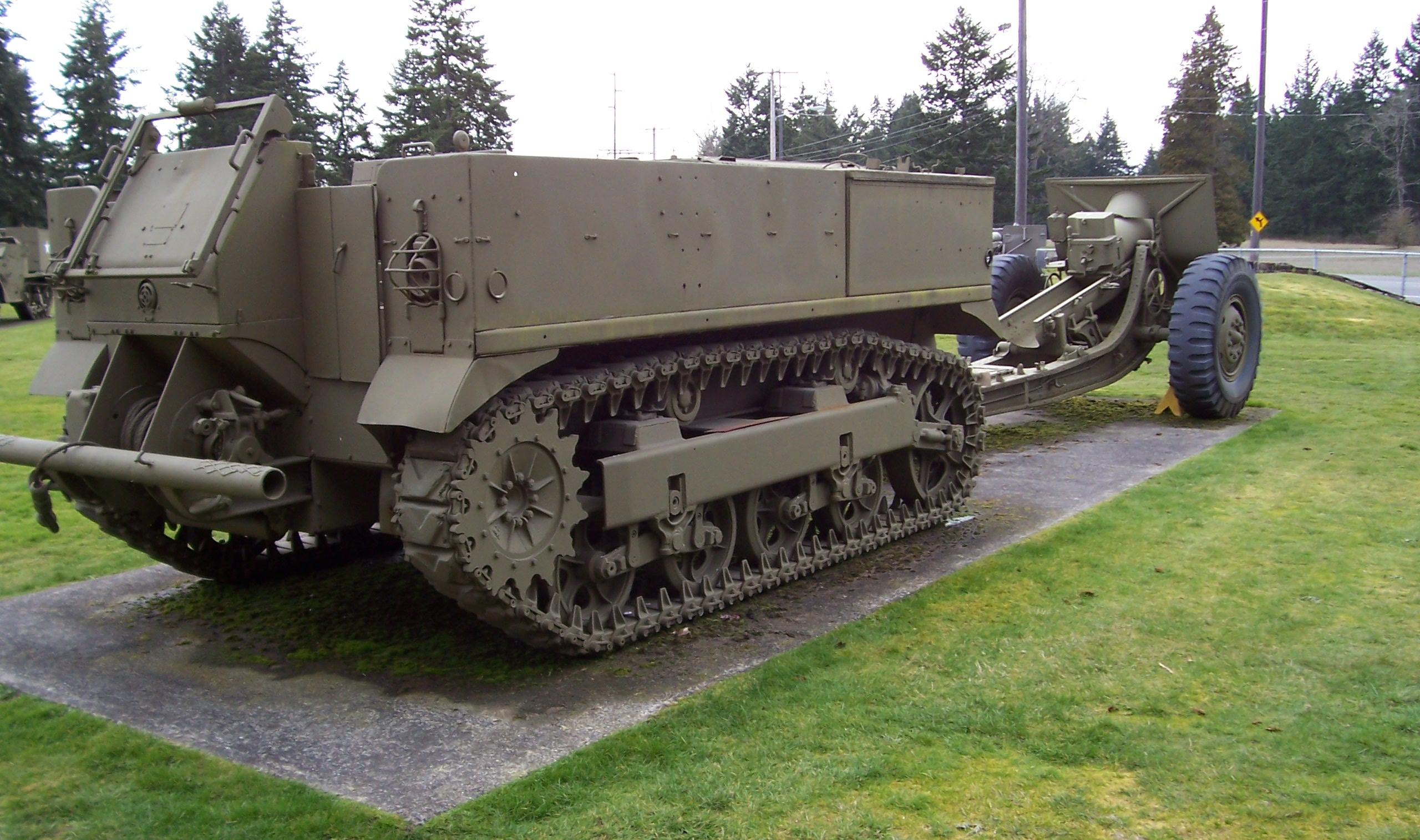
High-speed Tractor M5
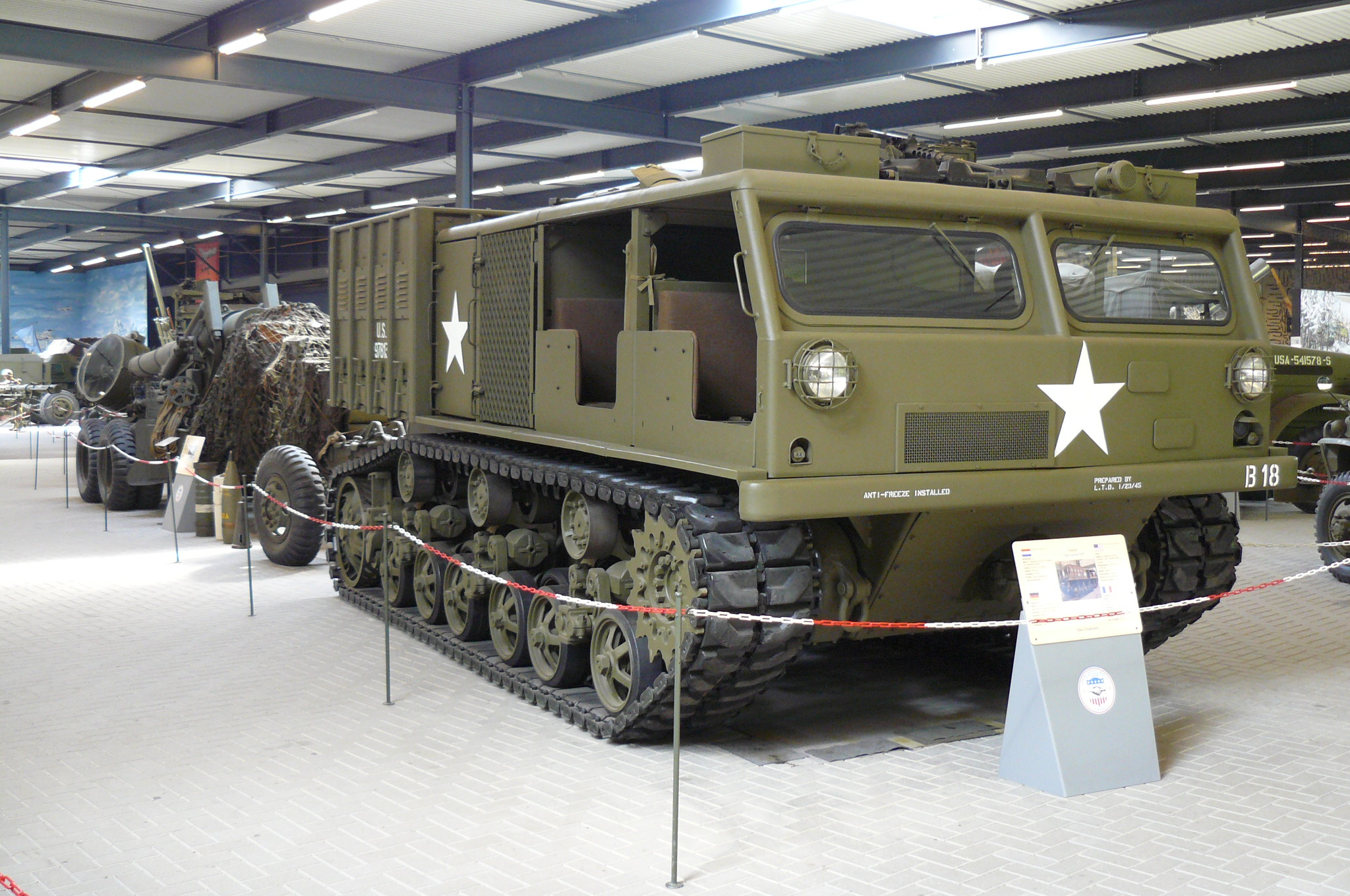
High-speed Tractor M6
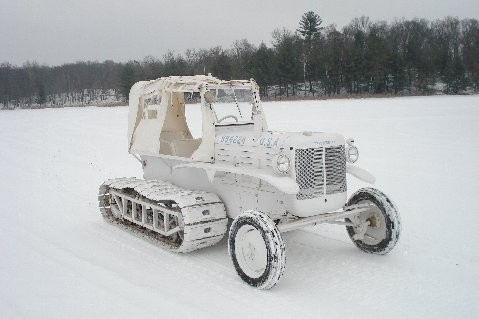
Snow Tractor M7

## Lastkraftwagen
Die US-amerikanischen Streitkräfte teilten ihre Lastkraftwagen in vier Gruppen ein:
- Leichte Lastkraftwagen – Light Trucks – mit einem Ladegewicht unter 1½ Tonnen
- Mittlere Lastkraftwagen – Medium Trucks – mit einem Ladegewicht von 1½ bis unter 2½ Tonnen
- Leichtere schwere Lastkraftwagen – Light-heavy Trucks – mit einem Ladegewicht von 2½ Tonnen
- Schwerere schwere Lastkraftwagen – Heavy-heavy Trucks – mit einem Ladegewicht von mehr als 2½ Tonnen, einschließlich der im Folgenden in einer separaten Tabelle gelisteten Panzertransporter

### Leichte Lkw
| Kurzbezeichnung (Spitzname) | Offizielle Bezeichnung | Herstellertyp(en)         | Bauzeit   | Anzahl gebaut | Bemerkungen                                                  |
| --------------------------- | ---------------------- | ------------------------- | --------- | ------------- | ------------------------------------------------------------ |
|                             | ¼-ton 4×4 Truck        | Bantam BRC-40             | 1941      | 2.605         |                                                              |
|                             | ¼-ton 4×4 Truck        | Ford GP                   | 1941      | 4.456         |                                                              |
|                             | ¼-ton 4×4 Truck        | Willys MA                 | 1941      | 1.553         |                                                              |
| »Jeep«                      | ¼-ton 4×4 Truck        | Willys MB Ford GPW        | 1942–1945 | 639.235       | TM 9-2800 (Standard Military Motor Vehicles), Seite 136–137. |
|                             | ½-ton 4×4 Truck        | Dodge WC1 bis WC50        | 1940–1942 | 79.771        |                                                              |
| »Beep«                      | ¾-ton 4×4 Truck        | Dodge WC51 bis WC61, WC64 | 1942–1945 | 255.173       |                                                              |
|                             | 1-ton 4×4 Truck        | IHC M-2                   | 1942–1945 | 9.100         |                                                              |

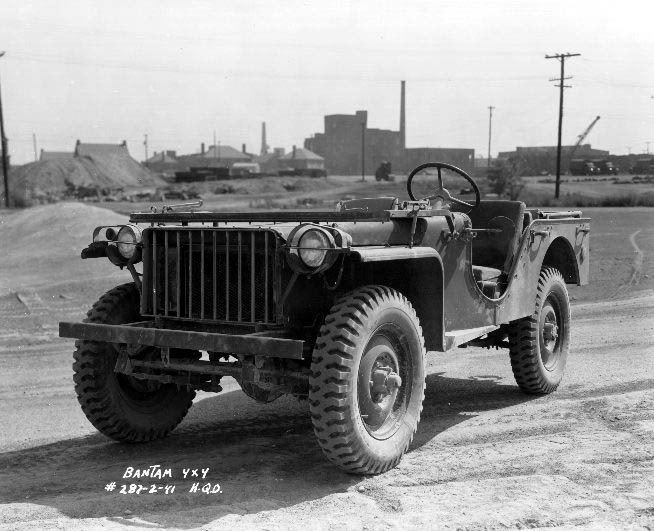
Bantam BRC-40
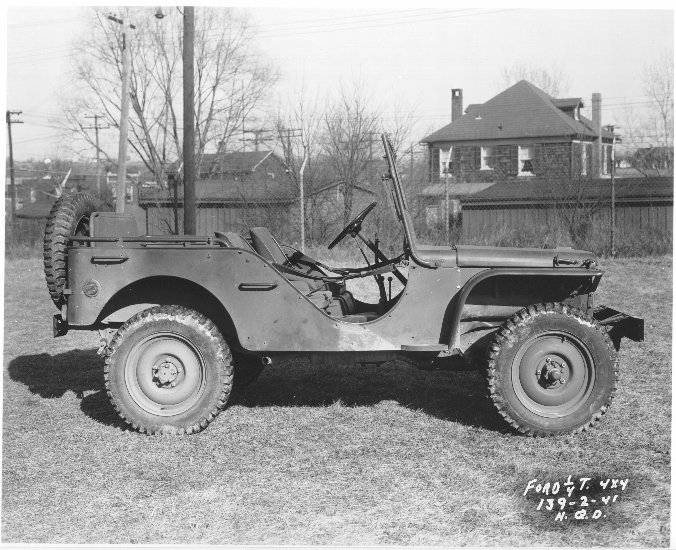
Ford GP
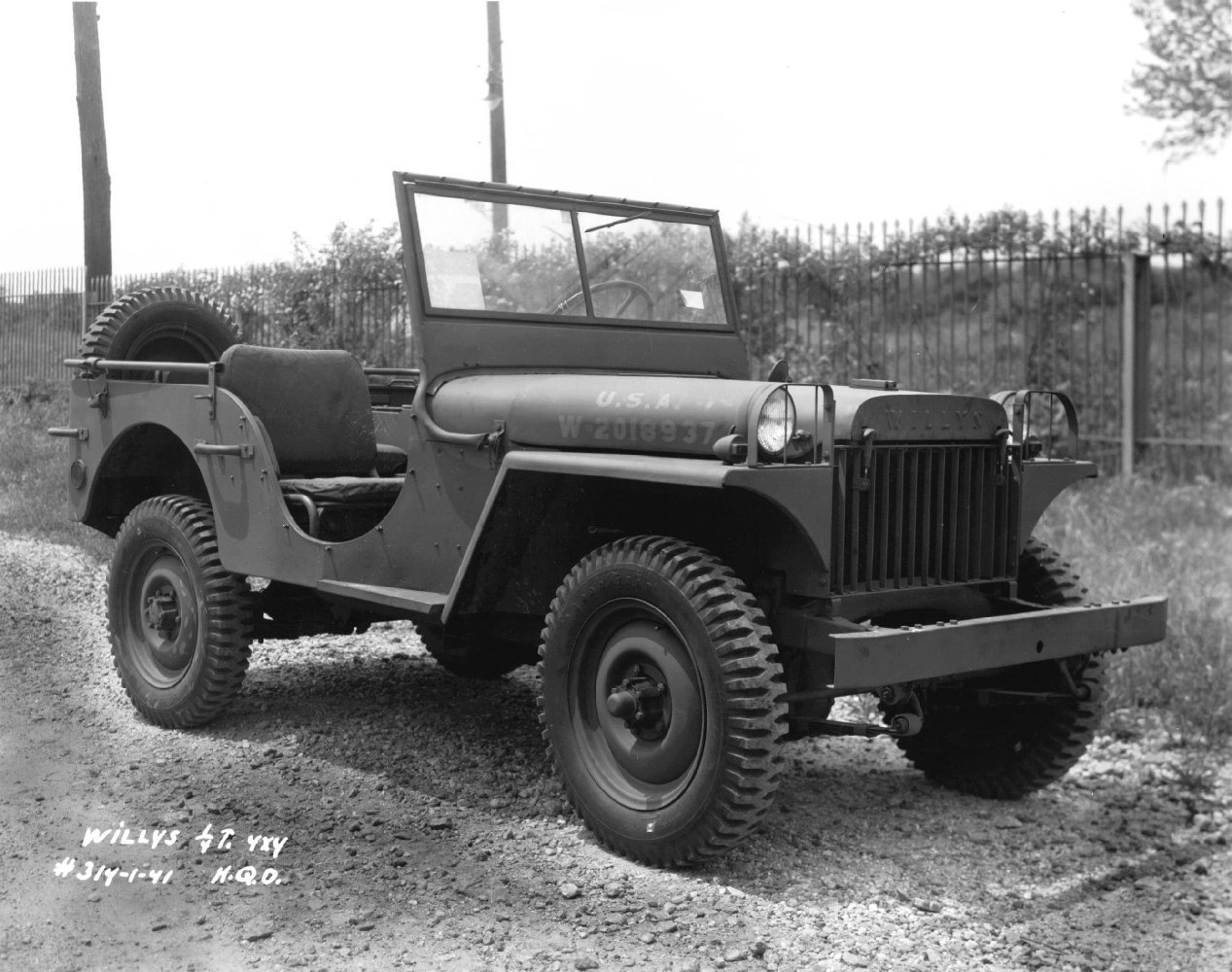
Willys MA
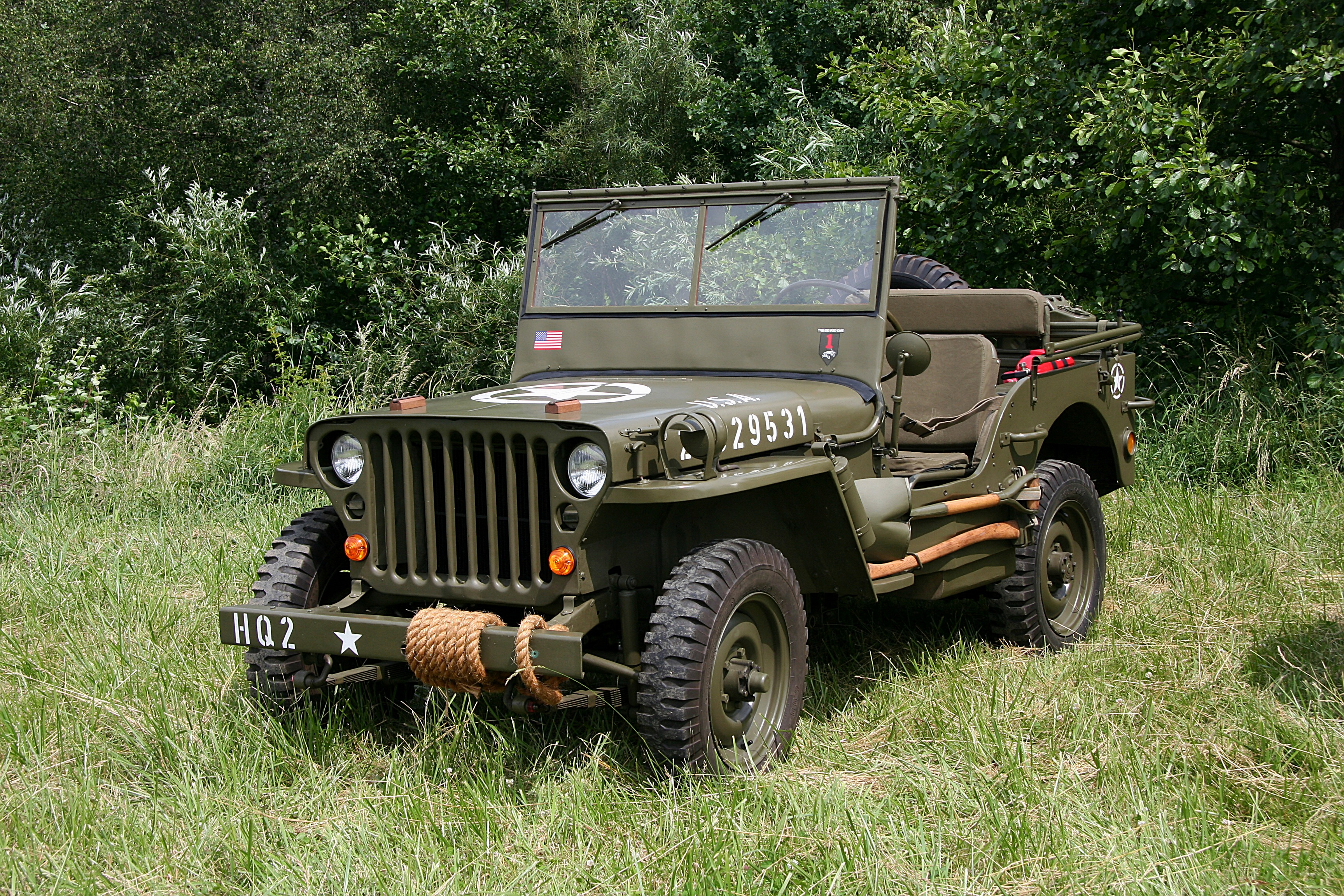
Willys MB
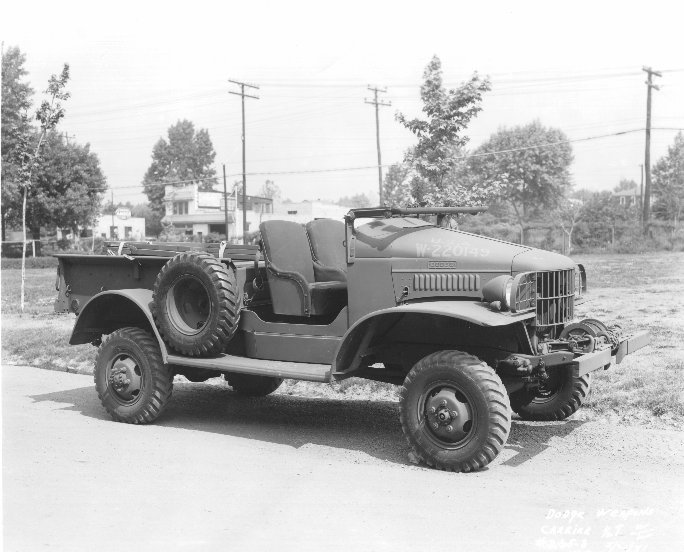
Dodge WC4 Open Cab Weapons Carrier
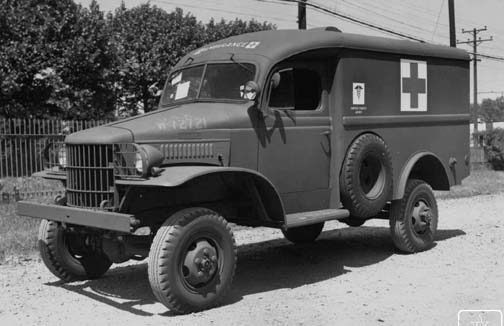
Dodge WC9 Ambulance
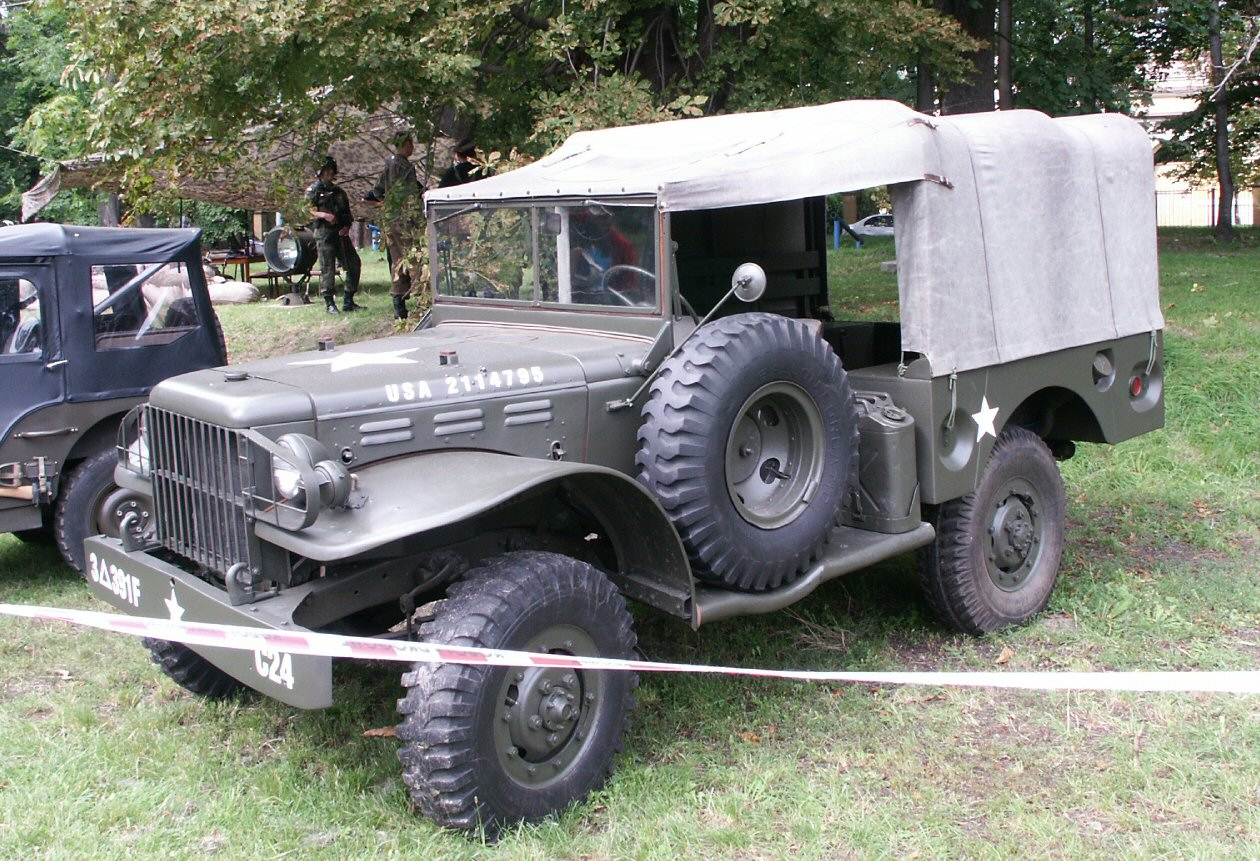
Dodge WC51 Weapons Carrier
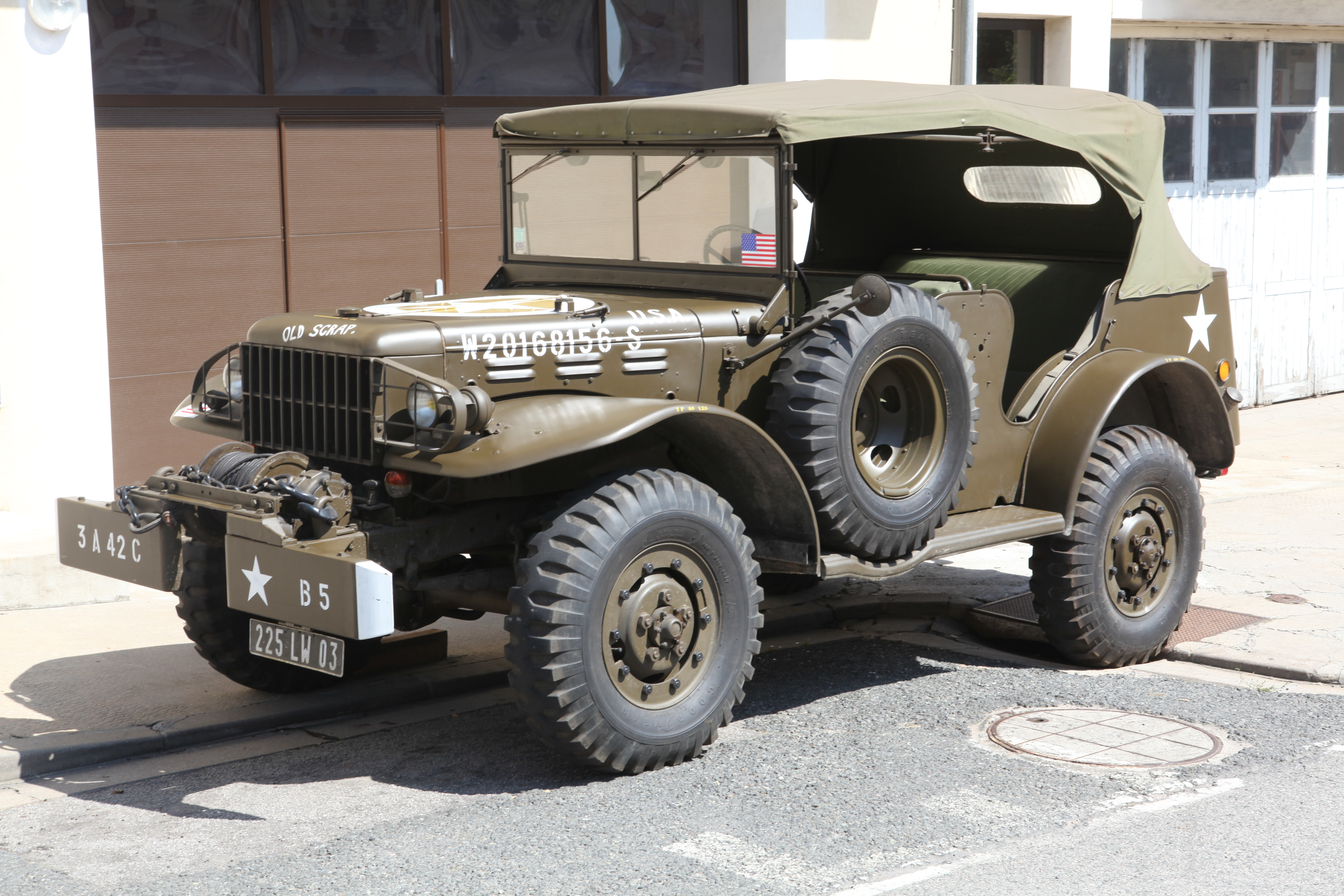
Dodge WC57 Command Car

### Mittlere Lkw
| Kurzbezeichnung (Spitzname) | Offizielle Bezeichnung | Herstellertyp(en)         | Bauzeit   | Anzahl gebaut | Bemerkungen |
| --------------------------- | ---------------------- | ------------------------- | --------- | ------------- | ----------- |
|                             | 1½-ton 4×4 Truck       | Chevrolet G4100 und G7100 | 1940–1945 | 168.603       |             |
|                             | 1½-ton 4×4 Truck       | IHC M-3                   | 1941–1944 | 6.432         |             |
| »Burma Jeep«                | 1½-ton 4×4 Truck       | Ford GTB                  | 1942–1944 | 6.000         |             |
|                             | 1½-ton 6×6 Truck       | Dodge WC62 und WC63       | 1942–1945 | 23.092        |             |

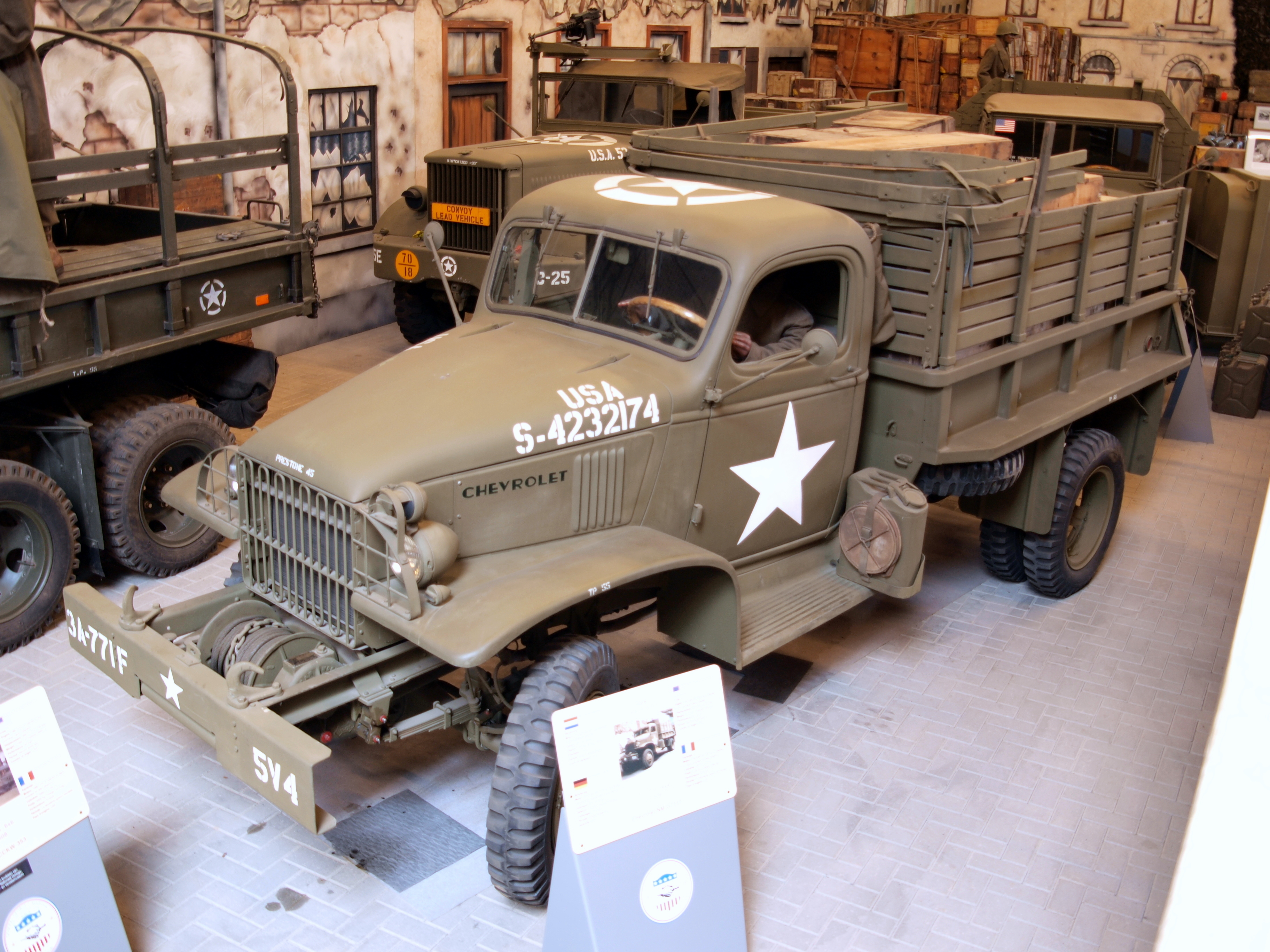
Chevrolet G7117 Cargo Truck
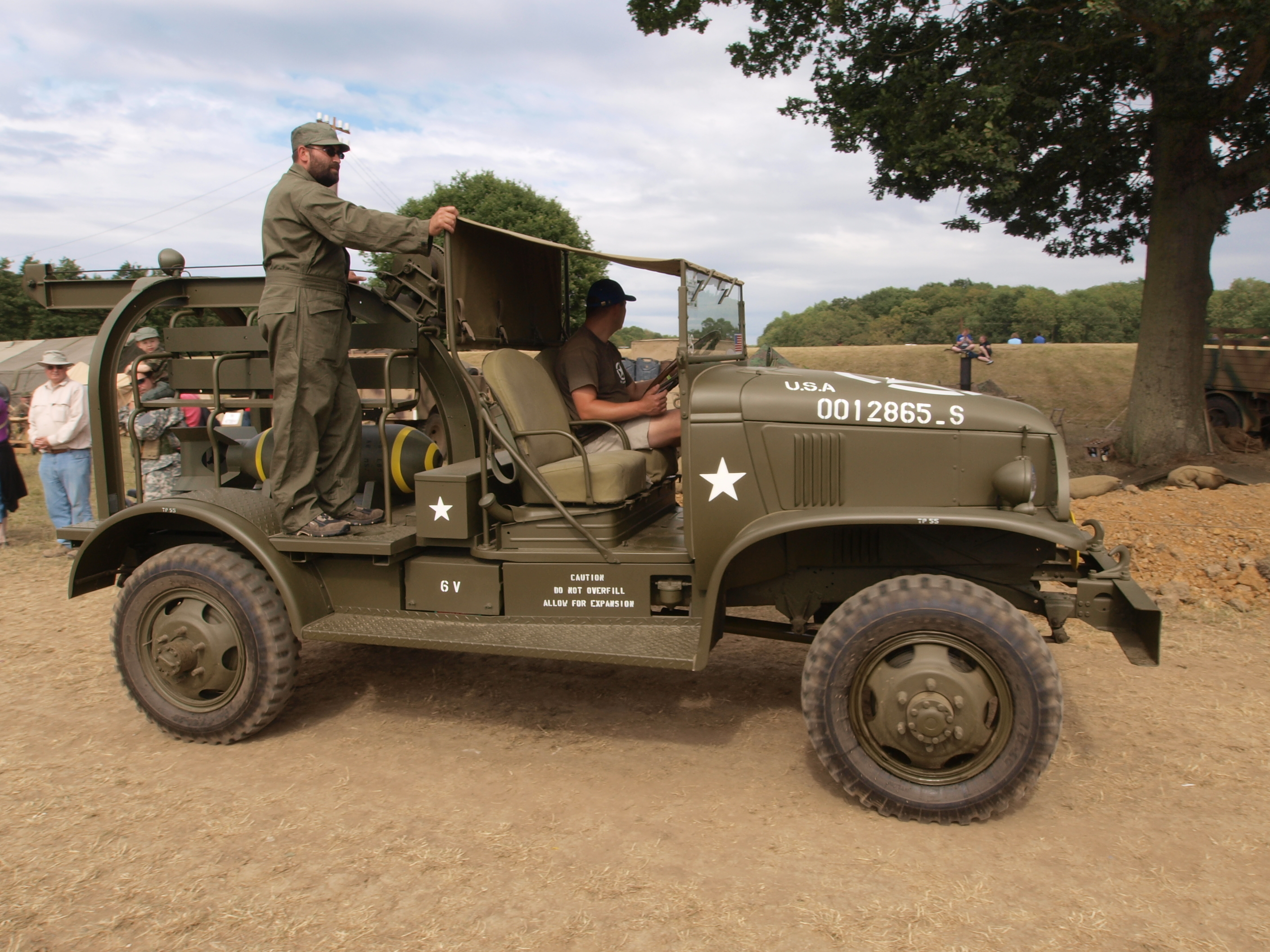
M6 Chevrolet G7128 Bomb Service Truck
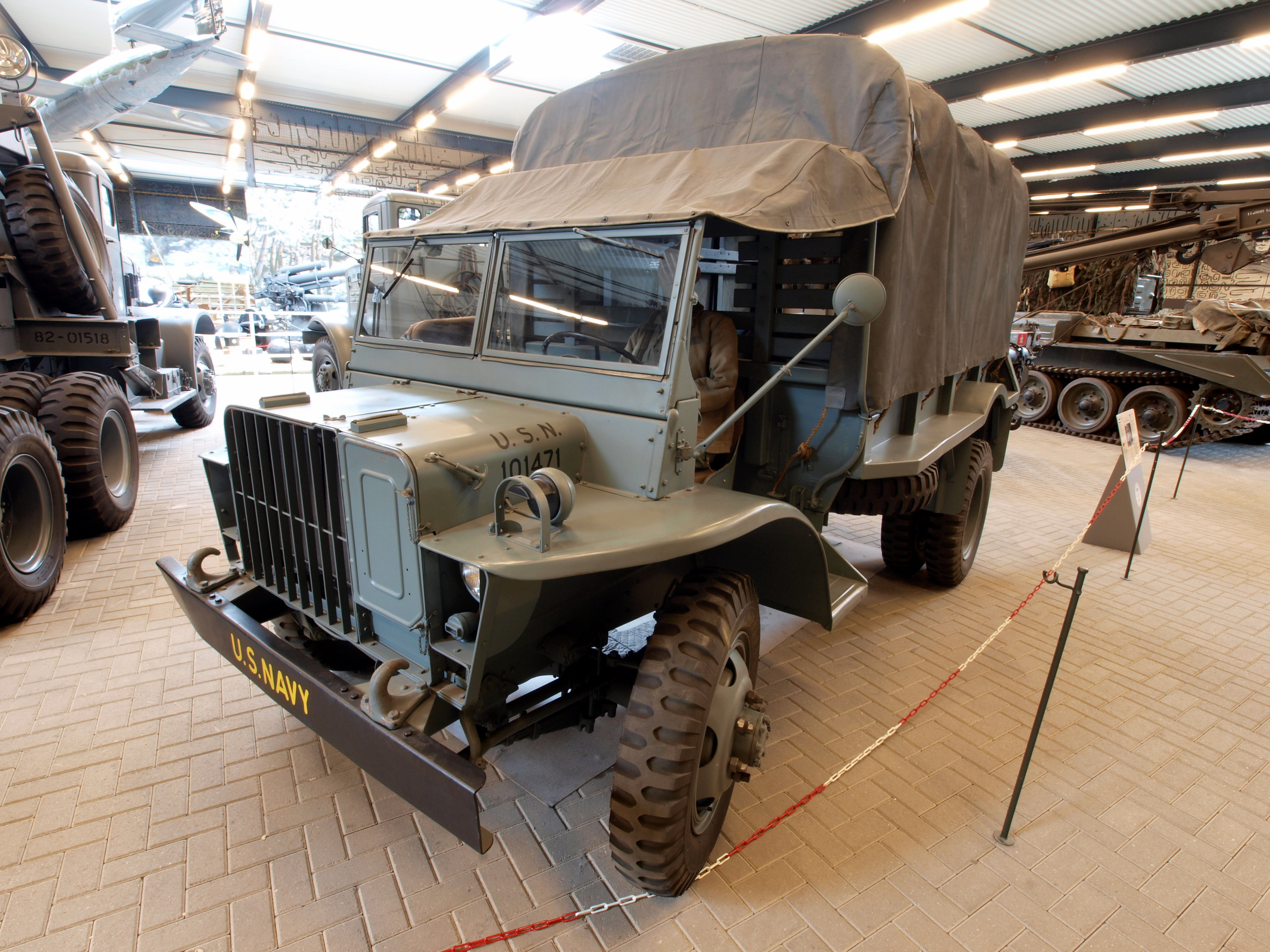
Ford GTB
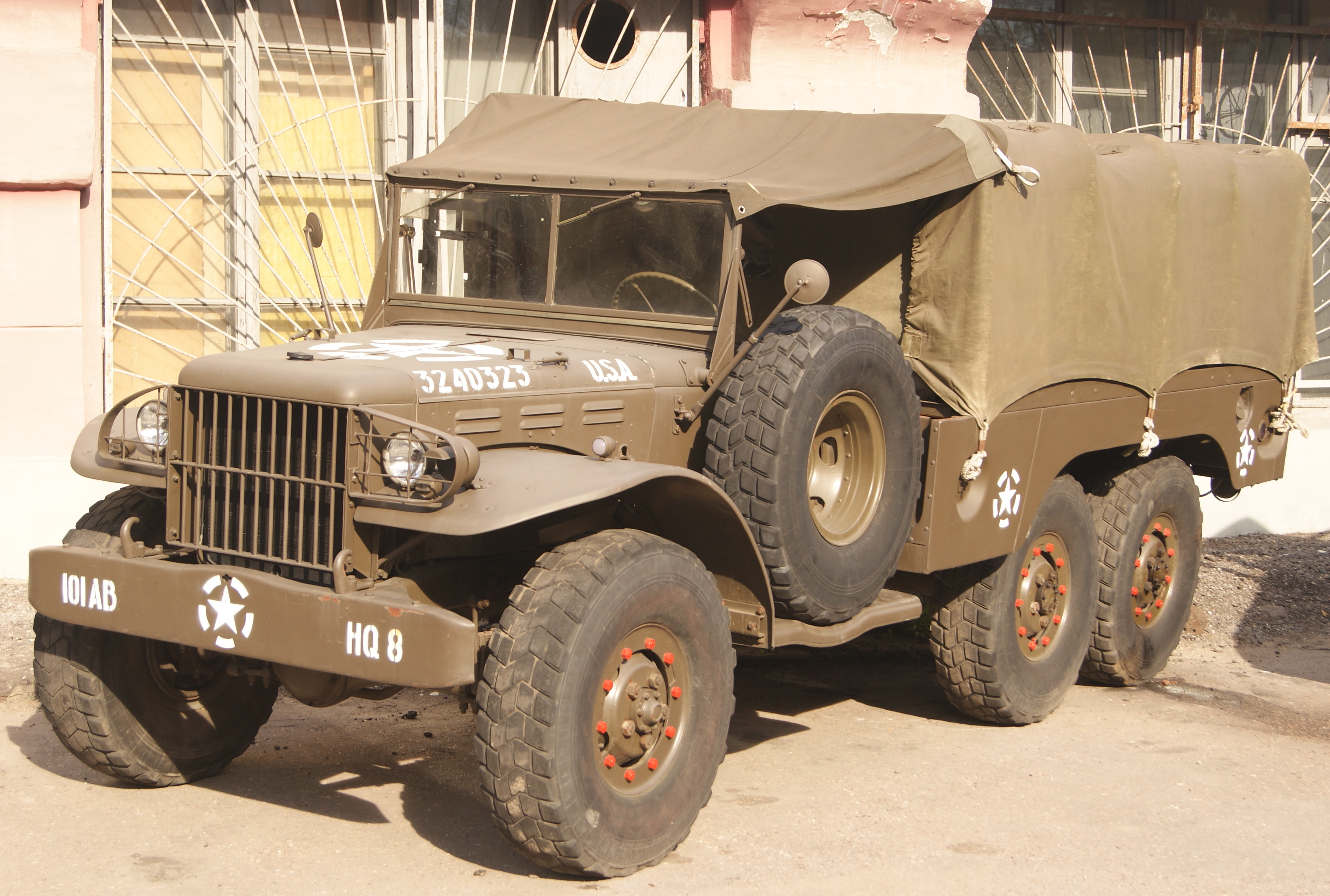
Dodge WC63

### Mittelschwere Lkw

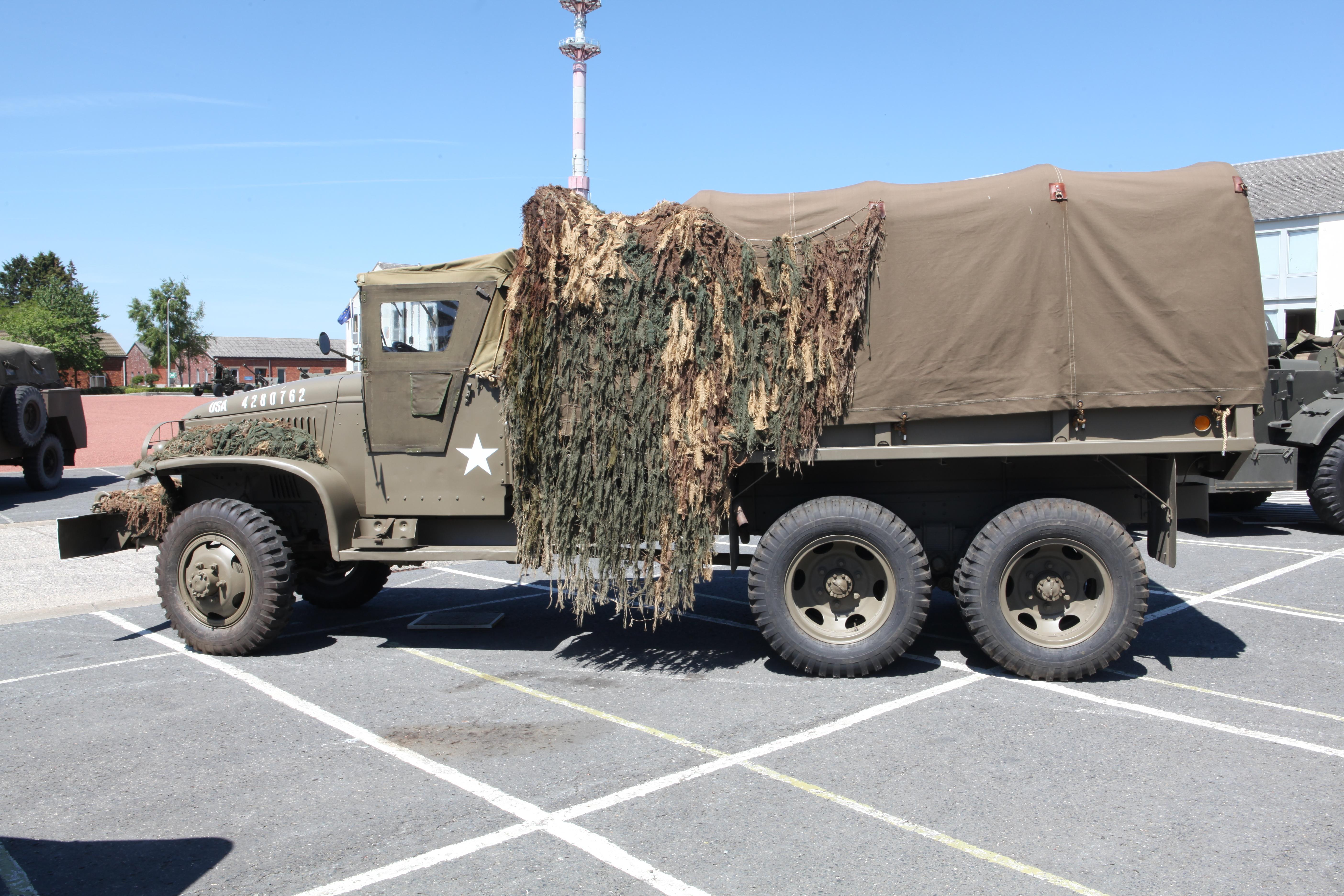
GMC CCKW
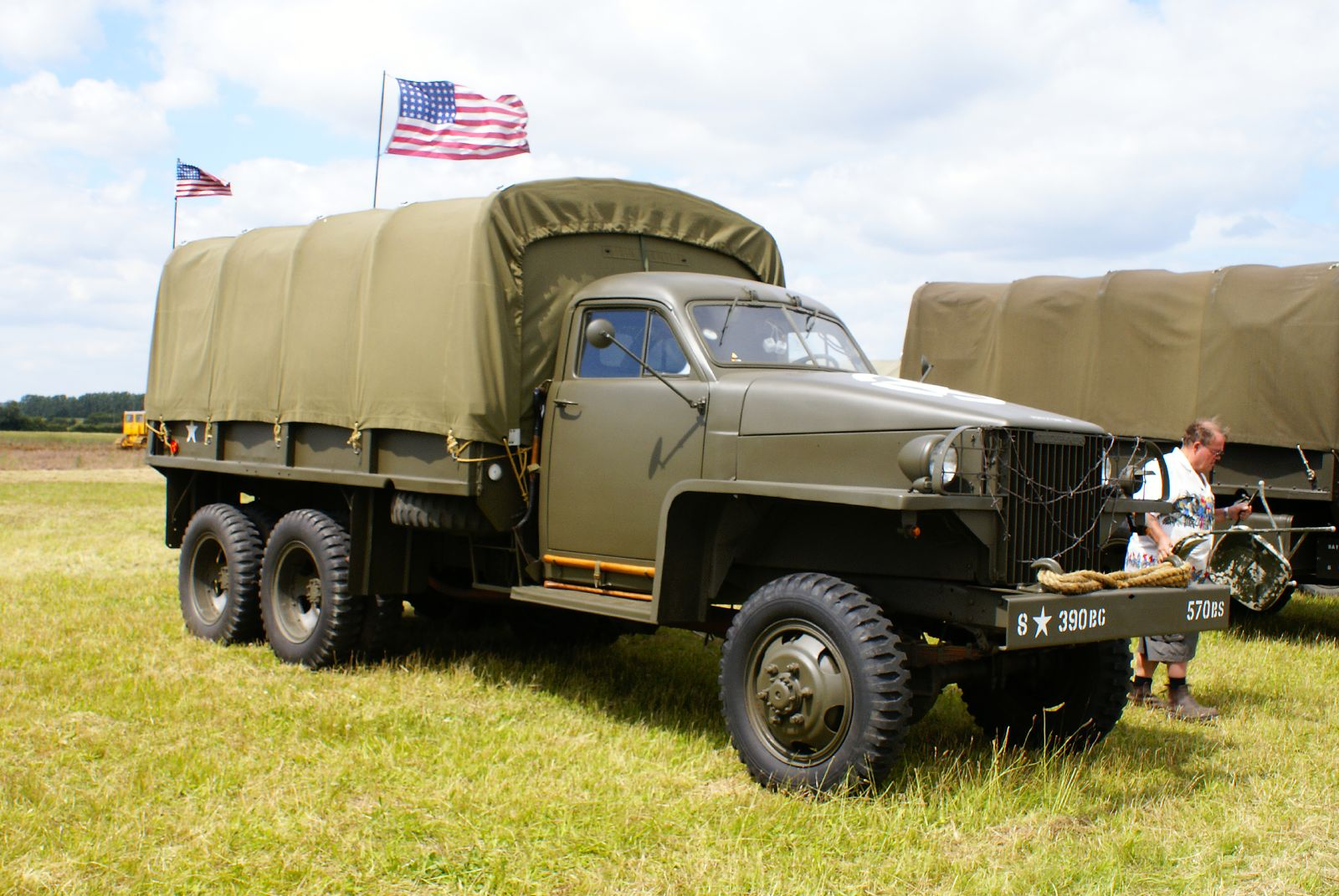
Studebaker US6

| Kurzbezeichnung (Spitzname) | Offizielle Bezeichnung | Herstellertyp(en) | Bauzeit   | Anzahl gebaut | Bemerkungen                                            |
| --------------------------- | ---------------------- | ----------------- | --------- | ------------- | ------------------------------------------------------ |
|                             | 3-ton 6×6 Truck        | GMC ACKWX-353     | 1940–41   | 2.466         | Bestellt von FR, angeboten an GB, weitergereicht an RU |
| »Jimmy«                     | 2½-ton 6×6 Truck       | GMC CCKW          | 1941–1945 | 527.104       |                                                        |
| »Jimmy«                     | 2½-ton 6×4 Truck       | GMC CCW-353       | 1942      | 23.649        |                                                        |
|                             | 2½-ton 6×4 Truck       | GMC AFKWX-353     | 1942      | 7.235         |                                                        |
|                             | 2½-ton 6×4/6×6 Truck   | Studebaker US6    | 1941–1945 | 215.853       |                                                        |
|                             | 2½-ton 6×4/6×6 Truck   | IHC M-5           | 1941–1945 | 46.572        |                                                        |

- GMC CCKW
- Studebaker US6

### Schwere Lkw
| Kurzbezeichnung (Spitzname) | Offizielle Bezeichnung     | Herstellertyp(en)          | Bauzeit   | Anzahl gebaut | Bemerkungen |
| --------------------------- | -------------------------- | -------------------------- | --------- | ------------- | ----------- |
|                             | 4-ton 6×6 Truck            | Diamond T 967 bis 970, 972 | 1941–1945 | ca. 29.000    |             |
|                             | 7½-ton 6×6 Prime Mover     | Mack NO                    | 1942–1945 | 2.053         |             |
|                             | 10-ton 6×6 Wrecker M1/M1A1 | Kenworth Ward La France    | 1941–1945 | 5.910         |             |

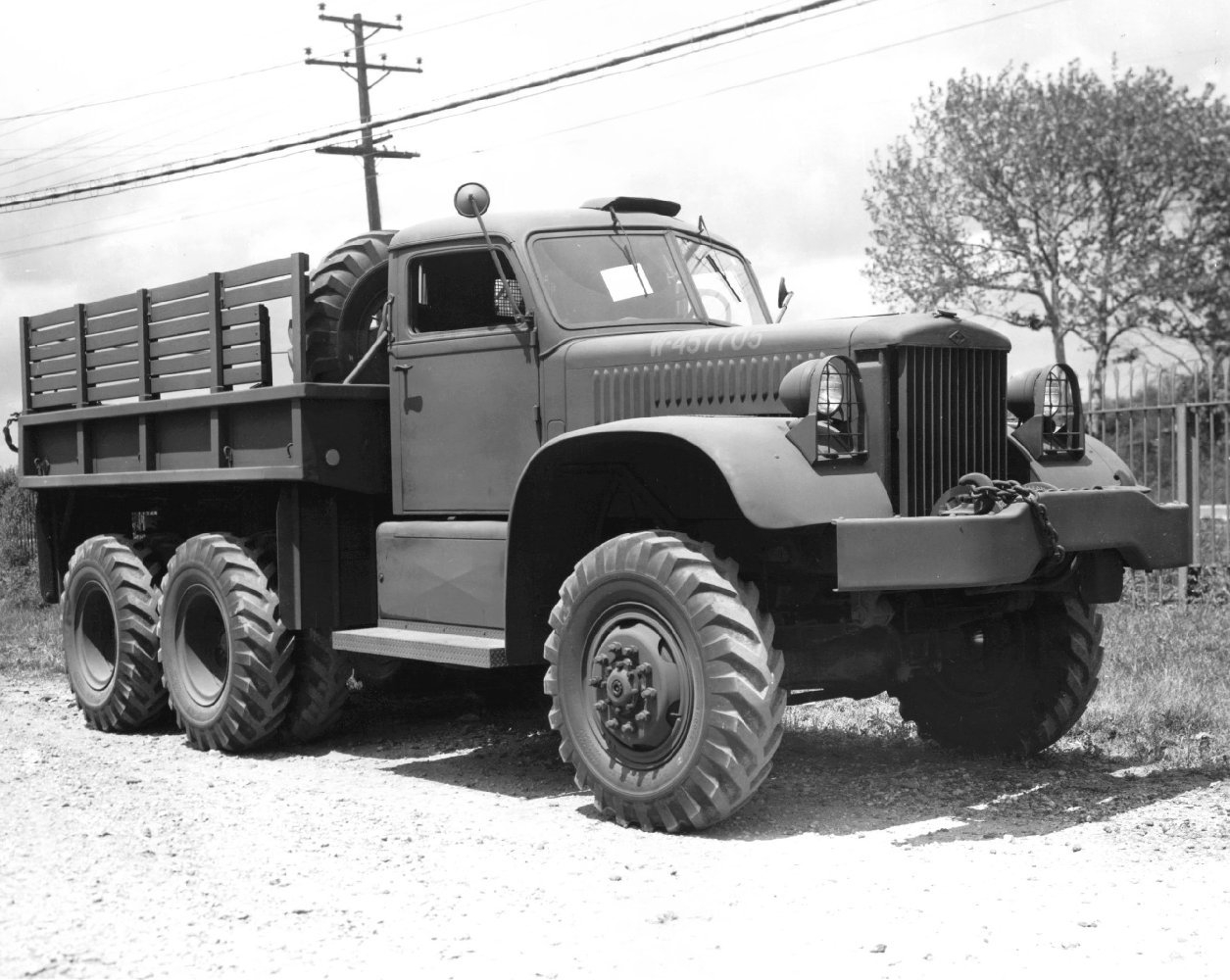
Diamond T 968 Cargo
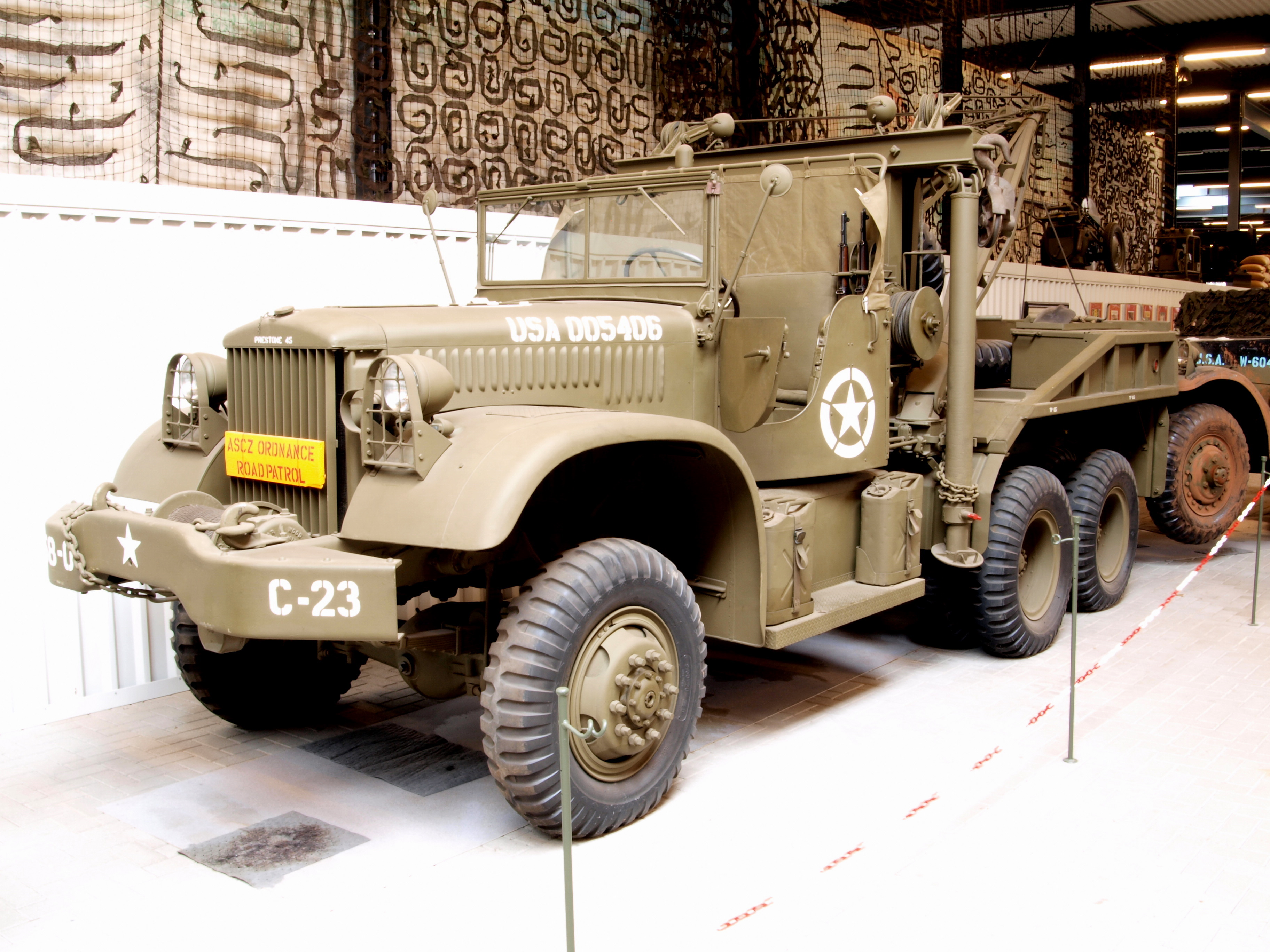
Diamond T 969A Wrecker
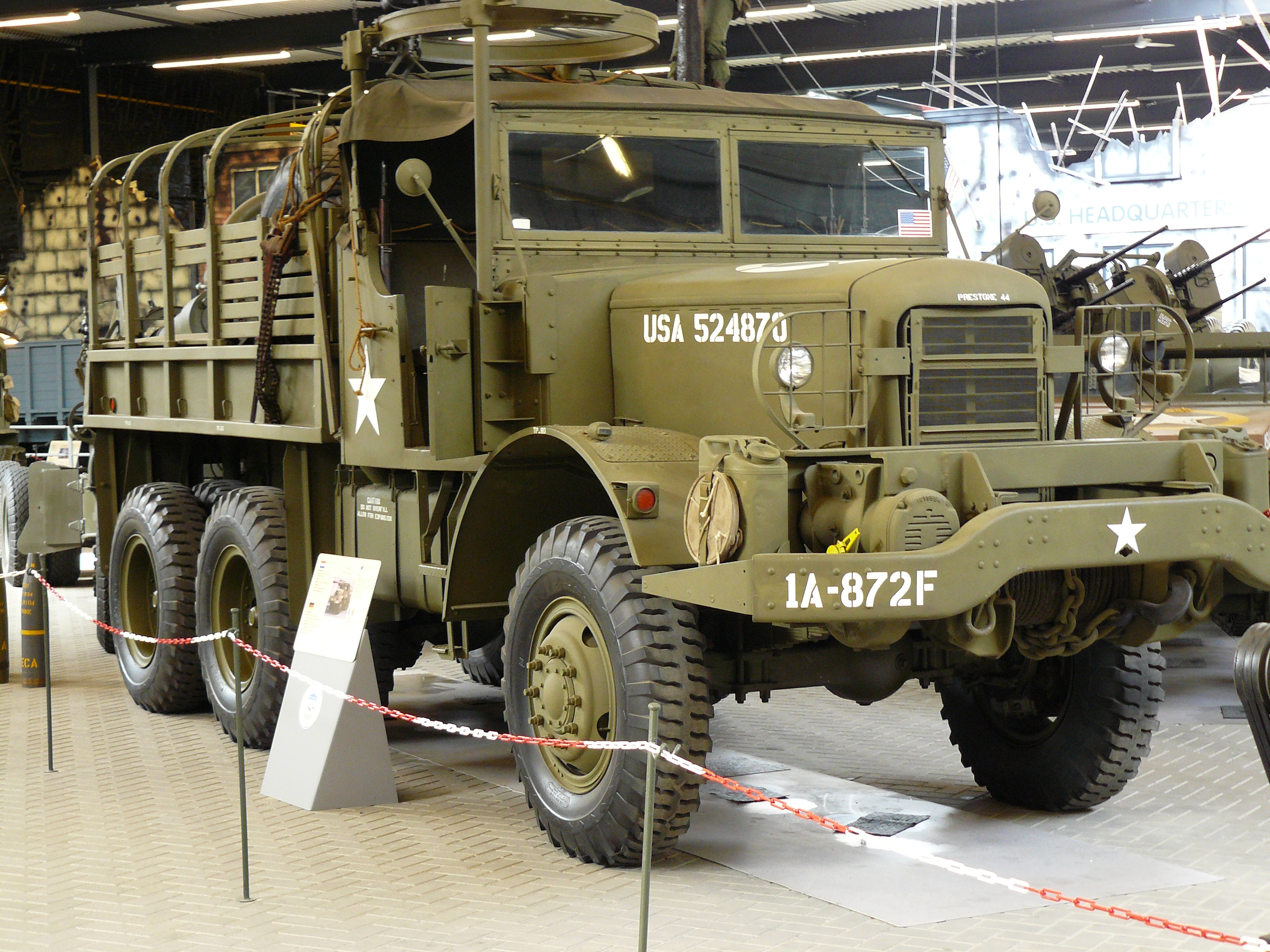
Mack NO-6
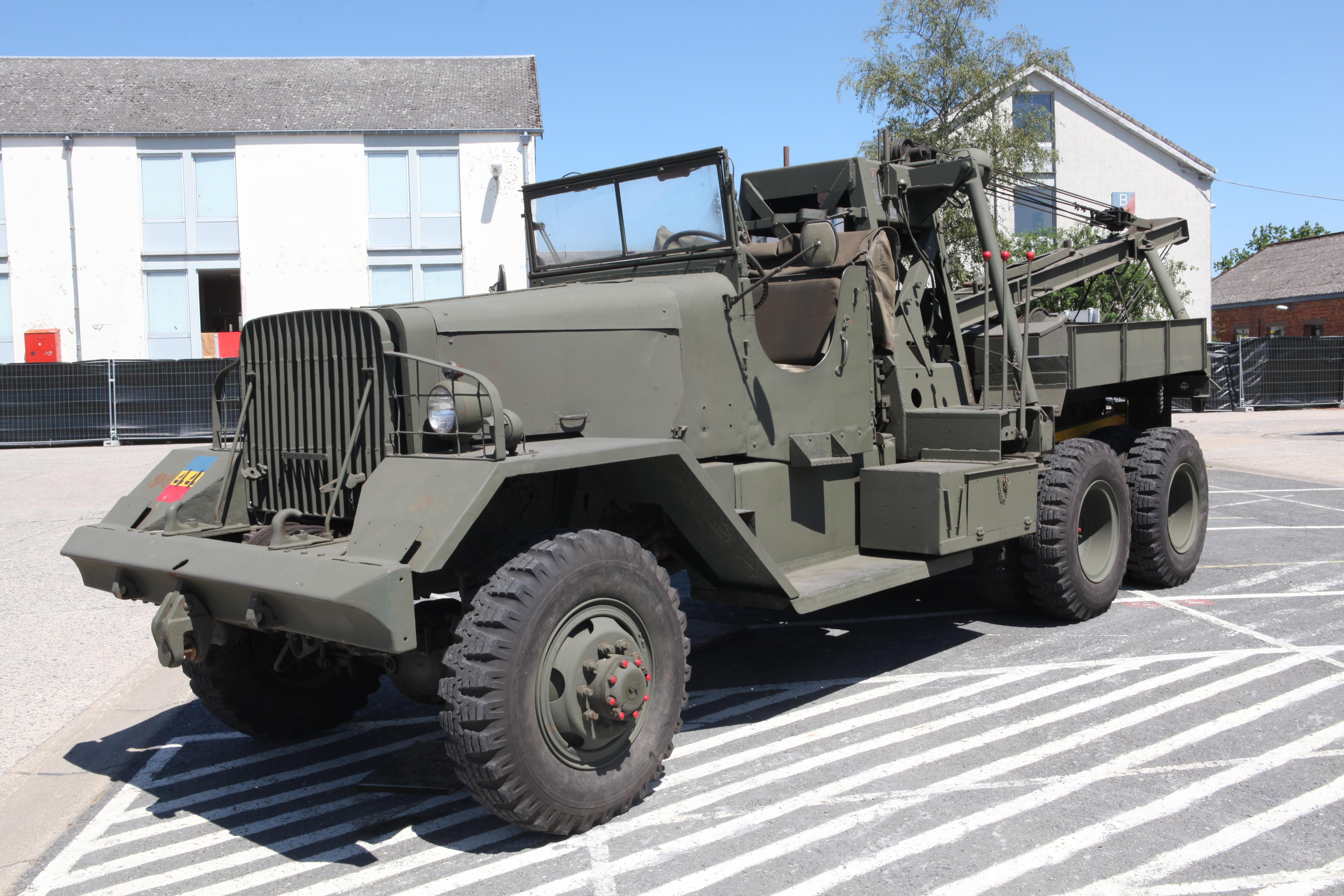
Ward La France M1A1

### Panzertransporter
| Kurzbezeichnung (Spitzname) | Offizielle Bezeichnung             | Herstellertyp(en)     | Bauzeit   | Anzahl gebaut | Bemerkungen |
| --------------------------- | ---------------------------------- | --------------------- | --------- | ------------- | --- |
|                             | 12-ton 6×4 Truck M20               | Diamond T 980 und 981 | 1941–1945 | 5.871         | TM 9-2800 (Standard Military Motor Vehicles), Seite 128–131. |
| »Dragon Wagon«              | 12-ton 6×6 Truck-Tractor M26/M26A1 | M25 Tank Transporter  | 1943–1945 | 1.372         | TM 9-2800 (Standard Military Motor Vehicles), Seite 128–131. bildet zusammen mit dem 40-ton/45-ton Semitrailer M15/M15A1 den 40-ton/45-ton Tank Transporter M25 |

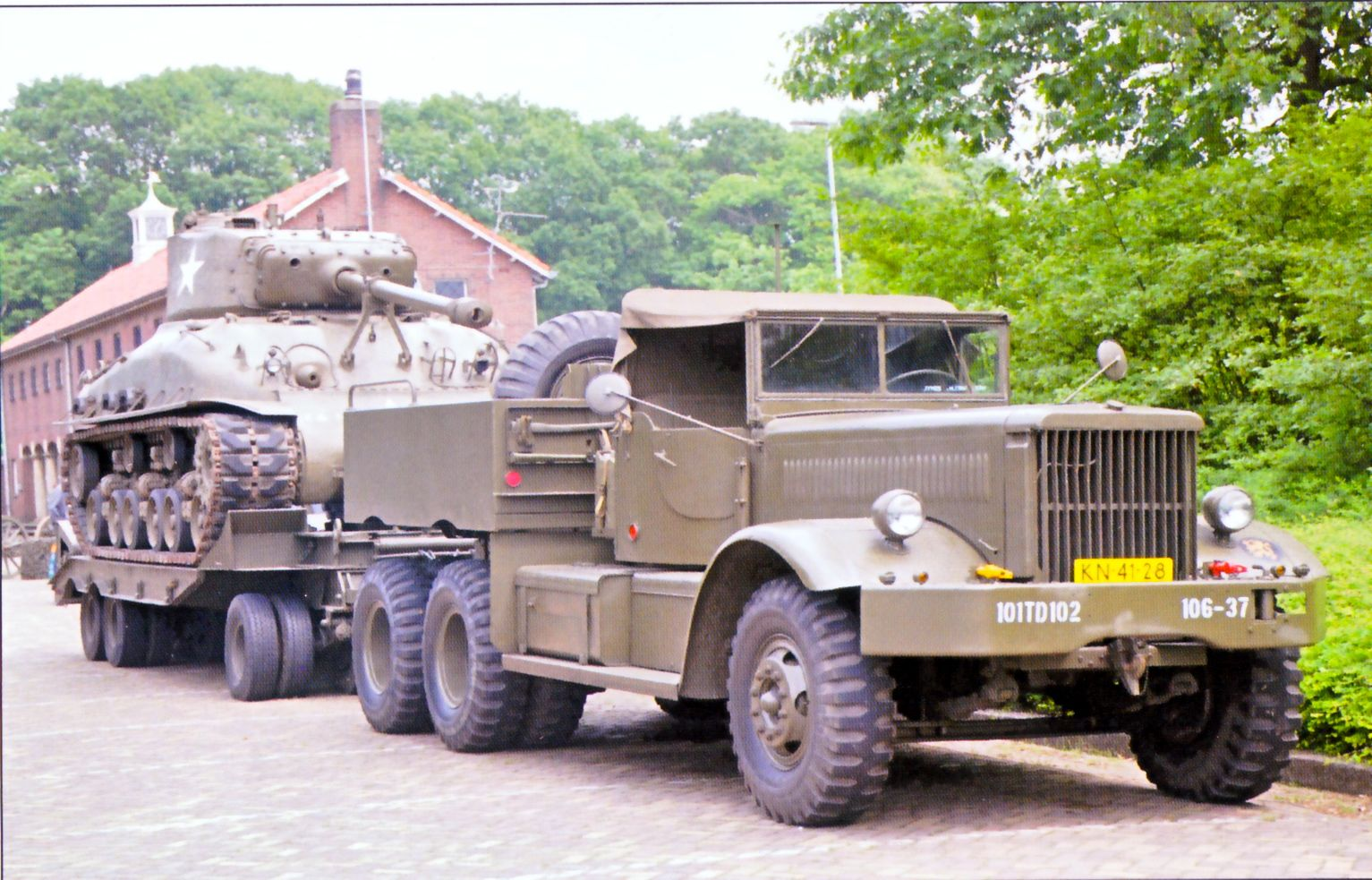
M20 Diamond T 981
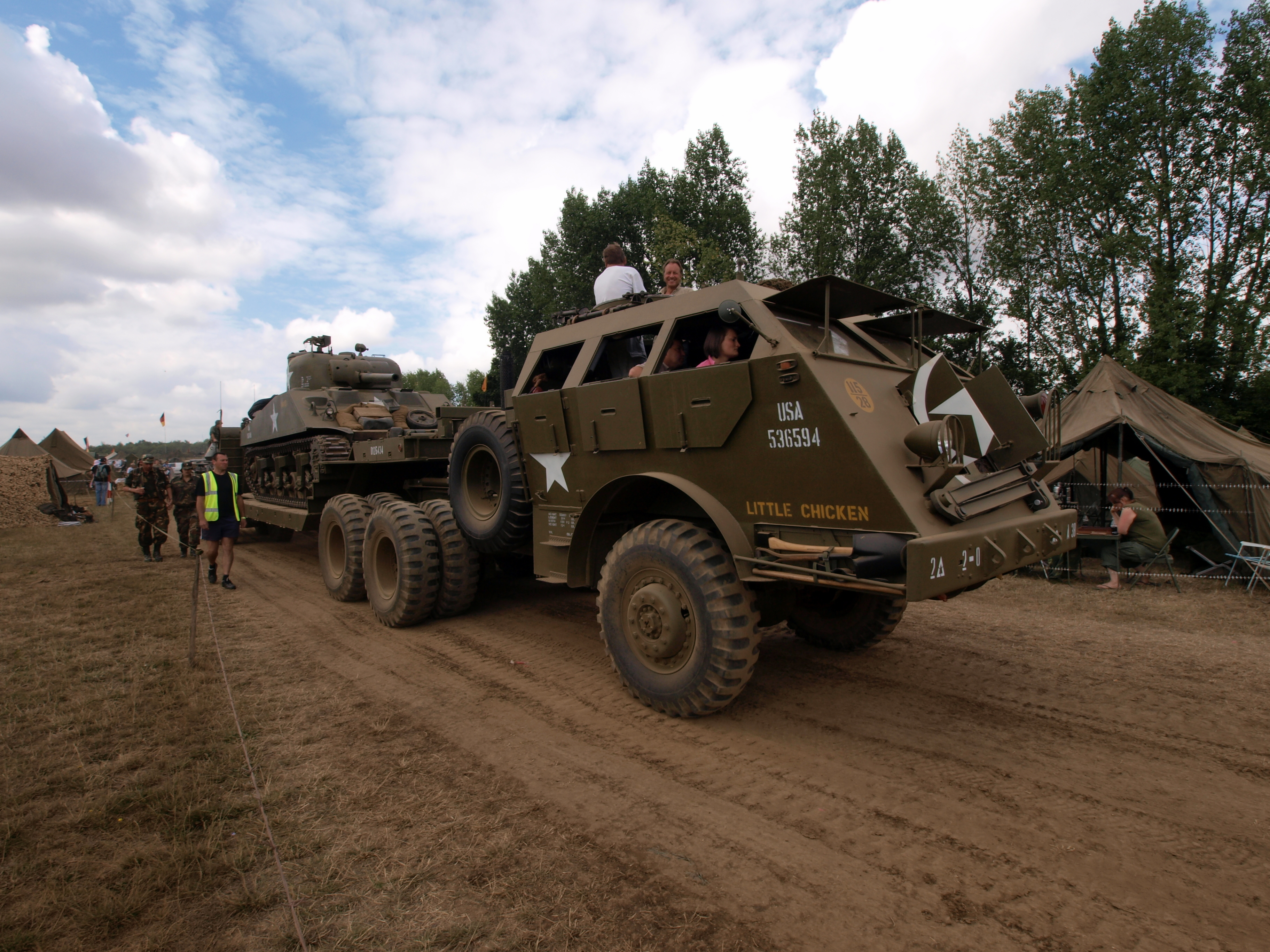
M26 Pacific Car TR-1 (gepanzert)
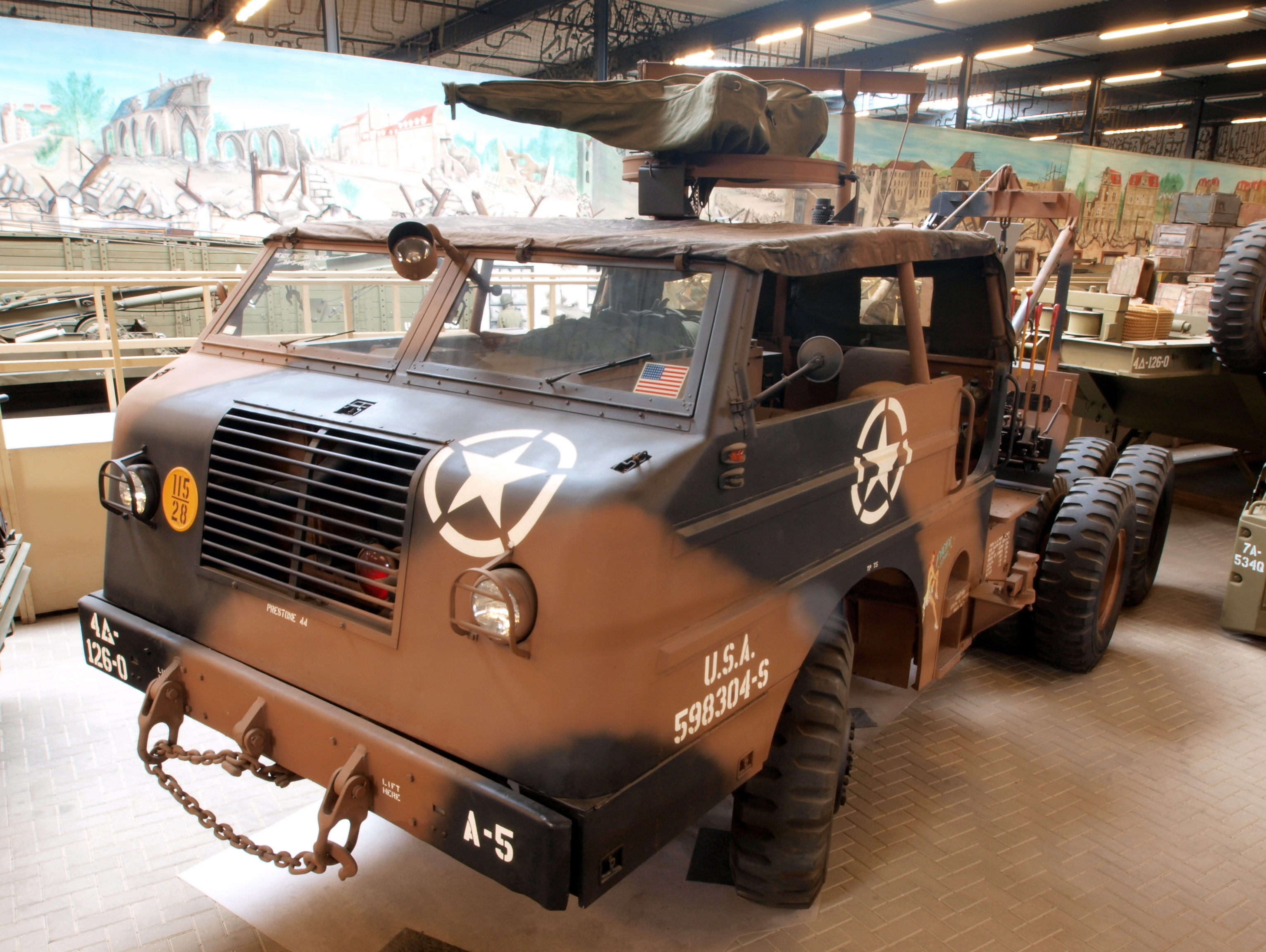
M26A1 Pacific Car TR-1 (ungepanzert)

## Motorräder
| Kurzbezeichnung | Bezeichnung            | Geschwindigkeit | Baujahre | Stückzahl gebaut | Bemerkung                                                                                            |
| --------------- | ---------------------- | --------------- | -------- | ---------------- | --- |
|                 | Motorcycle, Solo       | 1 Rider         |          | 32.000           | Harley TM 10-1177/Indian TM 10-1279 // Harley-Davidson WLA „Liberator“/Indian Motorcycle Model 640-B |
|                 | Motorcycle, w/side car | 2 Rider         |          | Anteil           | Harley TM 10-1175/Indian TM 10-1283 // Harley-Davidson ELA „Liberator“/Indian Motorcycle Model 340   |

## Amphibische Fahrzeuge

### Radfahrzeuge
| Kurzbezeichnung | Bezeichnung                                   | Ladung/Besatzung         | Baujahre  | Anzahl gebaut | Anmerkung |
| --------------- | --------------------------------------------- | ------------------------ | --------- | ------------- | --- |
| Seep            | Truck, Amphibian, ¼-ton, 4×4 / Ford GPA       | Crew 2 / Payload 800 lb  | 1942–1943 | 12.778        | TM 10-1263 TM 9-2800 (Standard Military Motor Vehicles) Seite 6–7.                                               |
| DUKW            | Truck, Amphibian, 2½-ton 6×6 /GMC DUKW «Duck» | Crew 2 / Payload 5000 lb | 1942–1945 | 21.147        | TM 9-802, (2½-ton amphibian truck, 6 x 6, GMC DUKW-353) TM 9-2800 (Standard Military Motor Vehicles), Seite 8–9. |

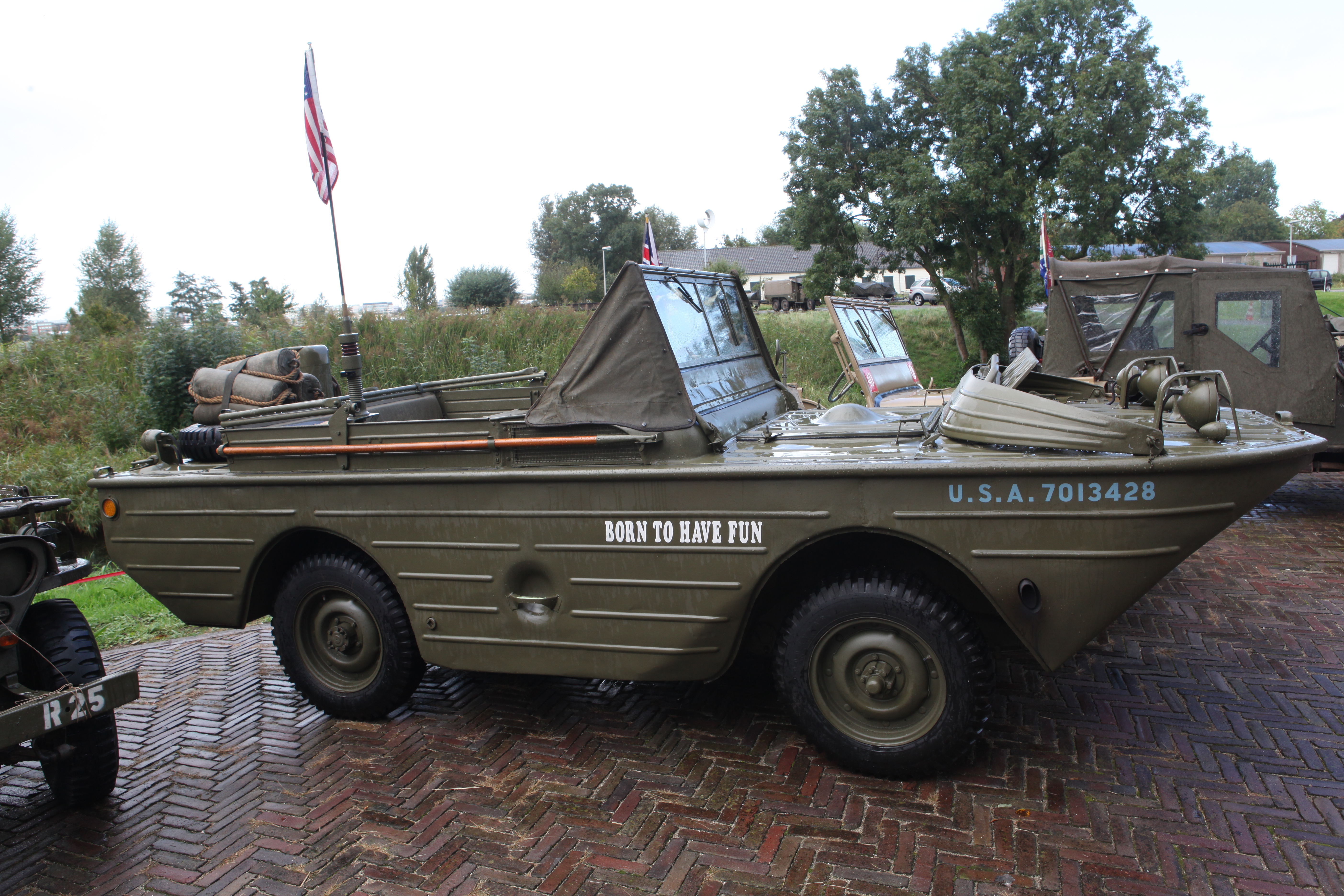
Ford GPA
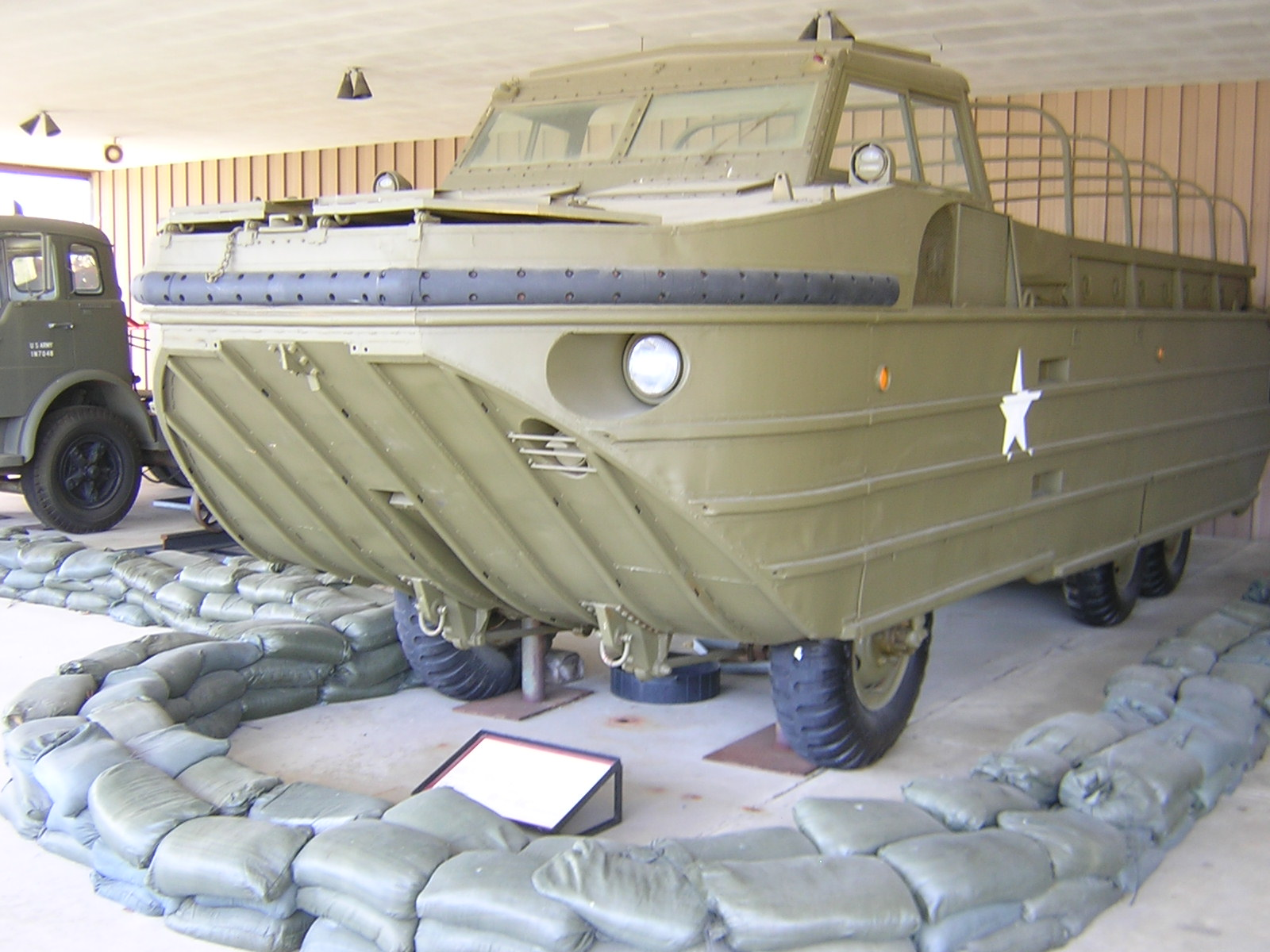
GMC DUKW

### Kettenfahrzeuge
| Kurzbezeichnung | Bezeichnung                                   | Ladung/Besatzung                    | Baujahre  | Anzahl gebaut             | Anmerkung                        |
| --------------- | --------------------------------------------- | ----------------------------------- | --------- | ------------------------- | -------------------------------- |
| M29C Weasel     | M29C Cargo Carrier Weasel                     | Crew 2/2 / Payload 572 kg           | 1942-1945 | 15.124 (Anteil)           | Ausführungen M28, M29, M29C      |
| LVT (1)/LVT (2) | Landing Vehicle, Tracked, Mk I/II-LVT (1)/(2) | Crew 3/3-6 / Payload 4500/6500 (lb) | 1940–19?? | 18.621 (alle Versionen)   | TM 9-784 Amphibian tractor T33   |
| LVT (A) (2)     | Landing Vehicle, Tracked, Mk II-LVT (A) (2)   | Crew 4 / Payload 5200 (lb)          | 19??–1945 | Anteil                    | TM 9-784 Amphibian tractor T33   |
|                 | DD tank                                       |                                     |           | (Umbauten anderer Panzer) | z. B.: M4 Medium Tank Sherman DD |